# Fläming

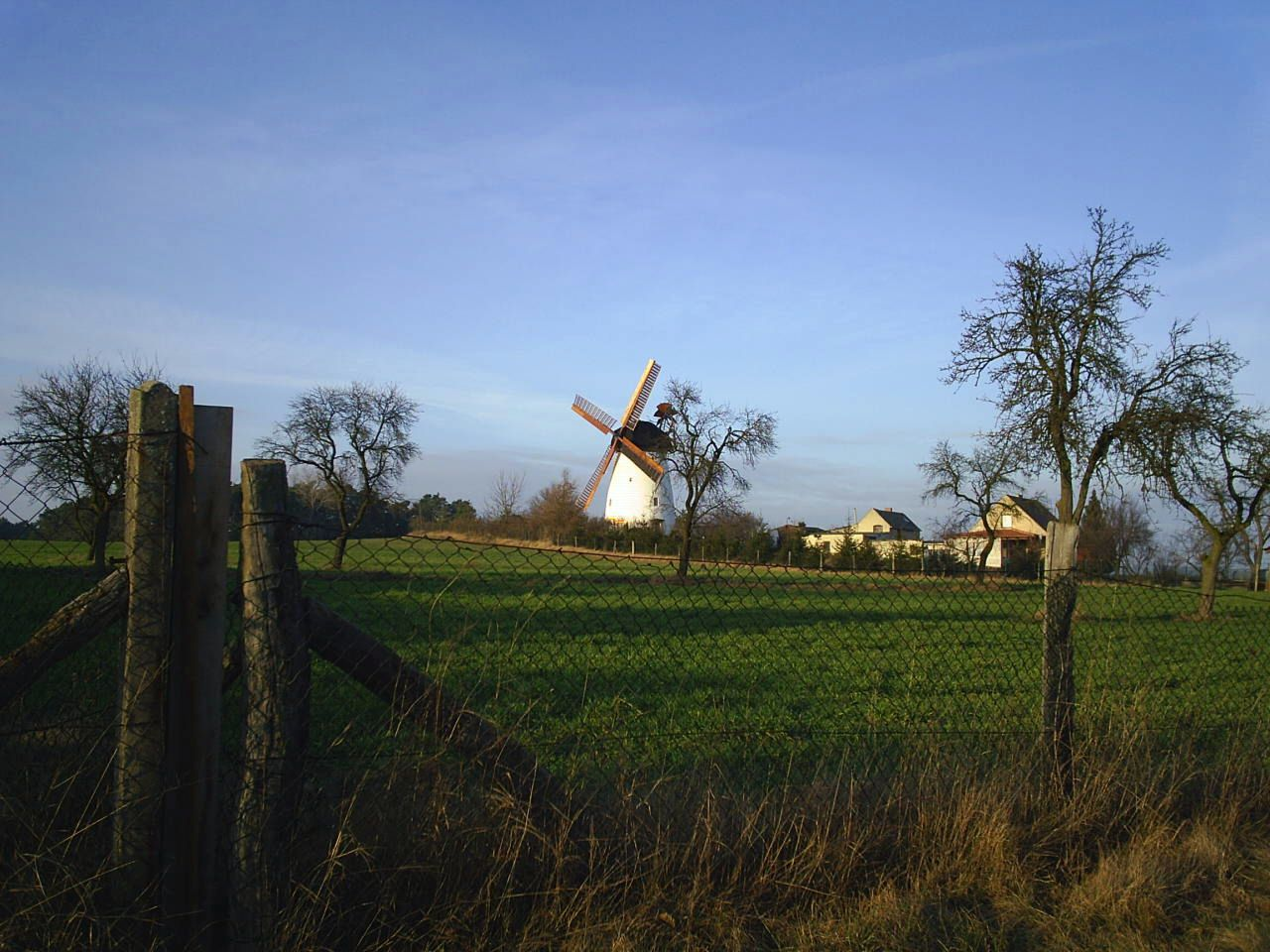
Drachenmühle (Turmholländermühle) und Streuobstwiese bei Haseloff östlich von Niemegk

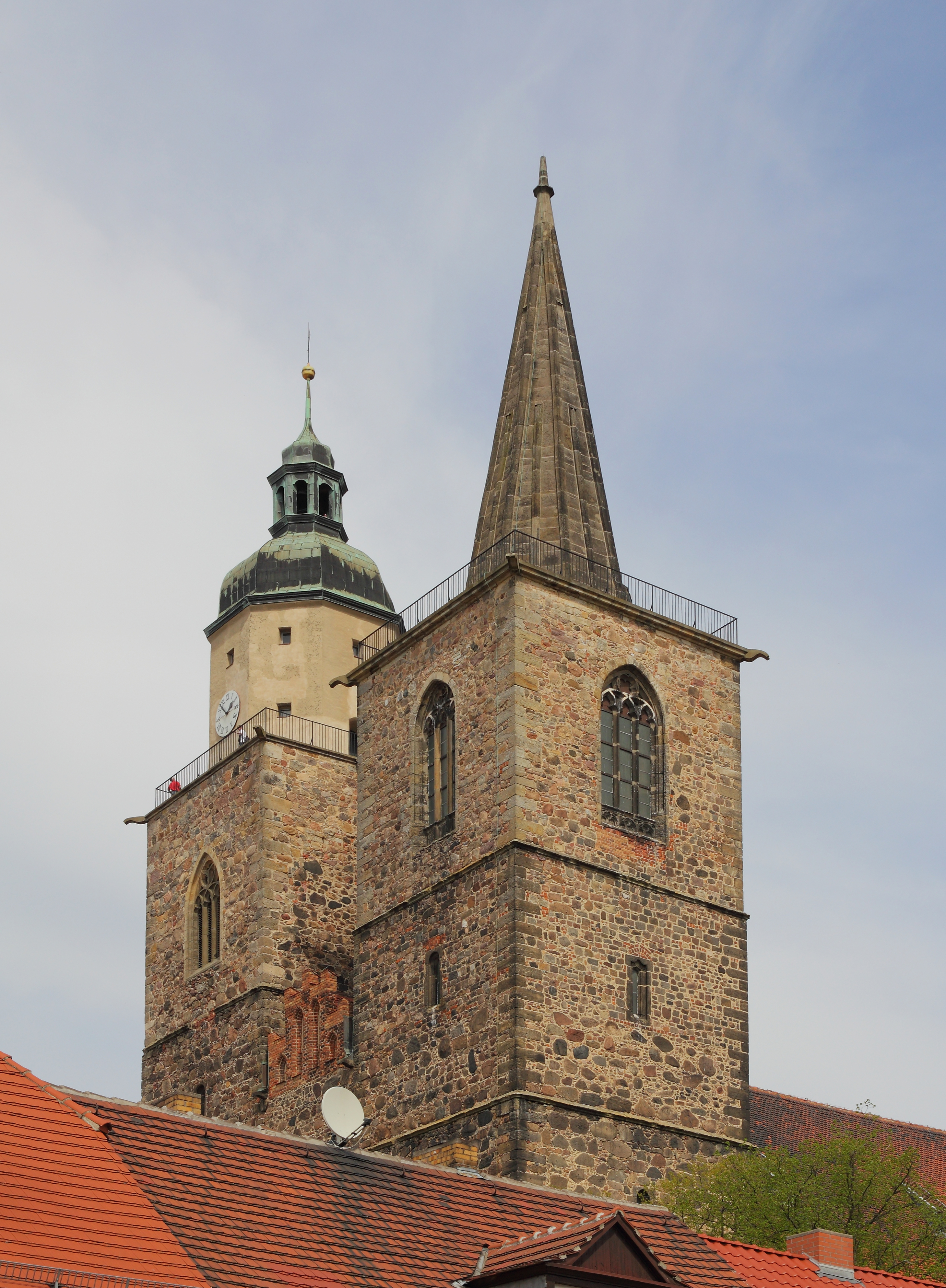
Nikolaikirche Jüterbog

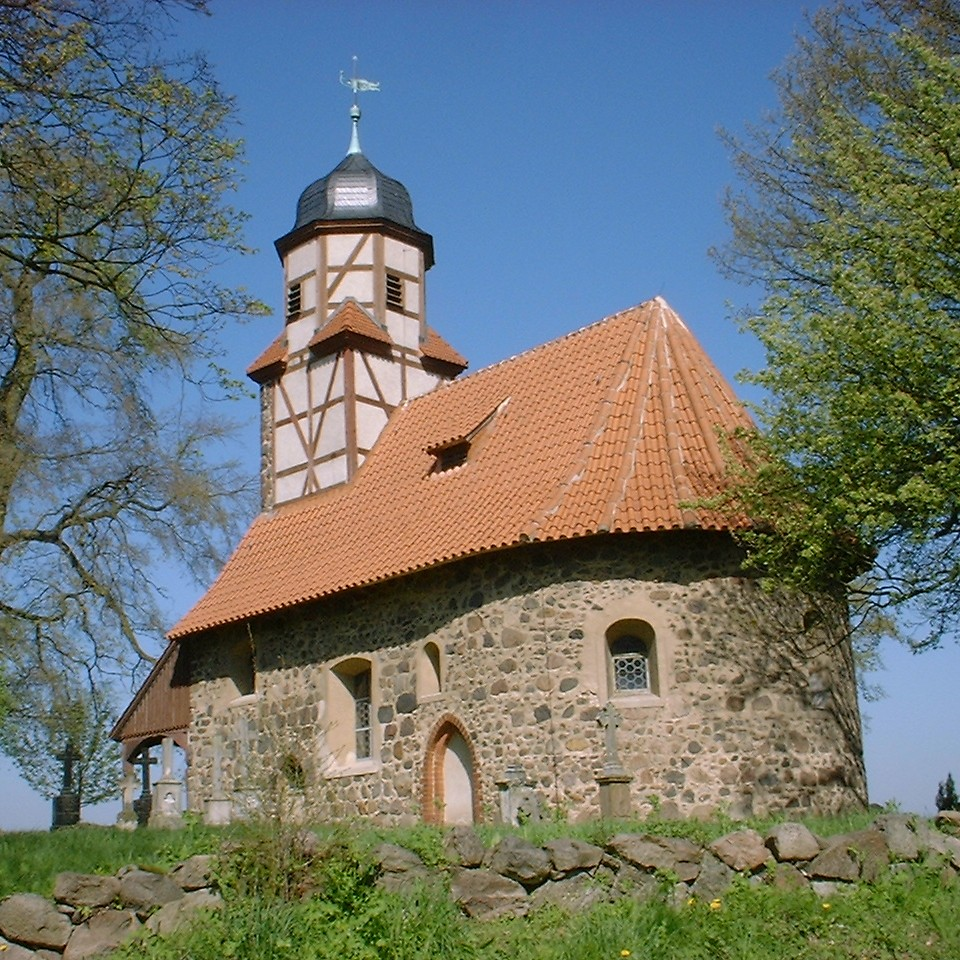
Feldsteinkirche in Zixdorf

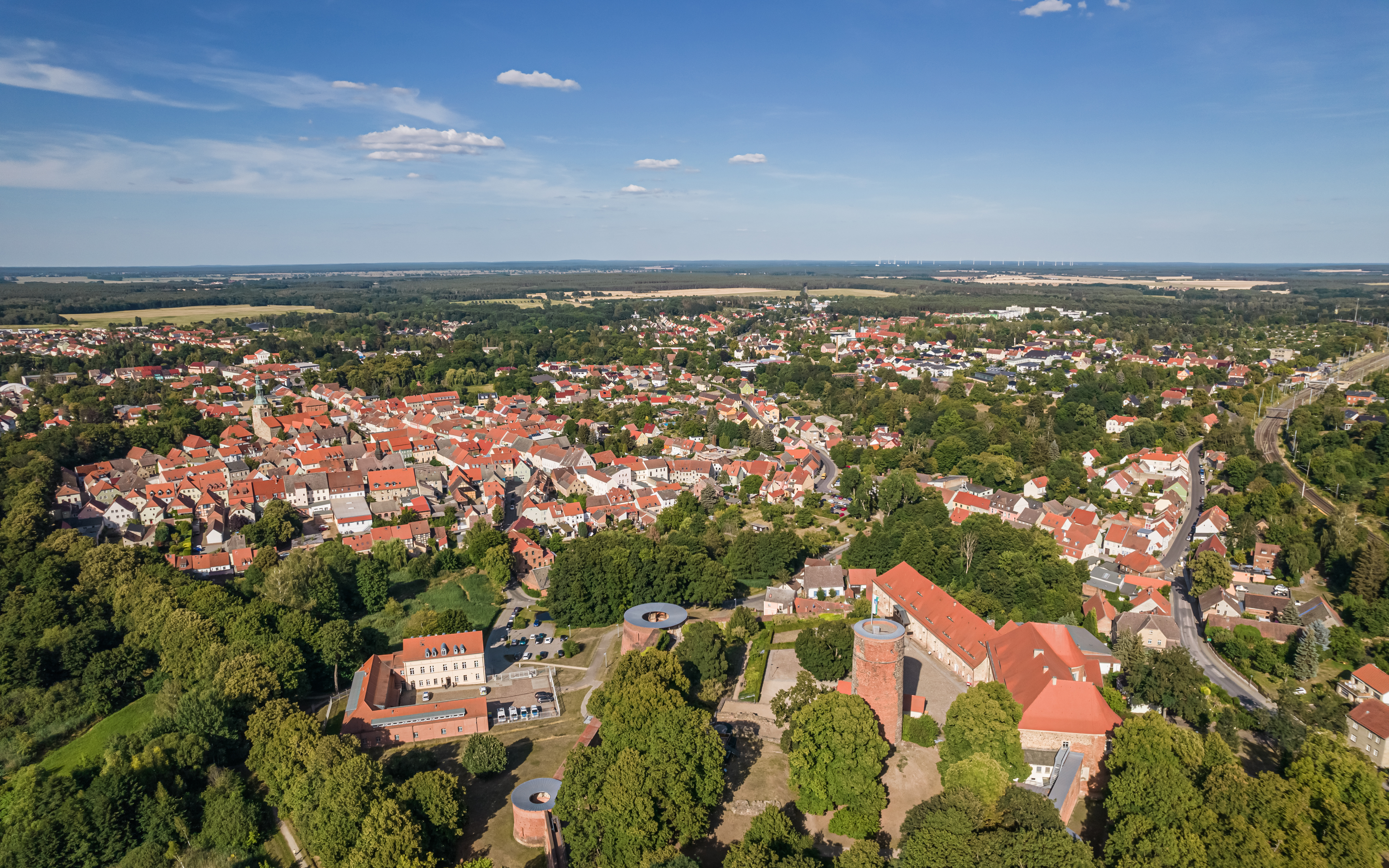
Bad Belzig mit Burg Eisenhardt

Der Fläming ist ein bis zu 200,3 m ü. NHN (Hagelberg) hoher kaltzeitlich gebildeter Höhenzug und gleichzeitig eine historisch gewachsene Kulturlandschaft im südwestlichen Brandenburg und östlichen Sachsen-Anhalt. Er erstreckt sich östlich von Magdeburg über mehr als 100 Kilometer bis zur Dahme. Der Fläming ist als 30 bis 50 Kilometer breiter Höhenrücken Teil des Südlichen Landrückens, der insbesondere in der Saalekaltzeit geformt wurde.
Den Namen führt der dünnbesiedelte Landstrich nach den Flamen (Flemingen), die nach der Gründung der Marken im Zuge der anschließenden deutschen Ostsiedlung in hoher Zahl den Höhenzug besiedelten. Jahrhundertelang war der Fläming Grenzgebiet, aufgeteilt zwischen dem Erzbistum Magdeburg, dem Bistum Brandenburg, der Grafschaft Brehna und der Markgrafschaft Meißen, dem späteren Kurfürstentum Sachsen. Die Markgrafschaft Brandenburg hatte bis zur Reformation so gut wie keinen Anteil. Mit der Schlacht bei Hagelberg und der Schlacht bei Dennewitz fanden 1813 wichtige Schlachten im Befreiungskrieg gegen die französische Fremdherrschaft im Fläming statt. Im Jahr 1815 wurde nach der französischen und sächsischen Niederlage der gesamte Fläming dem Königreich Preußen eingegliedert.
Mittelalterliche Feldsteinkirchen prägen das Bild vieler Dörfer. Seit den 1990er Jahren haben sich in der land- und forstwirtschaftlich dominierten Hügellandschaft vielfältige touristische Infrastrukturen herausgebildet, wie beispielsweise die Flaeming-Skate, einer der längsten Rundkurse seiner Art. Der Naturpark Hoher Fläming, mit ersten Angeboten auch der im Jahr 2005 erklärte Naturpark Fläming, stellen eine Vielzahl von Touren, Wanderungen und Reitwegen bereit.

## Geologie und Geographie

### Grenzen

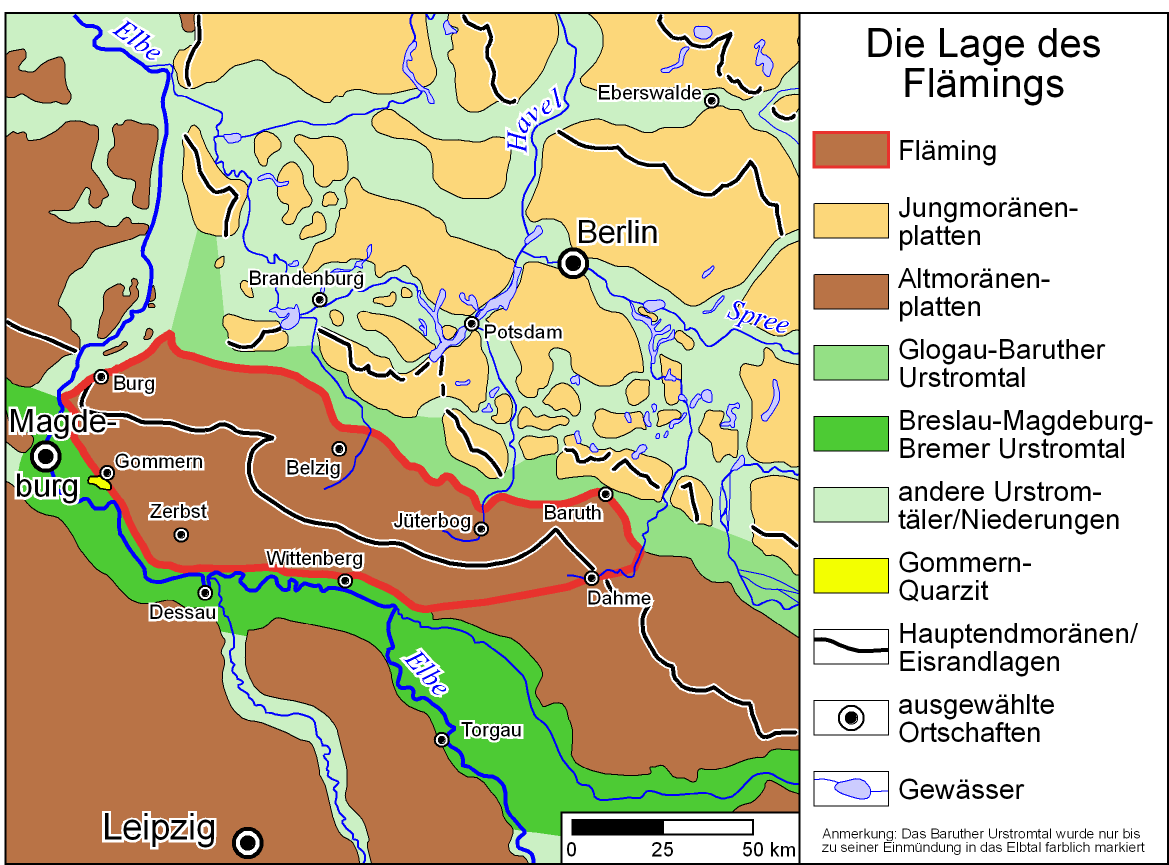
Naturräumliche Lage des Flämings

Die naturräumlichen Grenzen des Flämings können recht genau festgelegt werden: Die Nord- und Südgrenze bilden Urstromtäler. Im Norden ist es das Baruther Urstromtal, im Süden das Breslau-Magdeburg-Bremer Urstromtal, welches von der Elbe durchflossen wird. Die Westgrenze kann mit dem Elbetal bei Magdeburg gezogen werden. Im Osten und Südosten werden allgemein das Dahmefließ mit dem gleichnamigen Städtchen, nämlich Dahme, sowie das sich südlich anschließende Schweinitzer Fließ als Grenze angegeben.

### Gliederung

#### Haupteinheiten
Naturräumlich stellt der Fläming eine Haupteinheitengruppe dar und trägt die zweistellige Kennziffer 85. Er gliedert sich in die folgenden Haupteinheiten:
- 85 Fläming (4361 km²)
  - 850 Burg-Ziesarer Vorfläming (211 km²) – Nordwestabdachung an Ihle und Tucheimer Bach
  - 851 Westliche Fläminghochfläche (542 km²) – Westteil
  - 852 Zerbster Land (mit Leitzkauer Höhen; 620 km²) – Südwestabdachung an Nuthe und Ehle (zur Elbe)
  - 853 Zentraler Fläming (523 km²) – Zentralteil
  - 854 Roßlau-Wittenberger Vorfläming (628 km²) – Südabdachung (zur Elbe)
  - 855 Belziger Vorfläming (185 km²) – zentrale Nordabdachung an der Plane (zur Havel)
  - 856 Nördliches Fläming-Waldhügelland (413 km²) – nördlicher Ostteil, zum Flusssystem der Nuthe (zur Havel) entwässernd
  - 857 Östliche Fläminghochfläche (526 km²) – zentraler Ostteil
  - 858 Südliches Fläminghügelland (613 km²) – Südlicher Ostteil, in der Hauptsache zur Schwarzen Elster entwässernd

Der aus den Haupteinheiten 851, 853 und 856 bis 858 bestehende Fläming im engeren Sinne hat – etwa im Norden, nordwestlich von Bad Belzig und im Osten, westlich Golßens – zum Teil sehr scharfe Grenzen zu den umgebenden Niederungen. Dort, wo diese Übergänge allmählich stattfinden, spricht man von Vorfläming. Die Übergänge sind jedoch fließend, und der Roßlau-Wittenberger Vorfläming erreicht auch in Elbnähe noch Höhen um 150 m ü. NHN. Das sich westlich anschließende Zerbster Land stellt hingegen eine fruchtbare Ackerlandschaft dar und wird von Ministerium für Raumordnung, Landwirtschaft und Umwelt des Landes Sachsen-Anhalt auch als Zerbster Ackerland den Ackerebenen zugerechnet. Lediglich die je inselartigen Leitzkauer Höhen haben hier Hügellandcharakter.
Eine landläufig übliche Unterteilung des Flämings ist auch die in den Hohen Fläming im Westen und den Niederen Fläming im Osten, wobei als Grenze z. T. die Plane im Norden und die Zahna im Süden definiert werden. Danach bestünde der Hohe Fläming aus den Einheiten 850 bis 854 sowie dem Westen von 855 und der Niedere aus dem Osten von 855 und den Einheiten 856 bis 858.

#### Hoher Fläming

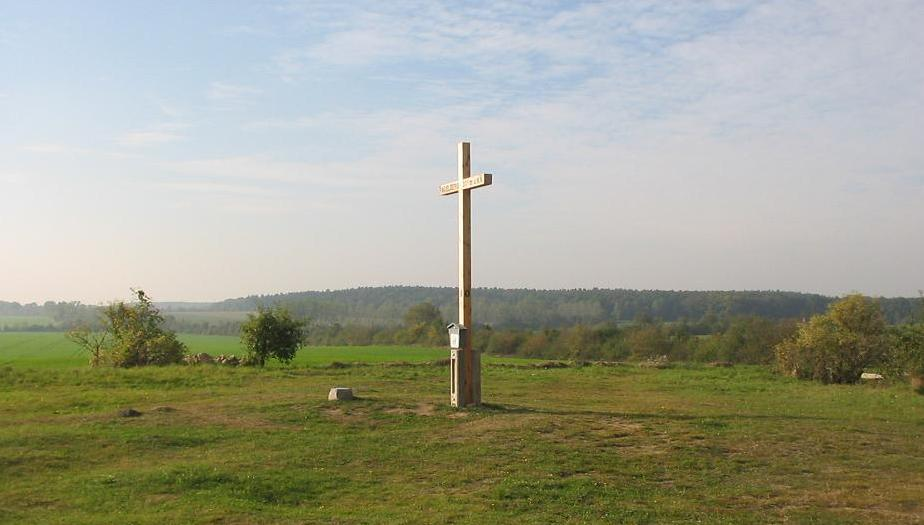
Hagelberg, 200 Meter

Der Hohe Fläming (Mittelpunktkoordinaten: 52° 0′ N, 12° 40′ O) ist etwas ausgedehnter als der Niedere Fläming.
Die höchsten Erhebungen sind:
- Hagelberg, 200,3 m ü. NHN
- östlich von Groß Marzehns, 189,6 m ü. NHN (51° 59′ 44″ N, 12° 36′ 36″ O)
- am Wasserturm in Wiesenburg, 188,3 m ü. NHN (52° 7′ 10″ N, 12° 27′ 15″ O)
- Michelsberg bei Grabo, 185 m ü. NHN, höchste Fläming-Kuppe in Sachsen-Anhalt (51° 57′ 12″ N, 12° 40′ 11″ O)
- Windmühlenberge bei Göritz, 170,6 m ü. NHN – 180,6 m ü. NHN (52° 0′ 31″ N, 12° 28′ 3″ O)

Am Nordostrand bei Ragösen gibt es gebirgsartige Abhänge von mehr als 60 m Höhe zur Niederung der Temnitz und 40 m Höhe zu den Belziger Landschaftswiesen.

#### Niederer Fläming

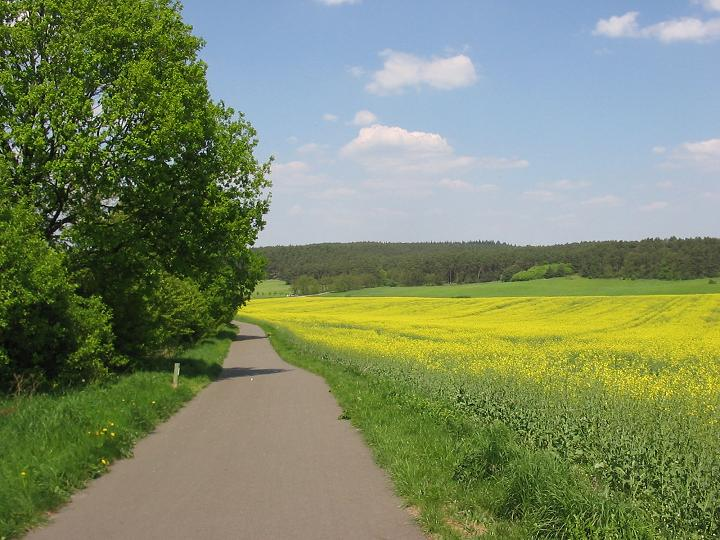
Flaeming-Skate mit Blick auf den Golmberg, 178 Meter

Der Niedere Fläming wird südlich durch die Niederung der Schwarzen Elster und östlich durch die Dahme begrenzt.
Historisch ist auch die südliche Abgrenzung durch das Schweinitzer Fließ gebräuchlich, welche allerdings die südlichen Auszüge nicht berücksichtigt.
Seine höchste Erhebung ist der Golmberg (178 m ü. NHN) bei Stülpe, gefolgt von einer 166,2 m ü. NHN hohen Stelle (51° 59′ 54″ N, 13° 26′ 52″ O) bei Merzdorf und 157,3 m ü. NHN (51° 59′ 26″ N, 13° 29′ 59″ O) bei Groß Ziescht.

### Orte
Im Fläming liegen die Städte Ziesar, Bad Belzig, Niemegk, Treuenbrietzen, Brück, Jüterbog, Baruth/Mark, Dahme/Mark, Zahna-Elster, Lutherstadt Wittenberg, Möckern, Loburg und Zerbst/Anhalt sowie die Gemeinden Wiesenburg/Mark, Rabenstein/Fläming, Niedergörsdorf, Niederer Fläming, Ihlow, Gräben, Linthe, Mühlenfließ, Planetal und Nuthe-Urstromtal sowie weiterhin die Verwaltungsgemeinschaften Coswig, Elbe-Ehle-Nuthe, Möckern-Loburg-Fläming. Auf sachsen-anhaltischer Seite haben die Landkreise Wittenberg, Anhalt-Bitterfeld und Jerichower Land, auf brandenburgischer Seite die Landkreise Potsdam-Mittelmark, Teltow-Fläming sowie, mit einer kleinen Fläche im Norden, der Landkreis Elbe-Elster Anteil am Fläming. Auch die Gemeinde Steinreich im Westen des Landkreises Dahme-Spreewald liegt auf dem Fläming.
Während die naturräumlichen Grenzziehungen relativ scharf sind, ist eine Abgrenzung der historischen Kulturlandschaft Fläming mit Unsicherheiten verbunden. So reichen seine kulturellen Einflüsse (zum Beispiel Gestaltung und Bauart der Dörfer) bis in das nördlich gelegene Baruther Urstromtal hinein, während sich die Dörfer in unmittelbarer Nähe von Magdeburg meistens nicht dem Fläming zugehörig fühlen. Dennoch stimmt die Kulturlandschaft Fläming in etwa mit der skizzierten Naturlandschaft überein.

### Allgemeiner Landschaftscharakter
Die Landschaft des Fläming ist flachwellig bis hügelig. Im Hohen Fläming gibt es ein großes zusammenhängendes Waldgebiet mit Rodungsinseln. Im übrigen Gebiet wechseln sich große Acker- und Wiesenflächen mit ausgedehnten Wäldern ab. Rund 50 % der Fläche sind landwirtschaftlich und 35 % forstwirtschaftlich genutzt.

## Geologischer und morphologischer Bau, Böden

### Aufbauprinzip
Der Fläming verdankt seine Entstehung den wiederholten Vorstößen des Skandinavischen Inlandeises während der Kaltzeiten und wird daher zum allergrößten Teil aus kaltzeitlichen Sedimenten aufgebaut.

### Festgesteinsvorkommen
Als geologische Besonderheit stehen am südwestlichen Rand des Flämings bei Gommern geologisch deutlich ältere Gesteine, Quarzite aus dem Karbon, an der Erdoberfläche an. Sie wurden dort in mehreren Steinbrüchen abgebaut. Diese Festgesteine tauchen jedoch unmittelbar nordöstlich von Gommern, an den sogenannten „Mitteldeutschen Hauptabbrüchen“, die vom nördlichen Stadtrand Magdeburgs bis nach Wittenberg verlaufen, schnell in große Tiefen ab und spielen für den geologischen Bau des Flämings daher nur eine untergeordnete Rolle.

### Auswirkung der Kaltzeiten

#### Elsterkaltzeit
Auch die ersten Eisvorstöße während der Elsterkaltzeit hinterließen im Gebiet des heutigen Flämings keinen Höhenzug. Umgekehrt sogar verliefen zwischen der Elster- und der Saalekaltzeit die Flusssysteme der aus Süden kommenden Flüsse nach Norden und querten den damals noch nicht existierenden Fläming. Das damalige Saale-Muldesystem verlief im westlichen Fläming; die Elbe floss etwa von Torgau ab nach Norden und querte den Niederen Fläming. Die meistens sandig bis kiesigen Ablagerungen dieses Berliner Elbelaufes sind im Untergrund weit verbreitet und bilden heute wichtige Grundwasserleiter.

#### Saalekaltzeit
Erst die beiden Hauptvorstöße des Eises während der Saalekaltzeit führten wesentlich zur Formung der heutigen Landschaft. Geologisch wird der Hauptteil des Flämings aus Sedimenten des älteren, des Drenthe-Vorstoßes aufgebaut, der noch weit nach Süden bis an die Nordgrenze der Mittelgebirge reichte. Die Ablagerungen des jüngeren Warthevorstoßes sind zwar deutlich geringmächtiger, für die Formung der heutigen Landschaft aber von entscheidender Bedeutung. Da das Eis während des Warthestadiums auf dem Fläming seine südlichste Grenze erreichte und der Eisrand dort mehrfach oszillierte, verlaufen von Ost nach West mehrere nahezu geschlossene Endmoränenzüge über das Gebiet. Dort wurden die älteren Sedimente oft gestaucht (gestört). Entsprechend der Glazialen Serie finden sich südlich dieser Linie vor allem Sanderflächen, die sich in Richtung auf das Breslau-Magdeburg-Bremer Urstromtal abdachen. Es ragen aber auch größere drenthezeitliche Grundmoränenareale und ältere Endmoränenreste inselartig aus den Sandern hervor. Nördlich der Endmoränen finden sich entsprechend jüngere warthezeitliche Grundmoränenlandschaften. Der warthezeitliche Geschiebemergel, der die Grundmoränenflächen meist aufbaut, ist aber recht geringmächtig (wenige Meter) und sehr lückenhaft ausgebildet, sodass meistens Sande aus der Vorstoßphase des Eises an der Erdoberfläche anstehen.

#### Weichselkaltzeit

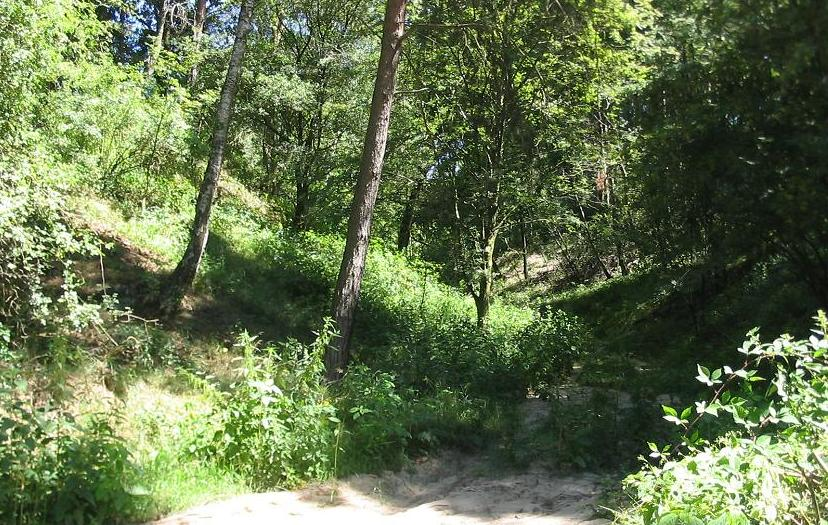
Brautrummel bei Grubo

Während der jüngsten, der Weichselkaltzeit wurde der Fläming nicht mehr vom Eis überfahren. Das Inlandeis erreichte jedoch kurz vor dem Nordrand des Flämings seine maximale Ausdehnung. Es gibt Hinweise, dass das Eis an mehreren Stellen den Fläming sogar erreicht hat, ohne auf diesen weiter vorzustoßen. Dennoch gehört der Fläming zum Altmoränenland. Während der langen Kaltphase der Weichselkaltzeit bildeten sich typische periglaziale Formen und Ablagerungen, wie Trockentäler (Rummeln) und Windkanter. Von großer Bedeutung war die Aufwehung eines Sandlössstreifens, der sich von Bad Belzig bis Dahme erstreckt und Grundlage für die sehr fruchtbaren Böden dieser Region ist.
Die in der ausgehenden Weichselkaltzeit gebildeten Binnendünen sind auf dem Fläming ein eher seltenes Phänomen. Ihr Vorkommen beschränkt sich fast ausschließlich auf die Randgebiete zu den umgebenden Niederungen. Eine Ausnahme bildet das Golmberggebiet im Niederen Fläming. Von dort erstreckt sich über etwa 20 Kilometer ein ausgedehntes Dünengebiet nach Osten bis in das Baruther Urstromtal hinein.
Die Tätigkeit der Schmelzwässer im Baruther Urstromtal, dem südlichsten und ältesten der drei großen weichselzeitlichen Urstromtäler in Brandenburg, erodierte an einigen Stellen, wie am Südrand der Belziger Landschaftswiesen und am Golmberg, stark am Flämingnordhang und schnitt bis zu 60 Meter aufragende Geländestufen heraus. Gehören die benachbarten Niederungen innerhalb des Urstromtals also bereits zum Jungmoränenland der Weichselkaltzeit, zählen der Hohe und der Niedere Fläming noch zur Altmoränenlandschaft der Saalekaltzeit.

### Veraltete Anschauungen zur Entstehung des Flämings
In der populärwissenschaftlichen Literatur und im Alltagsgebrauch sind bis heute zwei Theorien zur Entstehung des Flämings weit verbreitet, die mittlerweile als überholt gelten:
- Der Satz „Der Fläming ist eine Endmoräne“ vereinfacht die Entstehung des Gebietes und wird den Prozessen, die zur Entstehung der heutigen Landschaft führten, nicht gerecht. Vielmehr ist der Fläming ein kaltzeitlich gebildeter Höhenzug, der sowohl Grundmoränen, Endmoränen als auch Sander umfasst.
- Die hin und wieder vertretene These, der Fläming sei tektonisch angelegt und eher ein Bruchschollengebirge mit variszischem Kern, kann auf Grund von Tiefbohrungen als widerlegt gelten. Die Schichten der Kreide und des Tertiärs befinden sich sowohl unter dem Fläming als auch in seinem unmittelbaren Umland in gleicher Höhenlage und sind damit ungestört.[3]

### Verwandte Regionen
Als Teil des Südlichen Landrückens weist der Fläming mit folgenden Landschaften Ähnlichkeiten auf, die ebenfalls im Warthestadium der Saalekaltzeit geformt wurden:
- Harburger Berge
- Lüneburger Heide
- Drawehn
- Altmark mit Hellbergen und Colbitz-Letzlinger Heide
- Niederlausitzer Grenzwall

(Anmerkung: Die nebenstehenden Bilder stammen aus dem Findlingsgarten am Klein Briesener Bach zwischen den Dörfern Klein Briesen und Ragösen, beides Ortsteile von Bad Belzig.)

### Böden
Auf Grund der Vielgestaltigkeit der kaltzeitlichen Ablagerungen im Fläming sind die daraus entstandenen Bodengesellschaften sehr heterogen. Ihre Ertragsfähigkeit reicht von extrem nährstoffarm und unfruchtbar bis hin zu sehr fruchtbar.
Die ertragreichsten und fruchtbarsten Böden finden sich im oben erwähnten Sandlössgürtel zwischen Bad Belzig und Dahme (Stadt). Auf Karten und Satellitenfotos fällt dieses Gebiet wegen seiner Ackernutzung als auffällig waldloser Streifen auf. Dort herrschen Lessivés, meistens in Form der Fahlerde vor. Diese Böden sind gut mit Nährstoffen versorgt und leicht zu bearbeiten, können aber, vor allem bei Geschiebemergelunterlagerung, vernässen. Es finden sich dann Übergangstypen zwischen Fahlerde und Pseudogley. Lessivés haben sich auch auf den ebenfalls noch fruchtbaren Geschiebemergelstandorten entwickelt, wobei es dort öfter Übergangstypen zur Braunerde gibt.
Auf den oberflächig anstehenden Schmelzwassersanden haben sich Braunerden entwickelt, die mehr oder weniger deutliche Merkmale der Podsolierung (Sauerbleichung) zeigen. Echte Podsole finden sich dort aber nur ganz vereinzelt. Weiter verbreitet, wenn auch dort nicht auf großen Flächen, sind Podsole und Braunerde-Podsole lediglich auf den extrem nährstoffarmen Flugsandflächen.
Bedingt durch die militärische Nutzung ausgedehnter, meistens sandiger Gebiete, die zur Kappung der ehemals vorhandenen Böden führte, finden sich dort heute junge Rohböden und Böden mit einem A/C-Profil. Meistens haben sich geringmächtige Lockersyroseme und Regosole entwickelt.
Moore und Niederungsböden (zum Beispiel Gleye) spielen auf dem Fläming nur eine untergeordnete Rolle. Sie finden sich allenfalls in den flächenmäßig eher kleinen Talgründen.

## Klima

### Klima
Der Fläming liegt, wie die umgebenden Regionen auch, im Übergangsbereich vom ozeanischen Klima Westeuropas zum kontinentalen Klima Osteuropas. Die klimatischen Unterschiede zu seinem Umland sind gering, jedoch bei bestimmten Wetterlagen deutlich zu spüren.

#### Temperatur
Wärmster Monat ist der Juli mit 17 bis 18 °C, kältester der Januar mit −1 bis −2 °C. Verglichen mit seinem Umland ist der Fläming auf Grund seiner Höhenlage insgesamt etwas kälter (etwa 1 °C). Vor allem im Winter macht sich dies bei Temperaturen um den Gefrierpunkt bemerkbar, wenn auf dem Fläming schon bzw. noch Schnee liegt, währenddessen das Umland frei davon ist.
Die Temperaturverteilung zwischen Fläming und Umland kehrt sich jedoch bei wolkenlosen oder -armen Strahlungswetterlagen um. Dies gilt vor allem in den Übergangsjahreszeiten. Dann fließt gerade wegen seiner relativen Höhenlage die Kaltluft vom Fläming ab und sammelt sich in den umgebenden Niederungen. Diese sind damit deutlich anfälliger gegenüber Früh- und Spätfrösten.

#### Niederschlag

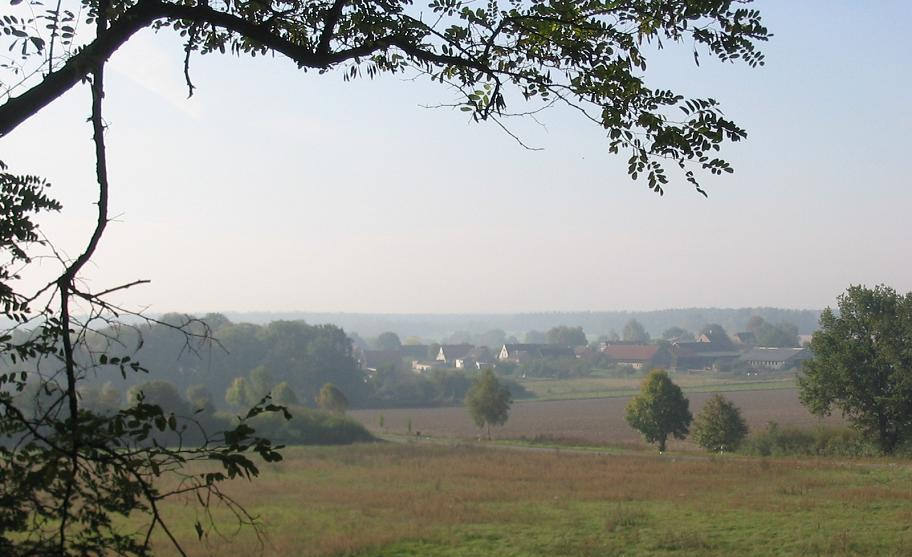
Fläming im Oktober-Nebel, Blick vom Hagelberg nach Klein-Glien

Der Hohe Fläming empfängt etwa 650 mm Niederschlag im Jahr. Die tiefer gelegenen Gebiete sind mit etwa 600 bis 550 mm trockener. Nördlich und östlich des Hohen Flämings macht sich ein, wenn auch bescheidener, Regenschatteneffekt bemerkbar. Das Baruther Urstromtal empfängt deshalb unter 550 mm Niederschlag im Jahr. Auch die höheren Bereiche des Niederen Flämings – annähernd so hoch wie der Hohe Fläming – sind, bedingt durch den Regenschatten, mit etwa 550 bis 600 mm Jahresniederschlag vergleichsweise trocken. Im westlichen Fläming nahe Magdeburg wirkt sich bereits der ungleich kräftigere Regenschatten des Harzes aus. Diese Regionen erhalten nur unwesentlich mehr als 500 mm Niederschlag, vereinzelt sogar darunter.

#### Weitere Witterungserscheinungen
Die Höhenlage des Flämings wirkt sich sowohl auf die Wind- als auch auf die Nebelverhältnisse aus. Er ist deutlich windiger und nebelärmer als sein Umland.

## Gewässer

### Wasserscheide
Über den Fläming verläuft von West nach Ost die regional bedeutende Wasserscheide zwischen den Gewässern, die nach Süden oder Westen direkt in die Elbe fließen und den Zuflüssen der Havel und Spree, die nach Norden gerichtet sind. Weiterhin ist der Fläming der wichtigste Bildungsraum für Grundwasser im östlichen Sachsen-Anhalt und südlichen Brandenburg und besitzt daher auch über sein Territorium hinaus eine große Bedeutung für die Wasserwirtschaft.

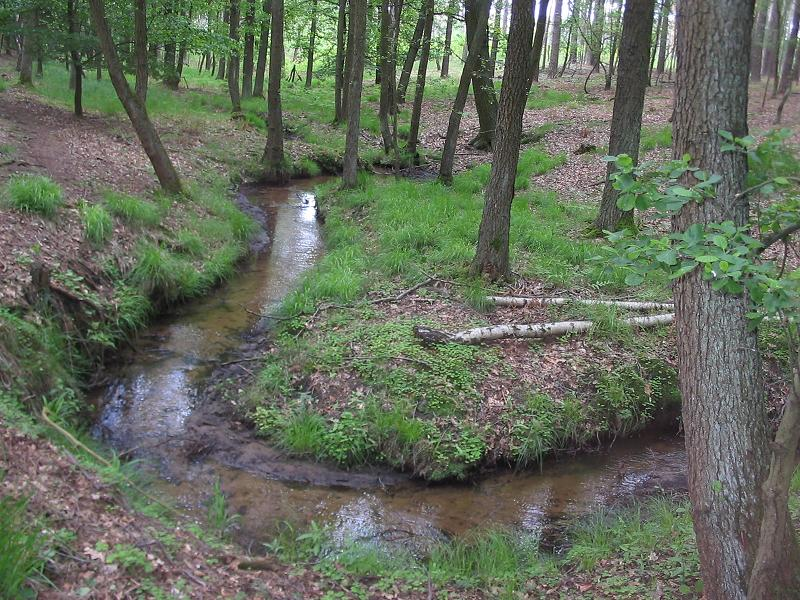
Klein Briesener Bach

### Fließgewässer
Der Fläming gilt als relativ arm an Fließgewässern. Insbesondere in seinen zentralen Teilen sind die meisten Täler Trockentäler, hier Rummeln genannt, die nur in Ausnahmesituationen (z. B. Schneeschmelze über tief gefrorenem Untergrund) Wasser führen. Erst in den tiefer gelegenen Randregionen treten mehr und mehr Fließgewässer auf. Am unmittelbaren Rand des Flämings existieren schließlich zahlreiche Quellregionen und Feuchtgebiete, die aber nur noch bedingt zum Fläming gerechnet werden.
Der Fläming wird von folgenden natürlichen Fließen und Bächen zum Flusssystem der Havel und Spree entwässert (Reihenfolge von West nach Ost):
- Bache
- Buckau
  - Riembach
  - Strepenbach
    - Litzenbach

  - Verlorenwasser
    - Briesener Bach
- Plane (entspringt im Hohen Fläming und bildet nach wenigen Kilometern dessen östliche Begrenzung)
  - Temnitz (langstreckiger linker Nebenarm der Plane)
    - Bullenberger Bach (im Oberlauf Klein Briesener Bach)
- Nieplitz (entspringt südlich von Treuenbrietzen)
- Nuthe (entspringt südwestlich von Jüterbog)
- Dahme (entwässert den Ostrand des Flämings, entspringt aber außerhalb)

Direkt in die Elbe münden folgende Gewässer (Reihenfolge von West nach Ost):
- Ihle (verlässt den Hohen Fläming bei Burg)
- Ehle (verlässt den Hohen Fläming bei Möckern)
- Anhalter Nuthe
- Rossel (Mündung bei Roßlau)
- Zahna, Grenze zwischen Hohem und Niederem Fläming
- Schweinitzer Fließ (über die Schwarze Elster)

Einige der aufgezählten Fließgewässer haben kleinere Zuflüsse oder tragen lokal abweichende Bezeichnungen. Zusätzlich gibt es zahlreiche von Menschenhand angelegte Entwässerungsgräben.

## Naturparks
Mit den Naturparks Hoher Fläming und Nuthe-Nieplitz in Brandenburg und Fläming in Sachsen-Anhalt haben derzeit drei Großschutzgebiete Anteil an dem Höhenzug. Die Naturparks enthalten wiederum eine Vielzahl besonders geschützter Gebiete. So sind von der Gesamtfläche des Naturparks Hoher Fläming über 90 % als Natur- oder Landschaftsschutzgebiet ausgewiesen.

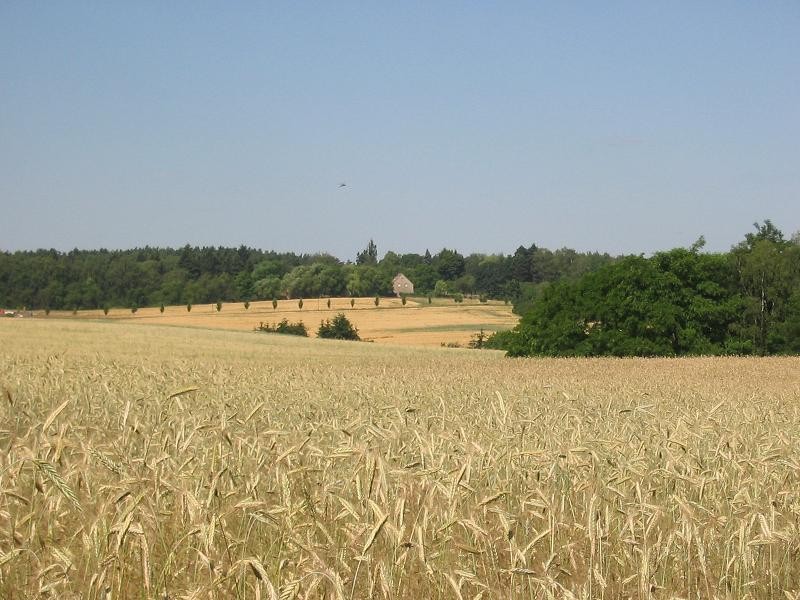
Typische flachwellige Fläminglandschaft zwischen Preußnitz und Bad Belzig

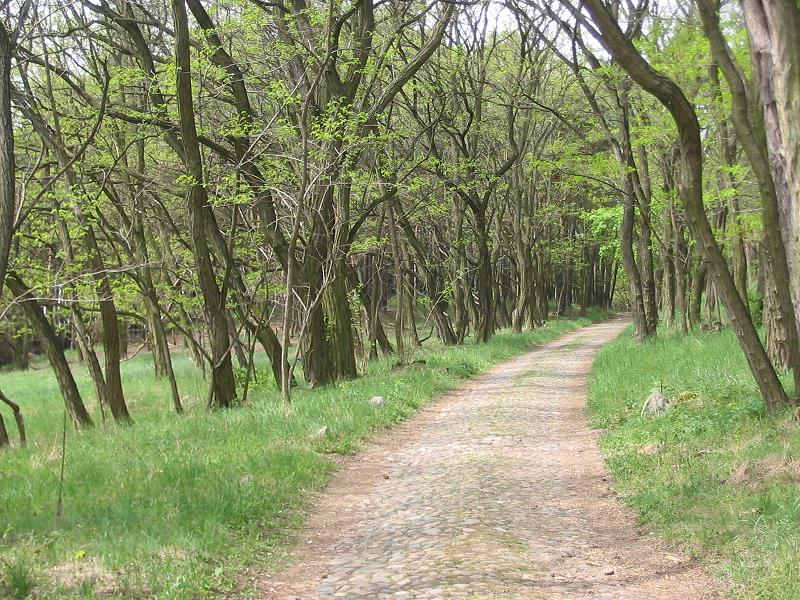
Lichter Wald und Kopfsteinpflaster bei Lütte

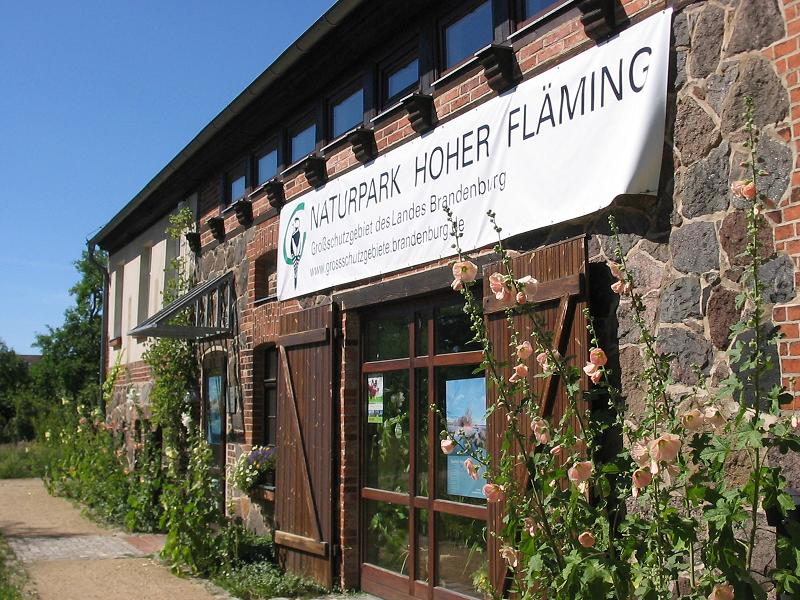
Naturparkzentrum „Alte Brennerei“ in Raben

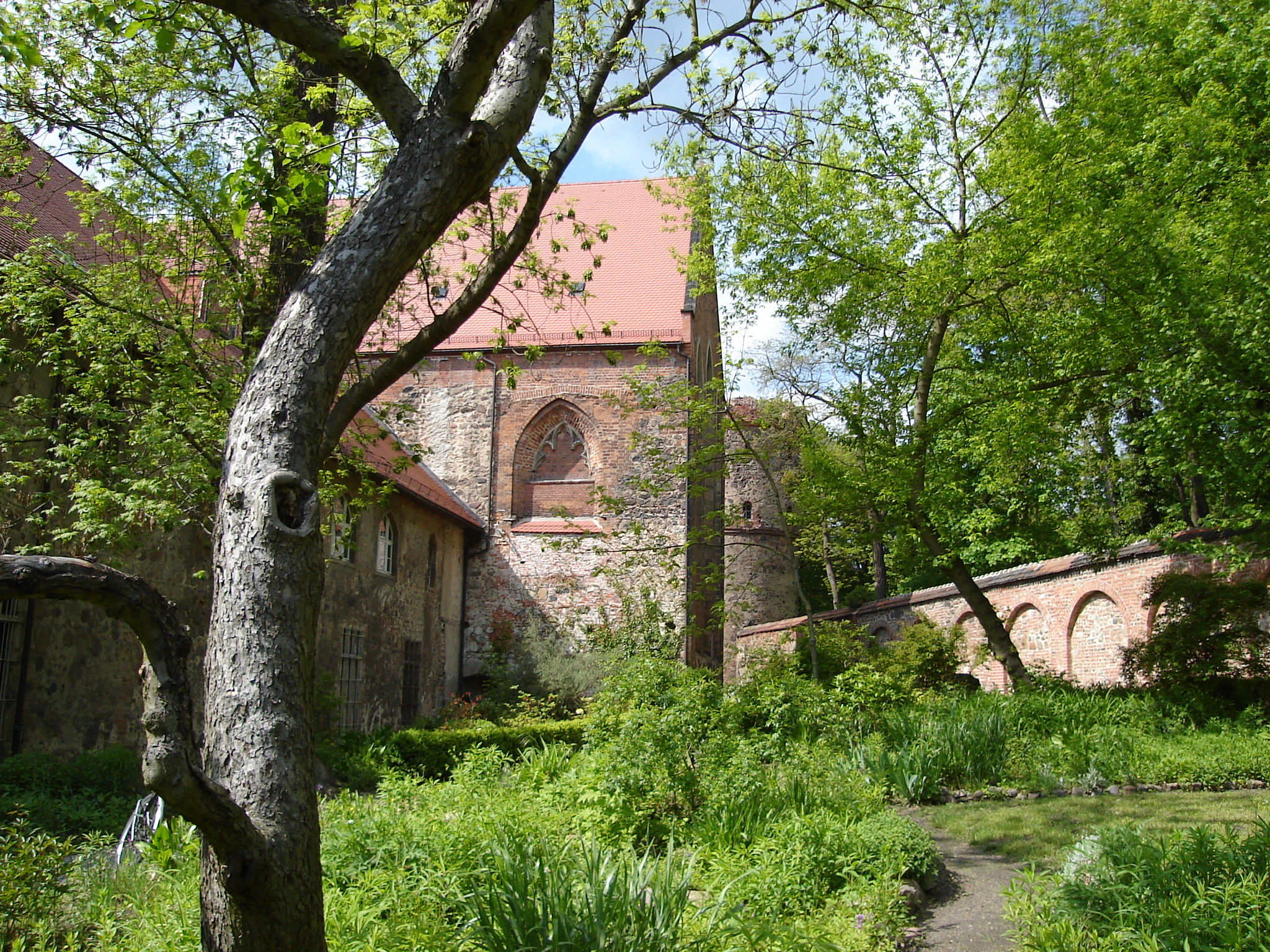
Francisceum von 1235 in Zerbst, Garten

### Naturpark Nuthe-Nieplitz undKleiner Fläming
Der Flächenanteil des Naturpark Nuthe-Nieplitz am Fläming ist sehr gering, denn er reicht lediglich mit seiner südlichsten Ecke zwischen Treuenbrietzen, Luckenwalde und Jüterbog ein Stück in die Kulturlandschaft des Höhenzugs hinein. Bemerkenswert ist, dass eine Zeitlang das weit im Norden liegende Dreieck, das Nuthe und Nieplitz zwischen Stangenhagen/Schönhagen und ihrem Zusammenfluss bei Gröben bilden, im Volksmund Kleiner Fläming hieß. Dabei bleibt unklar, wann und warum sich dieser Name für den Winkel, den Fontane später als Thümenschen Winkel bezeichnete, eingebürgert hatte. Die von den beiden Flüssen und vom Baruther Urstromtal geprägte Niederungslandschaft entspricht eher nicht den flachwelligen mittelgebirgsähnlichen Merkmalen des Fläming. Allenfalls das naturbelassene Naturschutzgebiet Forst Zinna Jüterbog-Keilberg auf einem 7200 Hektar umfassenden ehemaligen Truppenübungsplatz, das eine der letzten aktiven Flugsanddünen im deutschen Binnenland enthält, erinnert im Landschaftsbild an den Höhenzug.
Der Großteil des Europäischen Vogelschutzgebiets Nuthe-Nieplitz-Niederung besteht aus dem Naturschutzgebiet Nuthe-Nieplitz-Niederung innerhalb des Naturparks; ein weiterer kleinerer Teil umfasst das westliche Ufer des Rangsdorfer Sees.
Repräsentiert der 62.300 Hektar umfassende Naturpark Nuthe-Nieplitz die Landschaft der mittelbrandenburgischen Platten und Niederungen, sind die beiden anderen Parks charakteristisch für den Höhenzug Fläming.

### Naturpark Hoher Fläming (Brandenburg)
Der Naturpark Hoher Fläming umfasst auf einer Fläche von rund 82.700 Hektar zunächst das Kerngebiet des Höhenzugs um Bad Belzig. Die besonders geschützte Niederung Belziger Landschaftswiesen im Baruther Urstromtal liegt bereits außerhalb des Höhenzugs, am Nordhang des Fläming, zählt aber administrativ zum selben Naturpark.
Die Landschaftswiesen bilden ein in Brandenburg seltenes Durchströmungsmoor mit einem Netz naturnaher Bäche um das Fläminghauptfließ Plane. Sie gehören als SPA = Special Protection Area zum Europäischen Vogelschutzgebiet Unteres Rhinluch, Dreetzer See, Havelländisches Luch und Belziger Landschaftswiesen im Schutzgebietsystem Natura 2000. Neben rund 160 Vogelarten, darunter 110 Wiesenbrütern, bildet das Gebiet eines der letzten deutschen Refugien für die Großtrappe, deren Schutz und Entwicklung sich die Naturschutzstation Baitz besonders verschrieben hat.
Sind für den Niederen Fläming karge weitläufige Ackerlandschaften typisch, kennzeichnet den Hohen Fläming eine hügelige und waldreiche Landschaft, der mit den Flüssen Plane und Buckau, mehreren Bächen und geschützten Quellgebieten wie dem Dippmannsdorfer Paradies mehrere Wasserläufe entspringen. Einige Gewässer, die den Naturpark durchfließen, sind in Teilbereichen als Naturschutzgebiet ausgewiesen. Dazu zählen die NSG Verlorenwasserbach, Bullenberger Bach/Klein Briesener Bach und Planetal im Oberlauf des Flusses. Die Besonderheiten der Vegetation spiegeln unter anderem die NSG Werbiger Heide, Krahner Busch, Flämingbuchen oder mit einem Traubeneichen-Buchenwald das NSG Spring wider.

### Naturpark Fläming (Sachsen-Anhalt)
Das jüngste Großschutzgebiet ist der Naturpark Fläming in Sachsen-Anhalt, der am 19. Dezember 2005 zum Naturpark erklärt wurde. Die Vorbereitung lag bei dem 2003 gegründeten Naturpark Fläming e. V., zu dessen Trägern unter anderem die Landkreise Wittenberg und Anhalt-Bitterfeld zählen. Das 2006 eröffnete Naturparkzentrum liegt in Jeber-Bergfrieden, einem Dorf auf einem Höhenrücken zwischen dem Tal der Rossel und südlichen Anhalter Nuthe im südwestlichen Hohen Fläming. Die Gesamtfläche des Parks beträgt 82.425 Hektar und entspricht damit fast exakt der Fläche des älteren Bruders Hoher Fläming. Er umfasst im Osten den Sachsen-Anhalter Teil des Niederen Fläming und schließt im Norden auf der Landesgrenze an den Naturpark Hoher Fläming an. Die Städte Wittenberg, Coswig und Zerbst sind mit ihren historischen Stadtkernen in den Naturpark eingebunden.
Damit geht auch dieser Naturpark über das geografische Gebiet Fläming hinaus, denn Wittenberg und Coswig liegen zwar am Südrand des Fläming, sind jedoch zumindest mit ihren historischen Stadtkernen geografisch eher dem Elbauengebiet beziehungsweise dem Elbe-Urstromtal zuzuordnen. Bei Coswig grenzt der Park zudem an das Biosphärenreservat Mittlere Elbe, das sich entlang des Flusses von Wittenberg bis nach Gommern zieht und das Dessau-Wörlitzer Gartenreich mit dem UNESCO-Weltkulturerbe Wörlitzer Park umfasst. Mit der Eröffnung des Naturparks ist also ein riesiges Gebiet mit unterschiedlichen Schutzstufen entstanden, das von den Belziger Landschaftswiesen im Norden über den Hohen Fläming bis zur südlichen Elbaue reicht. Und schon wenige Kilometer südöstlich von Oranienbaum schließt sich an das Biosphärenreservat mit der Heidelandschaft des Naturparks Dübener Heide ein weiteres Schutzgebiet an.

### Wölfe
Rund fünf Kilometer südwestlich von Dahme findet sich im Niederen Fläming bei dem Dorf Mehlsdorf ein Findling mit der Inschrift: Am 24. März 1961 wurde im Mehlsdorfer Busch 404 m von diesem Stein entfernt in Richtung SSW- ein Wolf erlegt. Der letzte freilebende Wolf (Canis lupus) im Fläming riss um Luckau, Dahme und Jüterbog seit 1959 Schafe, biss einen Hund tot und zerfetzte ein Rind zur Hälfte. Die Spekulationen der beunruhigten und die Wälder meidenden Bevölkerung über ein großes und gefräßiges Tier bestätigten sich nach seiner Erlegung. Der Wolf wog 70 Kilogramm und maß von der Schnauze bis zur Schwanzspitze 1,85 Meter. Der vereinzelte Einwanderer (die letzten freilebenden Bestände waren bereits um 1850 in Deutschland verschwunden) kam aus der Hohen Tatra, ist präpariert und im Regionalmuseum in Jüterbog ausgestellt.
Inzwischen stehen die Chancen für eine dauerhafte natürliche Rückkehr des geschützten Tieres in den dünnbesiedelten Fläming bei gleichzeitig besserer Akzeptanz seitens der Bevölkerung nicht schlecht. 1993 gab das Land Brandenburg einen Managementplan für die Rückkehr der Wölfe in Auftrag. In der Muskauer Heide am Muskauer Faltenbogen, der den Fläming beziehungsweise den südlichen Landrücken nach dem Lausitzer Grenzwall nach Osten fortsetzt, gibt es heute wieder mehrere heimische Rudel.
Im Frühjahr 2006 soll in der Nähe von Baitz ein Wolf aufgetaucht sein, wobei es sich nach einem Augenzeugen auch um einen großen verwilderten Hund gehandelt haben könnte. Im Mai 2006 bestätigte ein Jagdleiter, dass im Bereich um die Flemmingwiesen und den vorgelagerten Golmberg ein einzelnes Tier heimisch geworden sein könnte.
Inzwischen gibt es im Fläming wieder mehrere Wolfsrudel, darunter eines im Truppenübungsplatz Altengrabow, eines südlich von Sperenberg und eines nördlich von Jüterbog.

## Politische und Siedlungsgeschichte

### Überblick
Fast zu allen geschichtlichen Zeiten war der Fläming umstrittenes Grenzland. Zur Zeit der Deutschen Ostsiedlung bildete er lange den Grenzwall zwischen Deutschen und Slawen. Anschließend stellte er den Brennpunkt im Interessengebiet zwischen der Mark Brandenburg, dem Erzbistum Magdeburg und Kursachsen dar. Die heutige Grenzziehung durch den Fläming besteht im Wesentlichen seit dem Wiener Kongress 1815.

### Grenzbarriere zwischen Slawen und Deutschen
Mit der ausklingenden Kaltzeit im Weichselspätglazial vor rund 11.500 Jahren bildeten ehemalige Jäger erste feste Wohnplätze im Fläming. Ausgrabungen in der Lutherstadt Wittenberg deuten auf eine Besiedlung des heutigen Stadtgebietes vor rund 10.000 Jahren hin.
Ein Großstein-Hünengrab aus der Steinzeit, etwa einen Kilometer südöstlich des heutigen Körbelitz gelegen, beweist, dass die Gegend bereits vor 6.000 Jahren bewohnt war. Bodenfunde bei Jüterbog belegen um 4000 v. Chr. die Ansiedlung von Linienbandkeramikern in der Nuthe-Niederung. Im 3. Jahrtausend v. Chr. formten sich Kulturen mit Ackerbau und Viehzucht, die handgefertigte Keramiken und Vorratsspeicher benutzten. Am Platz der Burg Eisenhardt, einem Bergsporn über der damals sumpfigen Niederung des Belziger Bachs, bestand in der Bronzezeit eine Siedlung. In dieser Zeit, etwa zwischen 1700 und 700 v. Chr., erreichten die Germanen, die im Fläming dem Stamm der Semnonen (Teilstamm der Sueben) angehörten, eine erste flächendeckende Besiedlung des Höhenzugs.

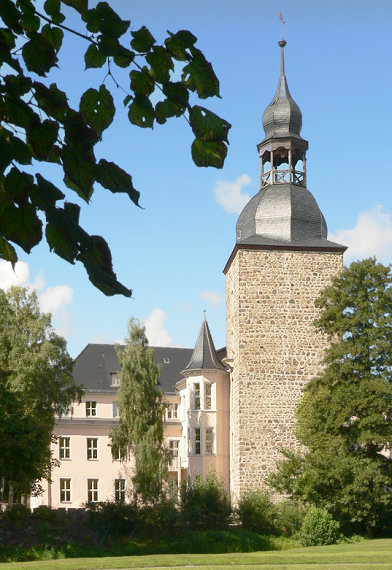
Schloss Möckern auf dem Standort der ehemaligen slawischen Wasserburg

Im Zuge der Völkerwanderung verließen im 4./5. Jahrhundert n. Chr. große Teile der germanischen Stämme den Fläming und wanderten Richtung Oberrhein nach Schwaben. Ab dem 7. Jahrhundert strömten westslawische Stämme in die Lausitz und wenig später in den Fläming. Ehemalige Wallburgen wie in Loburg aus dem 8. Jahrhundert oder Orts- und Flurnamen, die auf das Slawische zurückgehen, zeugen von dieser Zeit. Im 10. und 11. Jahrhundert gab es mehrere Versuche, die im Fläming ansässigen Heveller unter deutsche Herrschaft zu bringen, die jeweils nur kurzzeitig Erfolg hatten und immer wieder, wie beispielsweise am großen mecklenburgisch-brandenburgischen Slawenaufstand von 983, scheiterten. Bis Mitte des 12. Jahrhunderts blieb der Fläming die Grenzbarriere zwischen Deutschen und Slawen. Die slawische Periode endete mit der Gründung der Mark Brandenburg 1157 nach dem Sieg des Askaniers Albrecht der Bär über den Slawenfürsten Jaxa von Köpenick.
Einige südwestliche Landstriche im Fläming hatten die Deutschen bereits vor der Gründung der Mark besiedelt. So stand wahrscheinlich die wendische Siedlung „Mokrianici“ (= feuchter Ort), das heutige Möckern, schon zum Ende des 9. Jahrhunderts unter deutschem Einfluss. Sicher ist, dass der Ort an dem damals ausgedehnten Sumpfgebiet der Ehle Mitte des 10. Jahrhunderts eine deutsche Burgwardei war. Diese Zeit gilt als erste Phase der ostelbischen Herrschaftserrichtung deutscher Feudalherren auf altsorbischem Siedlungsgebiet.

### Namensgebung – deutsche Besiedlung und Flamen
Dass der Fläming den Namen nach den flämischen Siedlern erhielt, kann heute als gesichert gelten. Allerdings erhielt er den Namen nicht von den Flamen, und er heißt auch keineswegs seit Jahrhunderten Fläming, vielmehr hat sich der Name erst seit Mitte des 19. Jahrhunderts für den gesamten heutigen Fläming eingebürgert. Im Mittelalter trug der Höhenzug in weiten Teilen die Bezeichnung Sächsischer Grenzwall, während der Begriff „Fläming“ um 1500 auf den Jüterboger Raum und westliche Bereiche um Burg und Loburg beschränkt war. Geografische Schriften und Karten trugen dazu bei, dass der Name sich von dort schrittweise auf immer größere Gebiete ausdehnte.
Zur Zeit der slawischen Besiedlung hieß der Fläming, zumindest im Teil um den heutigen Hagelberg, Chabua. In einem schriftlichen Vermerk aus dem Jahr 1009 findet sich die Wendung cum … Chabua montibus, also Chabua-Berge. Für Reinhard E. Fischer ist der Name „aus dem slawischen Chabov [… abzuleiten und …] bezeichnet Berge, die mit Gestrüpp bewachsen sind, vgl. polnisch chabie ‚Gestrüpp‘, chabina ‚Rute‘.“ Das ihnen fremde Wort chabua stellten die Siedler aus dem deutschsprachigen und flämischen Raum zum ähnlich klingenden Vogelnamen Habicht (mittelniederdeutsch havek) und später zu Hagel um.
Schon kurz nachdem Albrecht der Bär 1157 die Mark Brandenburg gegründet hatte, riefen er und der Magdeburger Erzbischof Wichmann von Seeburg in großem Umfang Siedler in die neue Mark. So erhielt Jüterbog 1174 das Stadtrecht, das zweitälteste des heutigen Landes Brandenburg. In dieser Urkunde wird Jüterbog als Mittelpunkt der provincia Iutterbogk (Land Jüterbog) bezeichnet, als ihr „Ursprung und Hauptort“ (exordium et caput). Diese Jüterboger Urkunde gilt als vorbildgebendes „Landesausbauprogramm“ („ad edificandem provinciam Iutterbogk“).
Albrecht der Bär hatte bereits vor 1157 Gebiete östlich der Oder bis in den Fläming hinein erwerben können, bis sein Herrschaftsgebiet an die Zauche grenzte, die sein Sohn Otto als Patengeschenk des Hevellerfürsten Pribislaw-Heinrich erhalten hatte. Die Söhne und Enkel Albrechts setzten als Markgrafen die geschickte Siedlungspolitik zur Stabilisierung der jungen Mark und zum Landesausbau fort. Die Besiedlung des Fläming vollzog sich in mehreren Schüben, wobei im westlichen Teil und im Jüterboger Raum das Erzbistum Magdeburg die treibende Kraft war und bereits vor 1157 mit der Einwerbung von Siedlern begonnen hatte, während im südöstlichen Teil die Askanier aktiv waren.

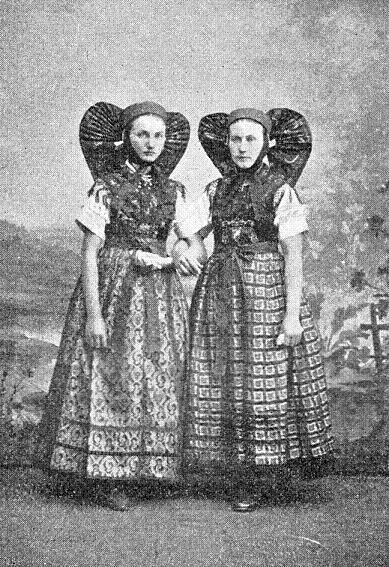
Fläming-Festtagstracht in Jüterbog, vor 1900

Der Erzbischof Adalgod von Osterburg hatte um 1107 festgestellt: „Die Heiden hier sind übel, ihr Land aber höchst ergiebig an Fleisch, an Honig, an Mehl … an Vögeln. Und wenn es sorgfältig bebaut wird, wird ein solcher Überfluss an allem Wachstum aus der Erde sein, dass kein Land mit ihm verglichen werden kann. Das sagen, die es kennen. Deswegen, ihr Sachsen, Franken, Lothringer, ihr ruhmvollen Flandrer, Bezwinger der Welt, hier könnt ihr Eure Seelen erretten und – wenn ihr wollt – das beste Land zum Siedeln bekommen.“
Rund 400.000 Menschen strömten im 12. und 13. Jahrhundert nach Osten. Die Siedler kamen insbesondere aus der Altmark, dem Harz, Flandern und den Rheingebieten in das Land. Der Zuzug führte sehr wahrscheinlich über Magdeburg zuerst in die Loburger und Leitzkauer Region, von dort nach Wittenberg, weiter nach Jüterbog und in der letzten Phase nach Bad Belzig.
Eine wichtige Rolle spielten die Flamen, die nach verheerenden Sturmfluten im eigenen Land gerne neue Siedlungsgebiete annahmen und mit ihrer Erfahrung im Deichbau zu den Eindeichungen von Elbe und Havel beitrugen, die in den 1160er Jahren in Angriff genommen wurden. Viele Flamen ließen sich im heutigen Fläming nieder und gaben ihm somit (später und indirekt) den Namen. Bis zur Gegenwart erhielt sich die Fläming-Tracht, die auch heute noch vereinzelt zu Festtagen angelegt wird. Sie ist eine von zwei lebenden Volkstrachten in der Mark Brandenburg. Ihr Verbreitungsgebiet umfasst auch Teile des südlichen Fläming in Sachsen-Anhalt.
Nicht ganz gesichert, aber sehr wahrscheinlich, lehnen sich Ortsnamen wie Brück – Brügge oder Euper – Ypern an flämische Städte an. Die Verbindung vom Fläming nach Flandern wird auch heute wachgehalten. Im Jahr 2005 beispielsweise fand in Wittenberg eine Ausstellung Von Flandern in die Mark – Die Besiedlung des Flämings im Mittelalter mit einer Festveranstaltung des deutsch-belgischen Vereins Fläming-Flandern zur Eröffnung statt. Ein Jahr zuvor hatte es in Antwerpen unter dem verbindenden Titel Oude en nieuwe bruggen – alte und neue Brücken eine Ausstellung zum gleichen Thema gegeben.

### Zankapfel zwischen Sachsen und Brandenburg bis 1815

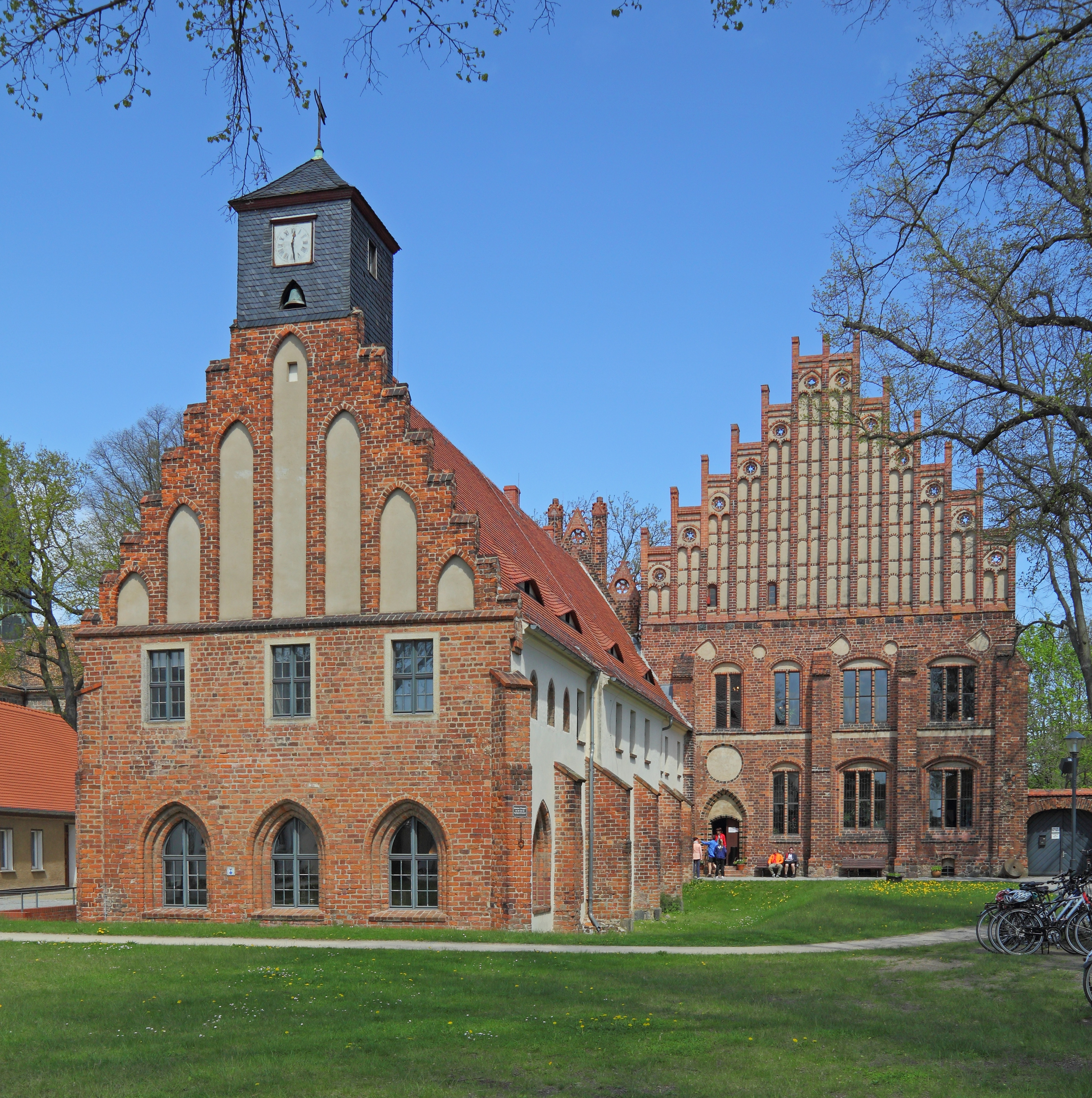
Kloster Zinna

### Zugehörigkeiten
Zwar hatten der Magdeburger Erzbischof Wichmann und Albrecht der Bär 1157 gemeinsam gegen die Slawen und noch 1166 gemeinsam gegen den Sachsen Heinrich den Löwen gekämpft, dennoch entwickelte sich sehr bald eine Konkurrenz der Askanier in der jungen Mark zum Erzbistum Magdeburg. In dieser Konkurrenz liegt eine der Ursachen für die jahrhundertelangen Auseinandersetzungen um Teile des Fläming.

#### Kloster Zinna – frühe Betonung des Magdeburger Machtanspruchs
Deutliche Verstimmungen zwischen Magdeburg und den Askaniern gab es bereits in den 1160er Jahren. Ausgangspunkt kann das Jahr 1160 gewesen sein, in dem laut Partenheimer den anderen deutschen Fürstentümern und Bistümern vermutlich erstmals bewusst wurde, dass die Askanier im Osten dabei waren, „mit der Mark Brandenburg ein neues, vom Reich weitgehend unabhängiges Fürstentum zu etablieren“. So wird die Klosterstiftung Zinna bei Jüterbog durch Wichmann 1170, im Todesjahr Albrecht des Bären, in strategischer Hinsicht als erstes sichtbares Zeichen gegen die Territorialbestrebungen der Askanier gewertet. Das flämische Jüterbog, das bereits 1174 als zweitältester Ort des heutigen Brandenburg überhaupt das Stadtrecht erhielt, hatte Albrecht dem Bistum Magdeburg zusammen mit Buckau und Görzke als Dank für die Waffenhilfe 1157 überlassen. Die 1180, 10 Jahre nach Zinna folgende Stiftung des Klosters Lehnin in der märkischen Zauche durch Albrechts Sohn, den Markgrafen Otto I., ist machtpolitisch wiederum als Reaktion auf Zinna zu interpretieren.

#### Kurkreis und Grenzverlauf durch den Fläming

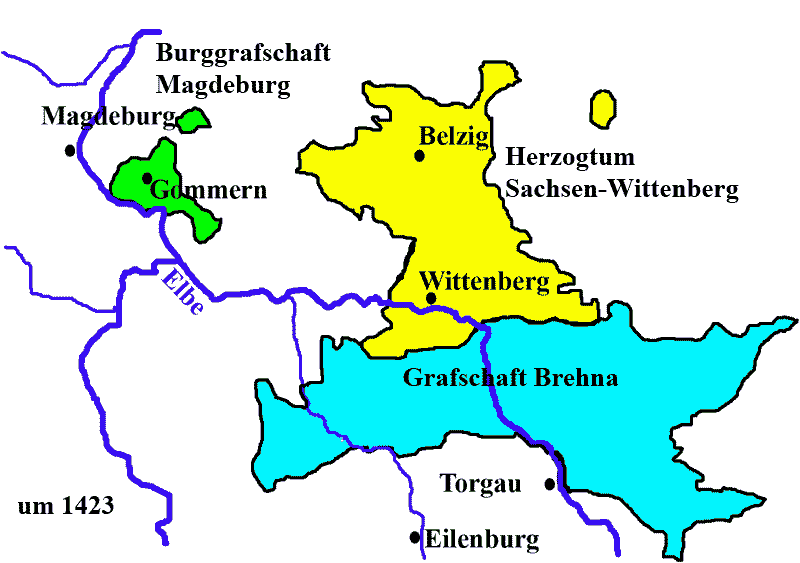
Ungefähre Grenzziehung Sachsen-Wittenbergs um 1423

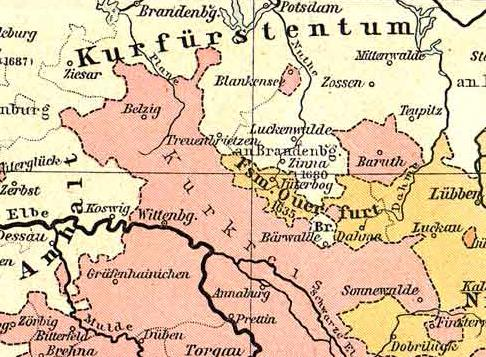
Kurkreis 1554–1815
(Fürstentum Querfurt ab 1746 beim Kurkreis)

Der westliche Teil des Fläming mit Wittenberg und Belzig blieb bis 1422 in der Hand der Askanier. Dabei übten sie zwischen 1190 und 1298 über die ausgedehnte Belziger Herrschaft der Grafen Baderich, die rund 200 Dörfer umfasste, die Lehnshoheit aus, bevor ihnen auch dieses Gebiet als erledigtes Lehen zufiel. Bernhard, der jüngste Sohn Albrecht des Bären, wurde nach der Ächtung Heinrich des Löwen durch Kaiser Barbarossa Herzog von Sachsen. Bei seinem Tod 1212 ging ein Teil seines Erbes als Herzogtum Sachsen-Wittenberg an Albrecht I.
Nach dem Aussterben des Wittenberger askanischen Zweiges 1422 ging das Gebiet an die Wettiner und 1485 an deren Nebenlinie Ernestiner mit Sitz in Wittenberg. Mitte des 16. Jahrhunderts formte sich unter dem Albertiner Moritz von Sachsen der Kurkreis (Kursachsen) mit der Hauptstadt Wittenberg, der bis 1815 bestand und Belzig, Brück, Niemegk, Baruth und später auch Jüterbog umfasste. Das für Jahrhunderte stiftsmagdeburgische Jüterbog, das sich im Niederen Fläming nach Osten bis zur Stadt Dahme erstreckte, bildete im 12. Jahrhundert eine Exklave zwischen den beiden askanischen Besitzungen Mark Brandenburg und Herzogtum Sachsen-Wittenberg. Erst 1635 im Dreißigjährigen Krieg kam auch dieses Gebiet als Amt Jüterbog zum sächsischen Kurkreis (mit einem Zwischenspiel von 1656 bis 1746 als Teil des Herzogtums Querfurt der Linie Sachsen-Weißenfels).
Die kursächsische Grenze verlief ähnlich wie schon im Herzogtum Sachsen-Wittenberg von der Elbe zwischen Wittenberg und Coswig nach Norden, wandte sich im Hohen Fläming ungefähr bei Jeserig nach Nordwesten, bog bei Reppinichen nach Nordosten und führte teils entlang des Klein Briesener Bachs/Bullenberger Bachs bis zur Temnitz am Golzower Busch, verlief von dort nach Osten quer durch die Belziger Landschaftswiesen, beschrieb den auf Landkarten markanten Nordbogen um Brück herum und führte in einer ziemlich geraden Südlinie vorbei am brandenburgischen Treuenbrietzen. Danach wandte sich die Grenze nach Osten zum Niederen Fläming und umschloss das Baruther Gebiet, eingeschnitten allerdings durch ein brandenburgisches Dreieck mit Luckenwalde und auch dem Kloster Zinna, das bereits seit 1285 durch Kauf zu Luckenwalde gehörte. Hinzu kam als Exklave der kleine Landstrich (Kleiner Fläming) mit Stangenhagen und Blankensee unweit Trebbins.
Mit der Neuordnung des nachnapoleonischen Europas nach der Völkerschlacht bei Leipzig auf dem Wiener Kongress 1814/1815 fielen der zentrale Teil des Hohen Flämings mit dem ausgedehnten Amt Belzig und im Osten Jüterbog an die Provinz Brandenburg, während der größte Teil des Amtes Wittenberg und die weiteren Ämter des Kurkreises an die Provinz Sachsen gingen, die weitgehend dem heutigen Sachsen-Anhalt entspricht. Seither teilt die Grenze zwischen Sachsen-Anhalt und Brandenburg, grob umrissen, den Fläming in etwa mittig in Längsrichtung.
An einigen Stellen im heutigen brandenburgischen Flämingteil, beispielsweise am Briesener Bach und im Golzower Busch, erinnern alte kursächsische Grenzsteine an die sächsische Vergangenheit. Zudem enthält das Wappen Bad Belzigs noch heute den kursächsischen Schild. Kursächsische Postmeilensäulen in Bad Belzig, Brück und Niemegk bilden weitere beredte steinerne Zeugen einer Zeit, in der sich die Bauern zu beiden Seiten der Grenze auch in Friedenszeiten einige feindselige Scharmützel lieferten. Diebstahlsvorwürfe aus der Zauche an die flämischen „Stoppelsachsen“ jenseits der Belziger Landschaftswiesen waren eine Zeit lang an der Tagesordnung, „was die sächsischen Bauern allerdings nicht hinderte, den preußischen Dörflern jenes Holz zu verkaufen, dass sie selber in den staatlichen Flämingforsten gestohlen hatten.“
Nach dem Wiener Kongress und nach ihrer Eingliederung nach Preußen wehrten sich viele ehemals sächsische Fläminger noch einige Zeit als Neupreußen oder Musspreußen mit passivem Widerstand gegen die unwillkommene neue Heimat, indem sie beispielsweise kein preußisches Geld akzeptierten. Einige hofften auf eine Rückkehr Napoleons, auf dass er erneut den Kampf gegen den ungeliebten „schwarzen preußischen Vogel“ aufnähme, wie damals kursierende Flugblätter in der Exklave Kleiner Fläming (Blankensee, Stangenhagen) verdeutlichen:

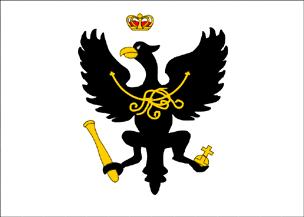
Der schwarze Preußische Vogel

Warte, schwarzer Vogel, warte, bald kommt wieder Bonaparte.

Was Du hast gestohlen, wird er uns dann wiederholen.

#### Schlachten bei Möckern, Hagelberg und Dennewitz 1813
Mehrere vorentscheidende Gefechte zur Völkerschlacht bei Leipzig, die das Ende des napoleonischen Europas einleiten sollte, hatten im Fläming stattgefunden. Am 5. April 1813 kam es im Jerichower Land zum Gefecht bei Möckern zwischen den verbündeten preußisch-russischen Truppen und der französischen Armee, das mit einer Niederlage für die Franzosen endete und den erfolgreichen Auftakt des Befreiungskrieges gegen Napoleon bildete.
Nachdem die napoleonisch-sächsischen Truppen am 23. August 1813 in der Schlacht bei Großbeeren am Vordringen nach Berlin gehindert worden waren, rückten von Magdeburg französische Truppen zur Unterstützung der geschlagenen Hauptverbände heran und machten am Hagelberg Quartier, wo sie am 27. August 1813 eher zufällig von preußischen Verbänden entdeckt und in der Schlacht bei Hagelberg aufgerieben wurden. Zwei Denkmäler und verschiedene Informationstafeln erinnern an dieses Gefecht auf der Fläminghöhe, das auch als Kolbenschlacht oder Landwehrschlacht in die Geschichte einging. Denn insbesondere die neugeschaffene Landwehr war, unterstützt von regulären preußischen Verbänden und russischen Kosaken, für die Vernichtung des französischen Korps von 10.000 überwiegend sächsischen Soldaten bis auf 3000 Mann verantwortlich.
Eine noch deutlichere Schwächung erfuhren die napoleonischen Verbände nur wenig später in der Schlacht bei Dennewitz am 6. September 1813. Im Übergangsbereich des Hohen zum Niederen Fläming stießen südwestlich von Jüterbog bei Dennewitz und Niedergörsdorf preußische Truppen (40.000 Mann) unter Friedrich Wilhelm Freiherr von Bülow und Bogislav Graf von Tauentzien auf die französisch/sächsische Armee (70.000 Mann). Trotz der gegnerischen Übermacht entschieden die Preußen die Schlacht für sich und auch hier erinnern verschiedene Denkmäler und Hinweistafeln an das historische Geschehen. Der Obelisk, den Karl Friedrich Schinkel beisteuerte, ähnelt der gusseisernen Spitze des Nationaldenkmals, das nach seinen Plänen erbaut und am 30. März 1821 zum Gedenken an die Befreiungskriege und Waterloo (Belle Alliance) auf dem Berliner Kreuzberg enthüllt worden war.

### Überdurchschnittlich viele Wüstungen
Viele Dörfer, die im Zuge des Landesausbaus entstanden waren, existieren heute nicht mehr. Der Fläming weist eine außerordentlich hohe Wüstungsdichte auf, die entgegen vielen Darstellungen weniger in kriegerischen Auseinandersetzungen als vielmehr in wirtschaftlichen Faktoren begründet liegt. Allein im Bereich um Bad Belzig listet Reinhard E. Fischer rund 75 Wüstungen auf. Davon lagen rund 25 spätestens 1387, teilweise vermutlich weit früher, wüst. Weitere 25 Dörfer sind 1420/29 als wüst verzeichnet, die zum Teil 1387 noch existent waren, zum Teil aber erstmals gelistet wurden und damit auch weit früher verschwunden sein können. Weitere 20 Dörfer fielen spätestens in der anschließenden Periode bis 1487 wüst. Die Jahreszahlen bezeichnen Nennungen in historischen Quellen und keine geschichtlichen Ereignisse.

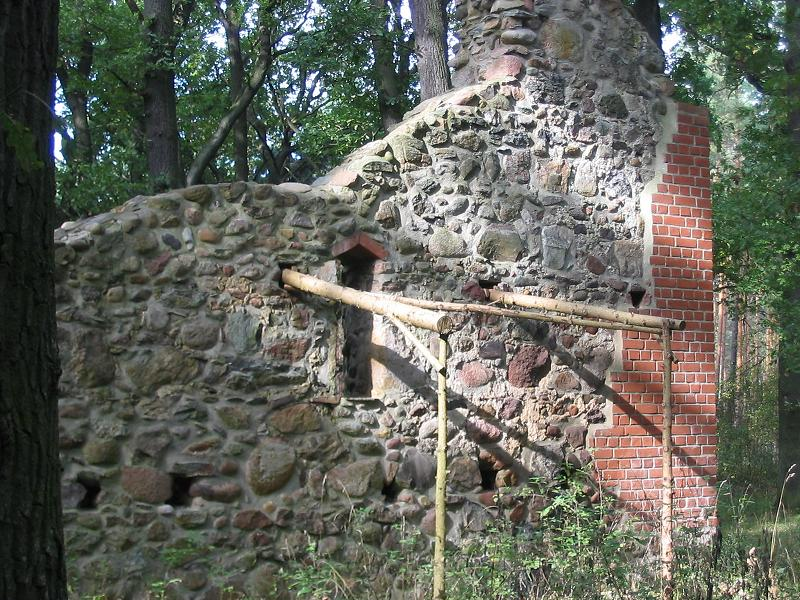
Kirchenruine Wüstung Dangelsdorf

Die frühen Wüstungen vor oder weit vor 1387 sind unter anderem darauf zurückzuführen, dass viele Siedler slawische Standorte übernommen hatten, die sich unter den deutschen Wirtschaftsformen als ungeeignet erwiesen. Ein weiterer Grund lag in den Trockenlegungen und Rodungen der Urstromtäler und Flussniederungen, die es zunehmend erlaubten, Felder und Dörfer von den kargen Hochflächen in die fruchtbareren Täler zu verlegen. Da sich die Meliorationsmaßnahmen über Jahrhunderte (im Baruther Urstromtal bis zur DDR-Zeit) hinzogen, waren sie auch in den folgenden Perioden ursächlich für Wüstungsprozesse.
Die Wüstungen vor 1429 werden vielfach mit dem Hussiteneinfall oder mit Zerstörungen der Raubritter von Quitzow in Verbindung gebracht. Zumindest hinsichtlich der Wüstung Dangelsdorf in der Nonnenheide und ihrer Kirchenruine aus dem 14. Jahrhundert sehen die Experten für mittelalterliche Feldsteinkirchen im Fläming, Engeser und Stehr, eine sehr viel wahrscheinlichere Ursache in der großen Pest-Pandemie zwischen 1347 und 1353, die als Schwarzer Tod in die Geschichte einging, oder im Magdalenenhochwasser des Jahres 1342, als aus allen deutschen Gebieten Überschwemmungen nie gekannten Ausmaßes gemeldet wurden. In der Wüstung Schleesen nördlich von Stackelitz besteht eine sehr ähnliche, weniger gut erhaltene Kirchenruine aus dem 12. Jahrhundert. In dieser Wüstung blieben zudem der alte Dorfbrunnen und der Dorfteich erhalten.
Die genannten Daten verdeutlichen, dass der Dreißigjährige Krieg für die Wüstungsprozesse eine vergleichsweise geringe Rolle spielte. Zwar wurden der Fläming von den Gräueln dieses Krieges hart getroffen und viele Dörfer zerstört, die meisten jedoch konnten im Anschluss wieder aufgebaut werden. Auch unter der oben genannten Zahl von 75 wüsten Dörfern für den Raum Bad Belzig befinden sich einige, die, teils nach Jahrhunderten, unter gleichem Namen wiedererstanden und noch heute bestehen. Manche Siedlungen fielen zweimal wüst, wie beispielsweise der heutige Ortsteil von Wiesenburg Reppinichen. Bei seiner Ersterwähnung 1418/1420 lag der Ort bereits brach, wurde ab 1571 neu aufgebaut und fiel im Dreißigjährigen Krieg erneut für längere Zeit wüst.

### Der Fläming im Nationalsozialismus
Die nationalsozialistische Ideologie fiel im Fläming, der nach der Weltwirtschaftskrise von hoher Arbeitslosigkeit betroffen war, auf fruchtbaren Boden. Von den Nazis betriebene Maßnahmen wie der Bau der Autobahn München-Berlin und Rüstungsbetriebe in Wittenberg und Treuenbrietzen schufen Arbeitsplätze und erhöhten die Zustimmung zur NSDAP. In der Reichspogromnacht kam es auch in Belzig und Wittenberg zu Ausschreitungen und zur Demolierung jüdischer Geschäfte. Eine 1934 bei Belzig errichtete Munitionsfabrik, der Roederhof, wurde 1942 um ein Zwangsarbeiterlager und 1943 um ein Außenlager des Frauen-KZ Ravensbrück ergänzt. In den letzten Wochen des Zweiten Weltkriegs gehörte der Fläming zum umkämpften Gebiet. Dabei blieb Belzig von einer Zerstörung verschont, da sich besonnene Bürger durchsetzen konnten und die Stadt kampflos übergaben.

## Kulturgüter und Kulturgeschichte

### Allgemeines
Neben den in diesem Kapitel beschriebenen Stadt- und Dorfkernen, Burgen, Schlössern und Feldsteinkirchen gehören auch Mühlen oder Glashütten zu den bedeutenden Kulturgütern des Flämings. Diese und weitere technische Denkmäler sind im Kapitel Wirtschaft und Wirtschaftsgeschichte angeführt.

### Land der Reformation

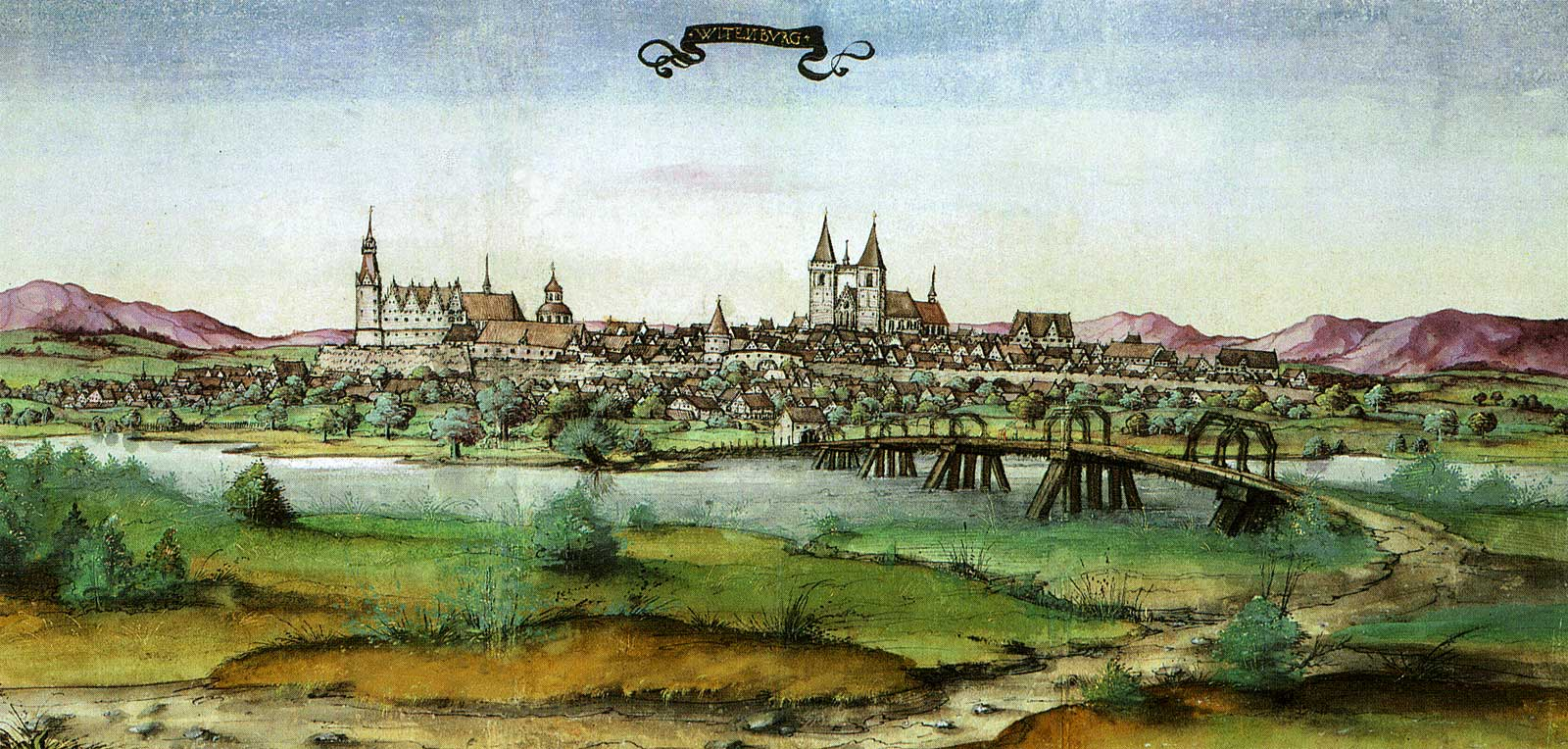
Wittenberg zur Zeit der Reformation mit dem Fläming im Hintergrund

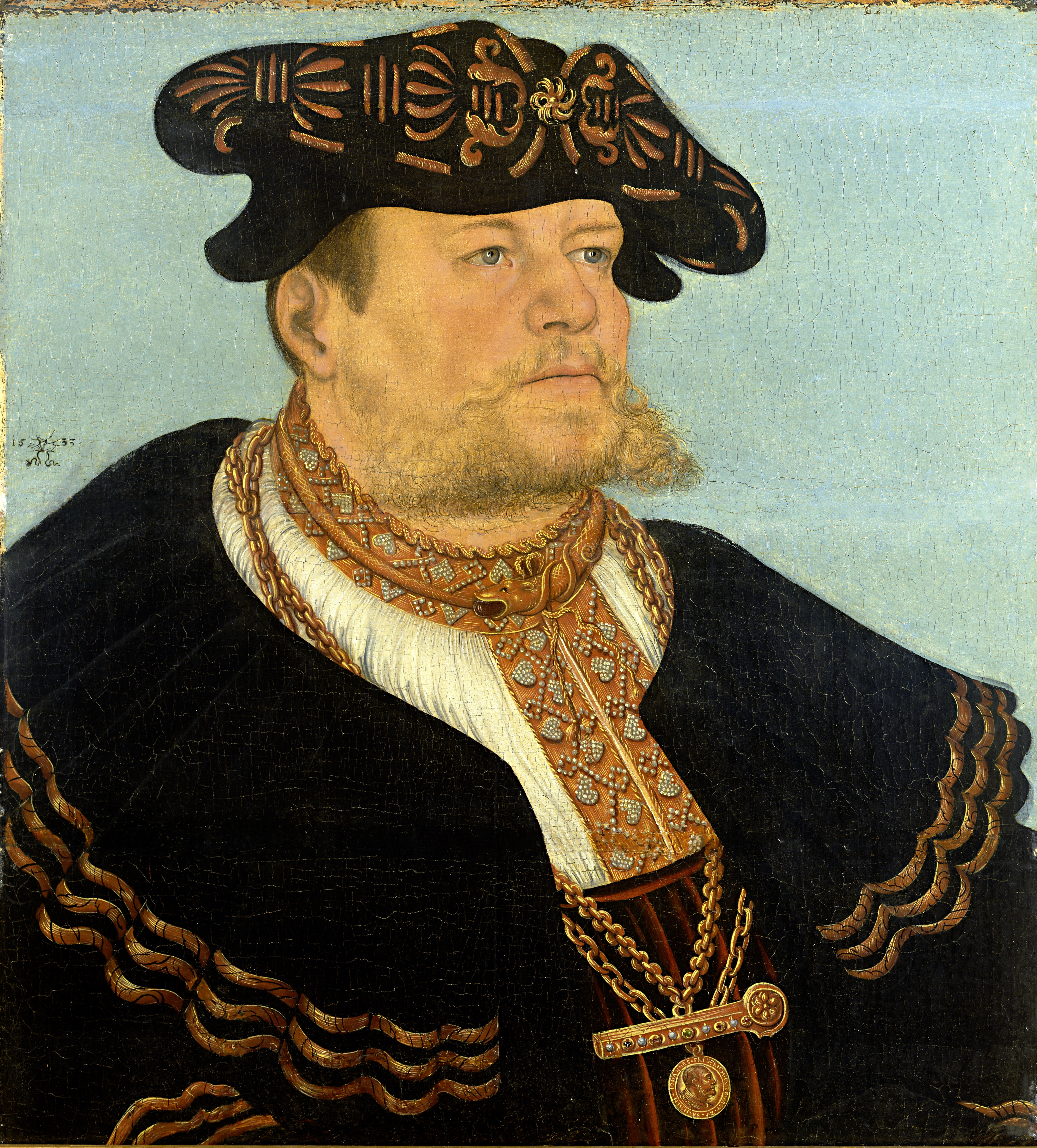
Gregor Brück

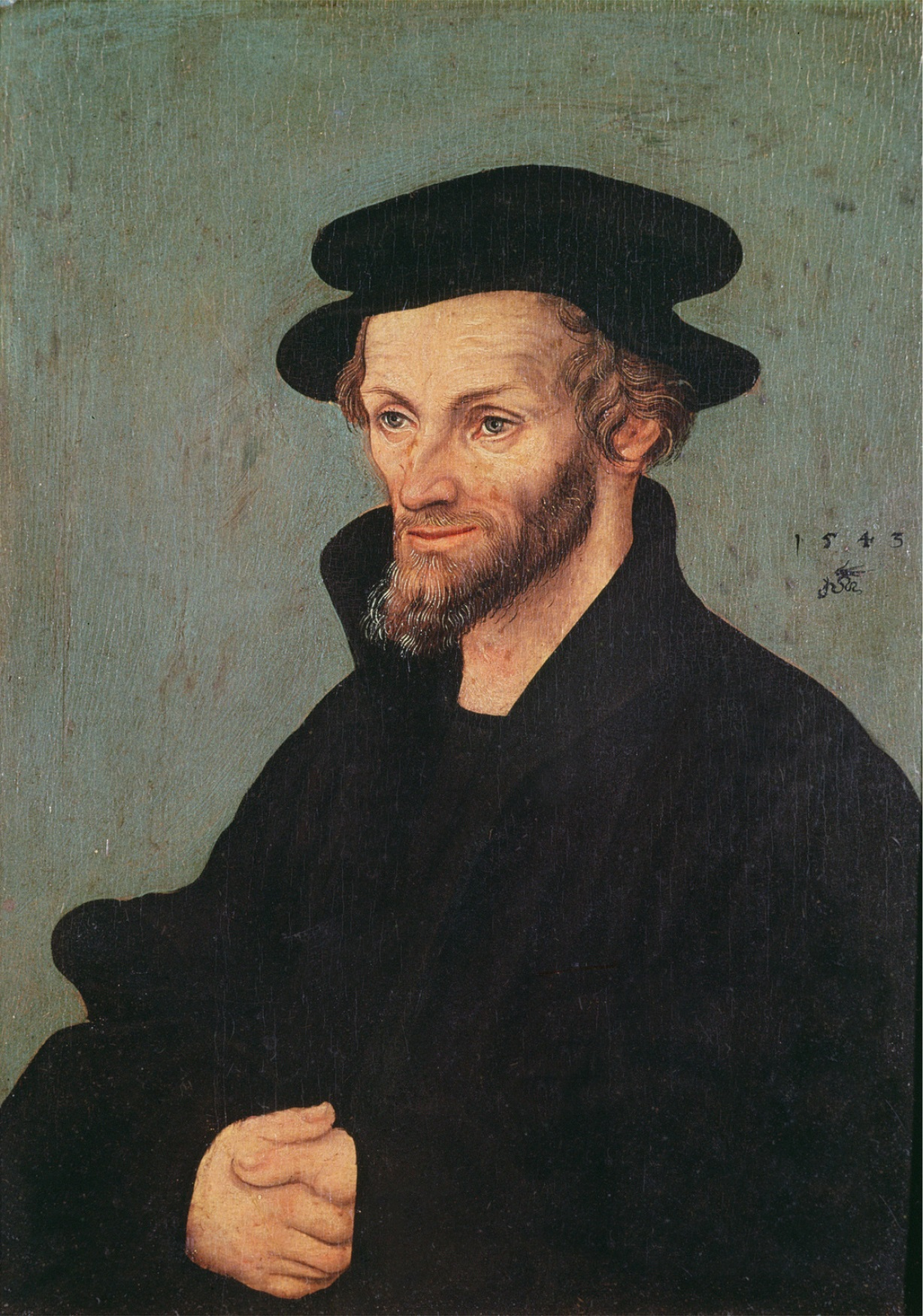
Philipp Melanchthon

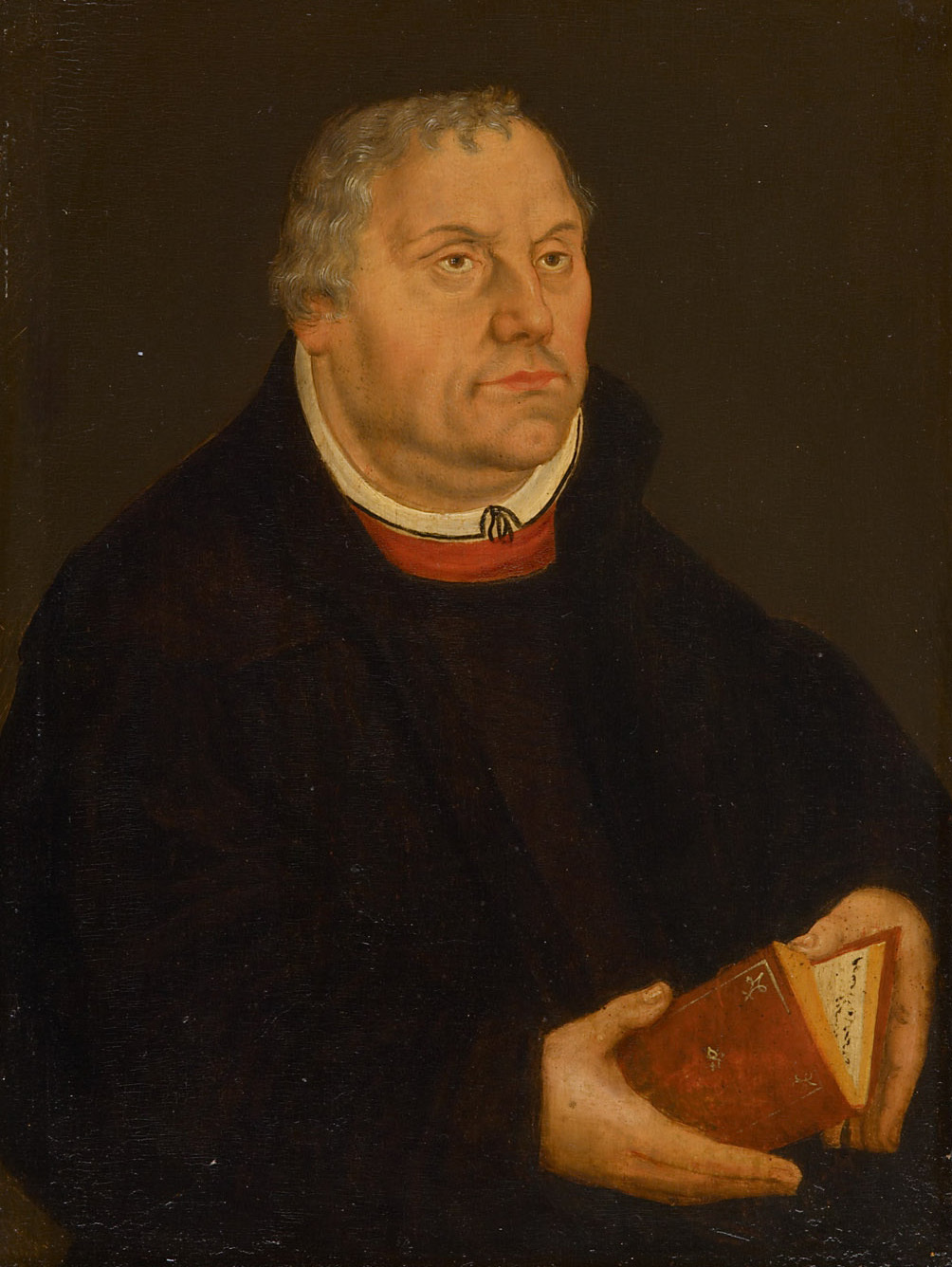
Martin Luther

Die weltberühmten Reformationsstätten im südlich benachbarten Wittenberg,
das Lutherhaus, das Melanchthonhaus, die Stadt- und Schlosskirche sind als Luthergedenkstätten seit 1996 Teil des Weltkulturerbes der UNESCO. Doch nicht nur die Wirkungsstätten Martin Luthers und Philipp Melanchthons weisen den Fläming als frühen Schauplatz der Reformation aus. Orte der Entwicklungen waren beispielsweise auch Jüterbog im Kanzelkrieg und bei den Jüterboger Religionsgesprächen oder der Golmberg. Beim Überfall in der Golmheide soll Hans von Hake, der im Schloss zu Stülpe saß, dem päpstlichen Ablasshändler Johann Tetzel seine Geldkassette (Tetzelkasten) mit der höhnischen Bemerkung entrissen haben, schließlich habe er sich zuvor mit einem Ablassbrief von dieser Untat freigekauft. Wenn dieses Ereignis auch sehr wahrscheinlich in das Reich der Legende gehört, da Hans von Hake erst 1537 das Schloss Stülpe kaufte, erinnert noch heute die Tetzeleiche an diese oft erzählte und auch von Fontane und Willibald Alexis wiedergegebene Geschichte.
Tetzels Jüterboger Satz Wenn das Geld im Kasten klingt, die Seele vom Fegefeuer in den Himmel springt beantwortete Luther 1517 mit den 95 Thesen, die Tetzel anschließend in Jüterbog öffentlich verbrannte. Im „Kanzelkrieg“ von 1519 bekam Franz Günther, der erste Theologe, der unter Luther promoviert hatte, in Jüterbog Redeverbot und wurde durch Thomas Müntzer ersetzt, den die Jüterboger Franziskaner in einer Anzeige beim Brandenburger Bischof erstmals in der deutschen Sprache als „Lutheraner“ bezeichneten. 1547 plünderten Spanische Soldaten im Rahmen des Schmalkaldischen Krieges Dörfer im Niederen Fläming aus. Ein Jahr später fanden die Jüterboger Religionsgespräche unter Teilnahme Philipp Melanchthons statt. Im Folgejahr berieten Moritz von Sachsen, Joachim II. von Brandenburg, Georg III. von Anhalt, Melanchthon, Agricola und andere an gleicher Stelle, was mit gutem Gewissen den Papisten könne nachgegeben werden, um Beschwerung zu vermeiden.
Neben Luther und Melanchthon waren viele weitere bedeutende Köpfe aus der Region an der Erneuerungsbewegung des Christentums beteiligt. Der Politiker und sächsische Kanzler Gregor Brück beispielsweise, der sogenannte Reformationskanzler, begleitete die Wittenberger Bewegung von 1521, die als Ausgangspunkt zur Ausbreitung der Reformation gilt und wurde zu einem der engsten Berater Luthers und Melanchthons. Der in Dahme gebürtige Theologe Georg Buchholzer unterstützte den Kurfürsten Joachim II. bei der Durchführung der Reformation in Brandenburg. Zudem wirkte er 1540 bei der Ausarbeitung der Brandenburgischen Kirchenordnung mit. Ein weiterer bedeutender Gelehrter war der 1499 in Ziesar am Flämingrand geborene Johannes Aepinus, über den Valentin Ernst Löscher 1719 urteilte: Ein großer Mann zu seiner Zeit, und einer von den besten und treuesten Werkzeugen der Reformation.
Neben den Zeugnissen in der Lutherstadt Wittenberg erinnern Tetzelkästen in Jüterbog und Dahme an die Zeit. In Bad Belzig befindet sich über dem Turmportal ein Stein, der auf eine Predigt Luthers im Jahr 1530 hinweist. Auch die Stadt Zerbst, die erste reformierte Stadt nach Wittenberg, besuchte Luther mehrfach. Unter der Lutherlinde vor der Treuenbrietzener Marienkirche soll Luther angeblich gepredigt haben, als ihm die Kirche verschlossen blieb.
Die nebenstehenden Porträts von Brück, Melanchthon und Luther zeichnete sämtlich der Maler Lucas Cranach der Ältere, der gleichfalls zur Reformationszeit in Wittenberg lebte und Luther und Melanchthon freundschaftlich verbunden war. In seiner Druckerei im Cranachhof hatte er unter anderem die 95 Thesen, den ersten Teil der Lutherbibel, Luthers Tischreden und zahlreiche Holzschnitte gedruckt.
Die in Wittenberg versammelten Erneuerer des Christentums blieben bei allem neuen Denken in vielen Fragen dem Geist des 16. Jahrhunderts verhaftet und gingen nicht so weit, beispielsweise die jahrhundertealten antijudaistischen Vorurteile abzulegen oder den Druck der Wittenberger Judensau zu verhindern. Ganz im Gegenteil griff Luther den Begriff auf und verhöhnte in seiner Schmähschrift von 1546 die rabbinische Schriftexegese und den jüdischen Glauben. Luthers Judenfeindlichkeit gipfelte in antijudaistischen Pamphleten und Sätzen wie Wenn ich könnte, wo würde ich ihn [den Juden] niederstrecken und in meinem Zorn mit dem Schwert durchbohren. Und wenn sich Luther auch nicht selbst als Hexenjäger betätigte, so glaubte er ebenso wie Johannes Calvin an die Möglichkeit des Teufelspaktes oder die Teufelsbuhlschaft und befürwortete die Todesstrafe für vermeintliche Schadenszauberei.

### Gebaute Kultur

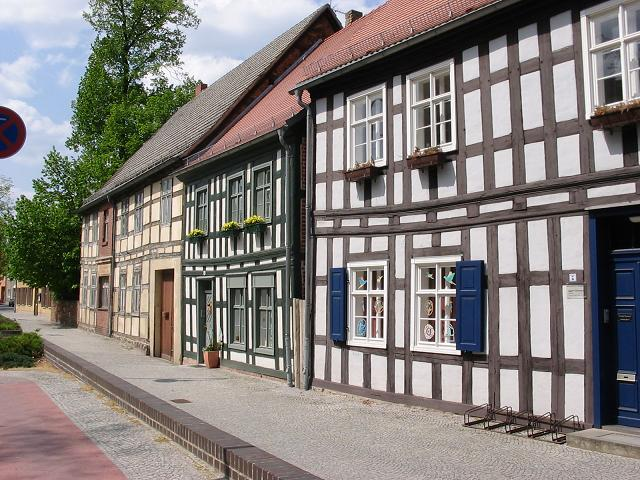
Treuenbrietzen, Mitglied in der Arbeitsgemeinschaft „Städte mit historischen Stadtkernen“

#### Städte und Dörfer

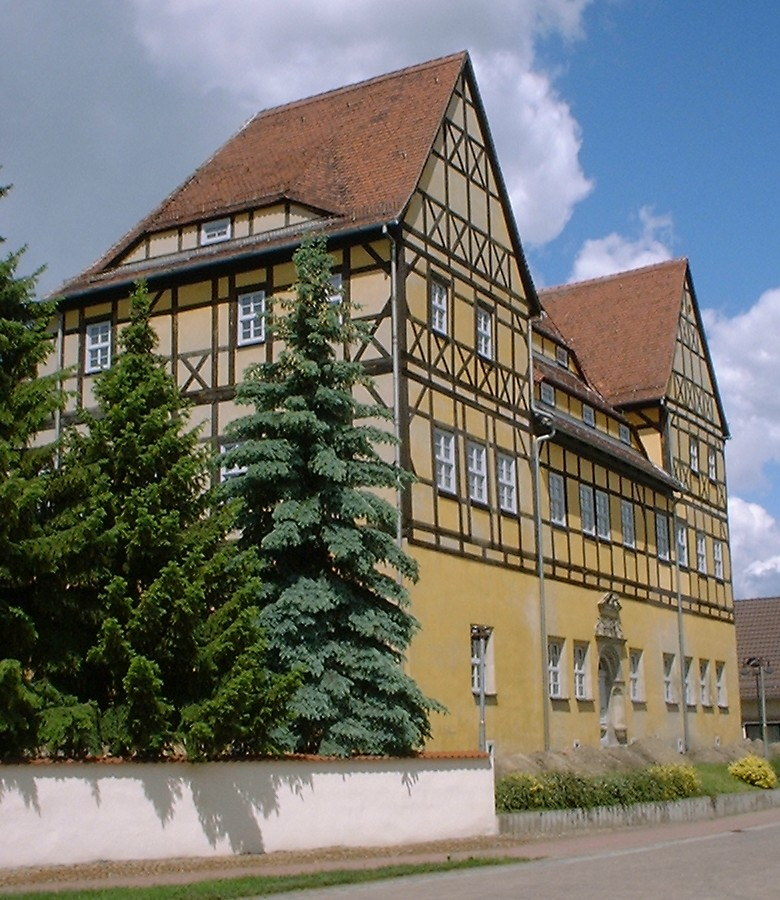
Amtshaus Seyda von 1605

- siehe auch Hauptartikel Lutherstadt Wittenberg → Kultur- und Sehenswürdigkeiten
- → Hauptartikel: Zerbst/Anhalt#Sehenswürdigkeiten

Südlich des Flämings liegt die Mittelstadt Wittenberg mit rund 48.000 Einwohnern und zahlreichen Erinnerungsorten zur Reformation.
Im Fläming selber gibt es nur Kleinstädte. Die größte davon ist die ehemalige Universitäts- und Residenzstadt Zerbst mit 16.000 Einwohnern.
Jüterbog hat 13.000 Einwohner, Bad Belzig rund 12.000. Nach Bad Belzig folgen Treuenbrietzen mit 9000, Möckern mit 7000, Dahme mit 6000 und Baruth mit 5000 Einwohnern. Landstädte wie Niemegk, Ziesar und Zahna verfügen über rund 3000 und Loburg über 2000 Bewohner. Der Fläming ist überaus siedlungsarm. Grimme, eine der am dünnsten besiedelten Gemeinden in Deutschland, liegt im Fläming. Hier kommen 176 Einwohner auf 28,77 km², was einer Bevölkerungsdichte von 5,31 Einwohnern/km² entspricht.
Historische Stadtkerne wie in Bad Belzig, Dahme, Jüterbog, Treuenbrietzen, Zerbst, Zahna und Wittenberg, barocke Siedlungsviertel wie in Kloster Zinna und typische märkische Kleinstädte, Angerdörfer, Rundlinge, Dreiseit- und Vierseithöfe prägen die urbane und ländliche Wohnkultur des Landstrichs. Hohe Stadtmauern, trutzige Stadttore und schmucke Rathäuser oder Amtshäuser wie in Seyda, Niemegk und vor allem Dahme bilden steinerne Zeugen der Kulturgeschichte.

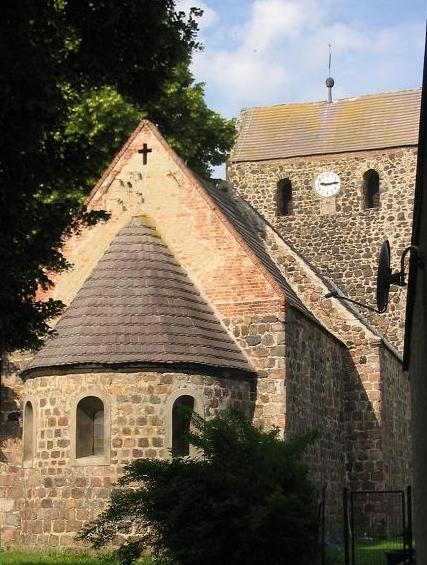
Vierzügige Kirche in Dahnsdorf, Ende 12./Anfang 13. Jahrhundert

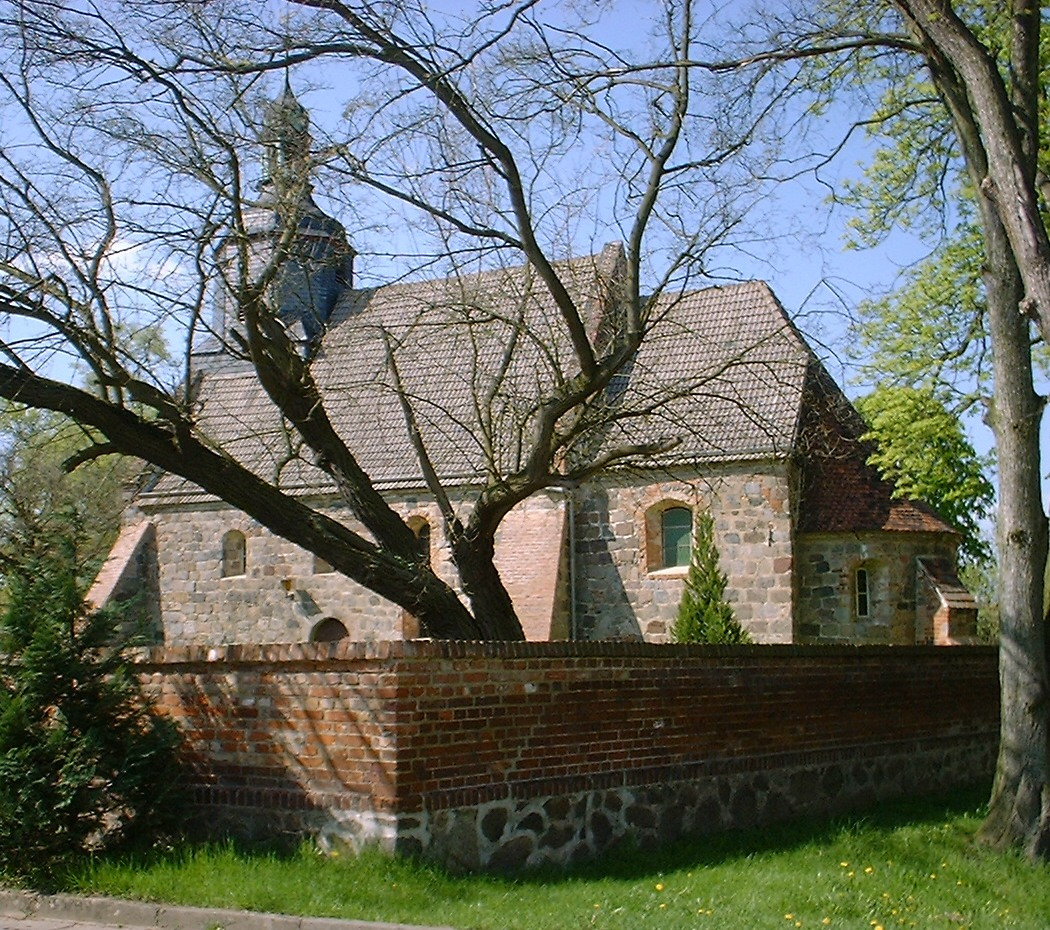
Kirche in Hohengörsdorf

#### Dorfkirchen
Typische Bauten für den Fläming und seine Randgebiete sind die spätromanischen Feldsteinkirchen, die zu einem großen Teil aus der ersten Hälfte des 13. Jahrhunderts stammen, also auf die frühe Siedlungsperiode und den Landesausbau zurückgehen. Das Baumaterial lieferte die kaltzeitlich geprägte Landschaft durch die auf den Feldern liegenden Feldsteine. Die Feldsteine wurden in Abstimmung mit den Feldarbeitern von den Äckern mit Wagen zur Baustelle, der Dorfkirche, gebracht und dort mehr oder weniger sorgfältig behauen (gequadert). Die Steinmetzkosten stellten den größten Kostenfaktor dar. Die Fahrten der Wagen fielen im Rahmen der Ackerbestellung ohnehin an. Die Gruboer Kirche bei Wiesenburg, die nicht zu den größten Bauten zählt, besteht aus 7800 Steinen. Die Grundrissform reichte von der einteiligen rechteckigen Saalkirche wie im Niedergörsdorfer Ortsteil Dalichow bis zum vierfach gestaffelten Grundriss mit dem Schiff, einem Turm in Form eines schiffsbreiten querrechteckigen „Querriegels“, dem Chor und der Apsis, wie z. B. in den Planetaler Ortsteilen Dahnsdorf und Mörz. Die Art und Ausführung der Bauten hing von der Höhe des Ernteertrags der Dörfer ab.
Besonders schöne und beeindruckende Beispiele bieten die Bauten in den Dörfern und heutigen Belziger Ortsteilen Borne, Lübnitz und Kuhlowitz sowie im Wiesenburger Ortsteil Grubo. In Leetza zwischen Zahna und Seyda steht eine denkmalgeschützte Kirche aus einfacher Halle mit Turm aus dem 12. Jahrhundert. Zu den ältesten Gotteshäusern zählt ferner die Feldsteinkirche in Seehausen aus der ersten Hälfte des 13. Jahrhunderts.
Hinzu kommen im flämischen Teil von Sachsen-Anhalt auch einige Kirchen aus Bruchsteinen, wie beispielsweise die Kirche in Wallwitz an der Ehle, die in die gleiche Entstehungsperiode fallen und die gleiche Baustruktur aufweisen. Neben den Dorfkirchen aus Feld- und Bruchstein gibt es weitere architektonische Kostbarkeiten wie die gotische Hallenkirche aus dem 14. Jahrhundert in Jüterbog, die Klosterkirche Zinna, die Gotteshäuser in Bad Belzig, Wittenberg und Zerbst, die Kirchen St. Laurentius und Unser Lieben Frauen in Loburg oder auch das Stift zum Heiligen Geist in Zahna.
Auch die im Kapitel über die Wüstungsprozesse bereits erwähnte und abgebildete Kirchenruine in Dangelsdorf besteht aus Feldsteinen, die mit ihren Resten im Originalzustand wertvolle Anhaltspunkte zu den frühen Kirchenkonstruktionen in der Mark Brandenburg liefert, da viele Bauten nachträglich umgebaut oder erweitert wurden. In der einschlägigen Literatur findet sich daher gelegentlich der vergleichende Kirchenbegriff Typ Dangelsdorf, wie beispielsweise bei der zeitlichen Einordnung der Gömnigker Kirche.

#### Burgen

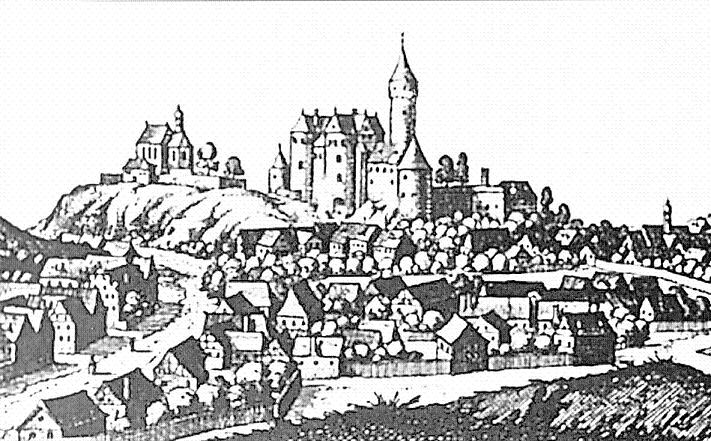
Bad Belzig und Burg Eisenhardt um 1626

Die Burgen Eisenhardt, Rabenstein und Schloss Wiesenburg liegen nur wenige Kilometer voneinander getrennt und gaben dem zentralen Fläming den Namen Drei-Burgen-Land. Die Burg der „Perle des Hohen Flämings“, Wiesenburg, wurde 1730 zu einem prunkvollen Schloss umgebaut, das mit dem landschaftsgeschützten Schlossgarten zu den meistbesuchten Flämingstätten zählt. Am Torhaus und am Bergfried lässt sich die ehemalige Burg gut erkennen.
Die Belziger Burg Eisenhardt, als typische Spornburg auf einem Bergsporn gelegen, geht in ihrer heutigen Form auf die Jahre 1423/1425 zurück und beherrschte im Mittelalter die Handelsstraße Wittenberg-Belzig. Auch die umfassend restaurierte mittelalterliche Burganlage Rabenstein auf dem 153 Meter hohen Steilen Hagen bei Raben spielte im Grenzland Sachsen-Brandenburg eine wichtige strategische Rolle.

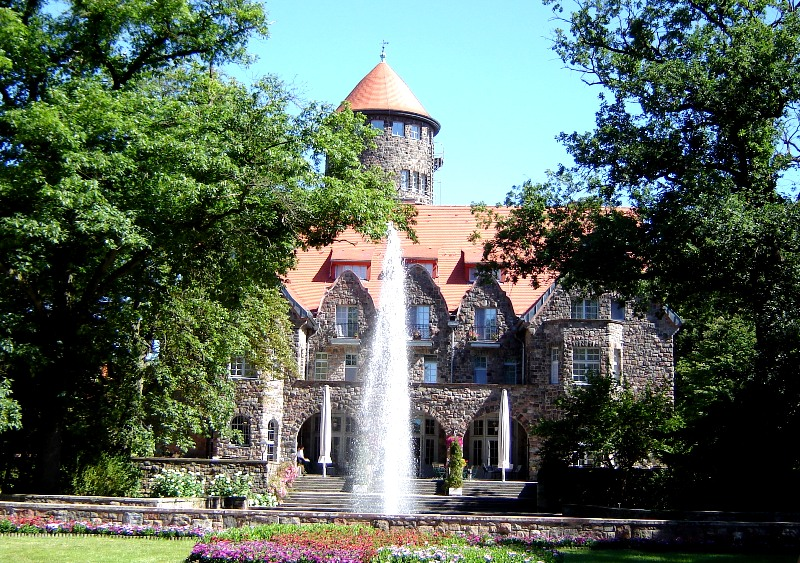
Schloss Wendgräben

Neben diesen drei zentralen wachten weitere Burgen über das Land. Erhalten blieben beispielsweise die Bischofsresidenz Burg Ziesar am nordwestlichen Flämingrand, die Wasserburg Roßlau in der Elbaue oder die Burg Lindau oberhalb der Anhalter Nuthe. Eine weitere Burg befand sich in Möckern, deren Bergfried aus Feldsteinen heute zum Schloss Möckern gehört. An der Gestaltung des Schlossparks nach dem Vorbild englischer Landschaftsgärten war der Gartenarchitekt Friedrich Wilhelm von Erdmannsdorff beteiligt. In Loburg lag bereits im 8. Jahrhundert eine slawische Wallburg, die im 10. Jahrhundert zu einer deutschen Grenzburg umgewandelt und bereits 983 während des Slawenaufstandes wieder zerstört wurde. In der zweiten Hälfte des 12. Jahrhunderts errichtete der Burggraf von Lubborch eine neue Burg in der Kleinstadt im Westfläming, von der heute noch der Burgward steht. Die Loburg sicherte die beiden Heer- und Handelsstraßen, die aus Richtung Burg und Brandenburg nahe der Veste am Oberlauf der Ehle zusammenliefen und weiter nach Zerbst führten.
Von dem ehemaligen Castrum et opidum Grabow im Jerichower Land, das bereits 946 urkundlich aufgeführt ist, finden sich nur noch Ruinenreste am Herrenhaus. Der Name des Ortes Hundeluft im Tal der Rossel geht sehr wahrscheinlich darauf zurück, dass die Herren einer 1280 erstmals erwähnten späteren Raubritterburg hier ihren Hunden Auslauf gewährten – aus „Hundelauf“ wurde „Hundeluft“. In Zahna, einer der ältesten Fläming-Städte, lag ein weiterer slawischer Burgwall, der einer – gleichfalls nicht erhaltenen – deutschen Burg wich. Die Burg sollte das zu dieser Zeit bedeutende Wirtschafts- und Verwaltungszentrum sichern. Eine Quelle aus dem Jahr 1189 bezeichnet Zahna als Burgwardhauptort.

#### Schlösser und Herrenhäuser

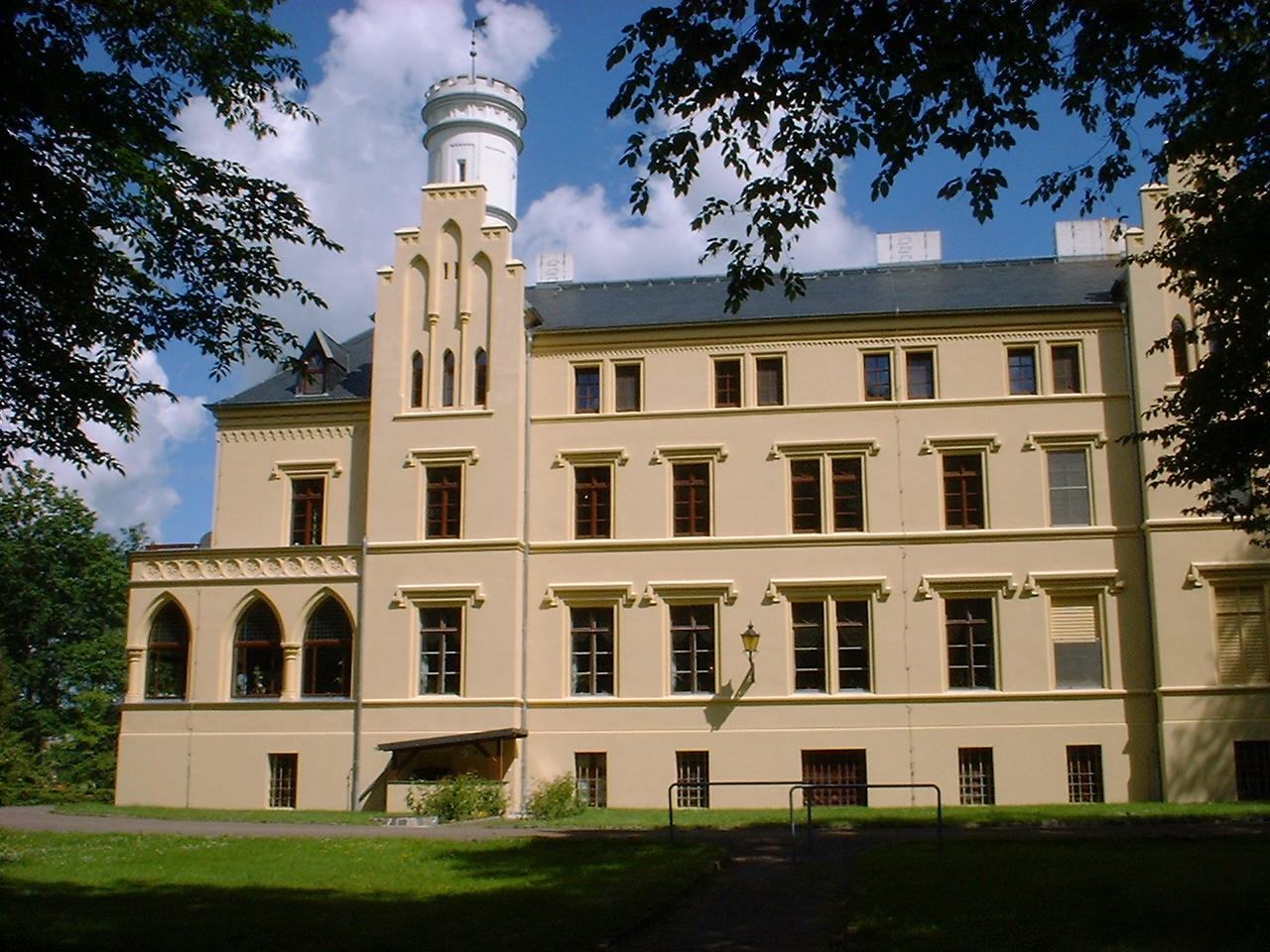
Schloss Kropstädt

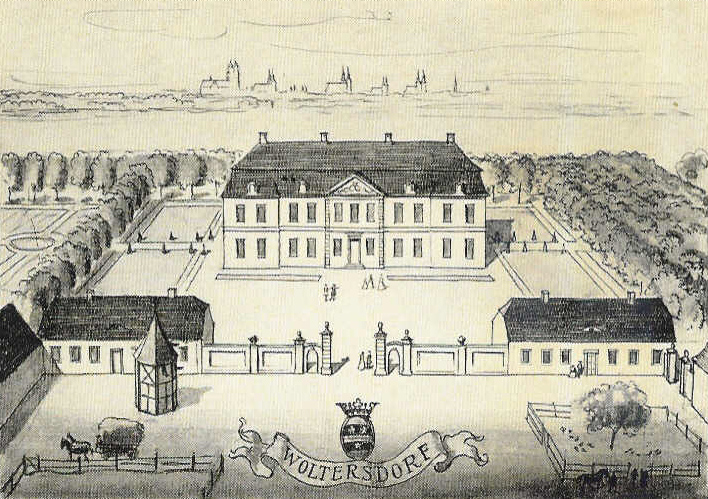
Gut Woltersdorf 1750, Zeichnung von Anco Wigboldus

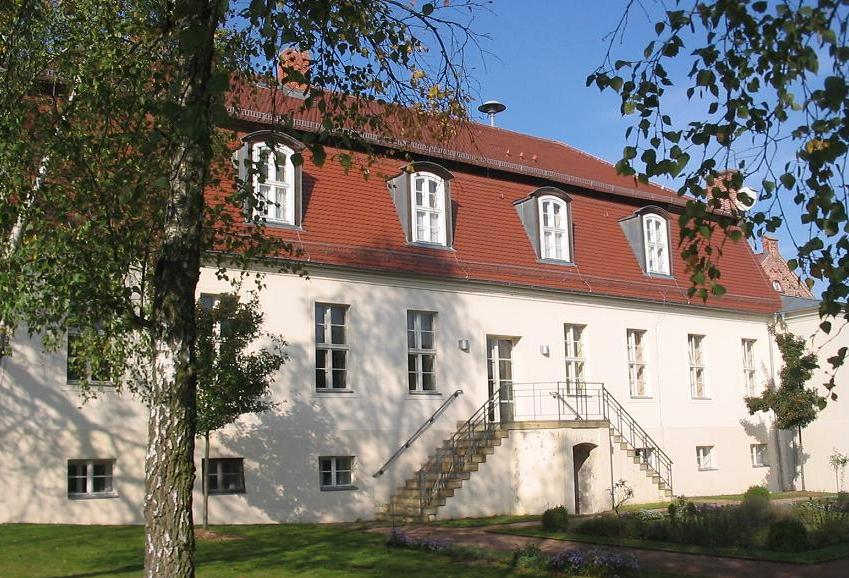
Gutshaus Klein-Glien

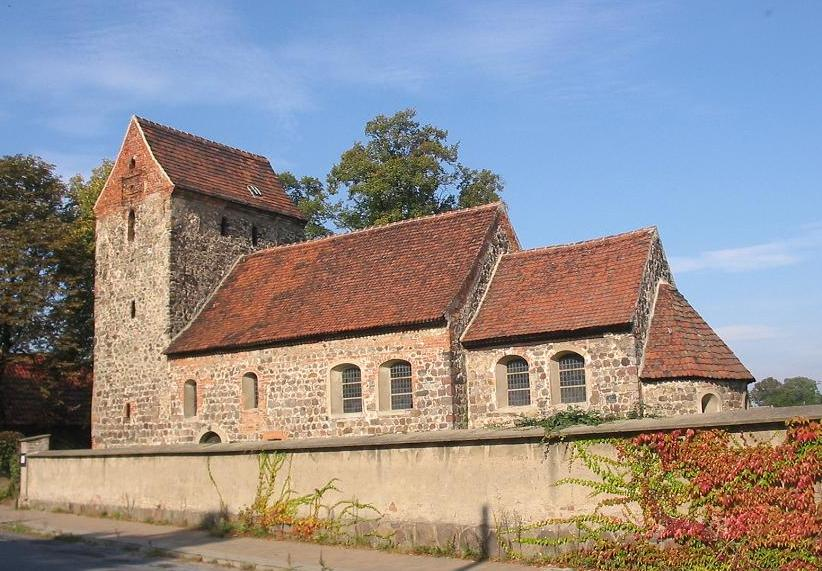
Feldsteinkirche in Lübnitz

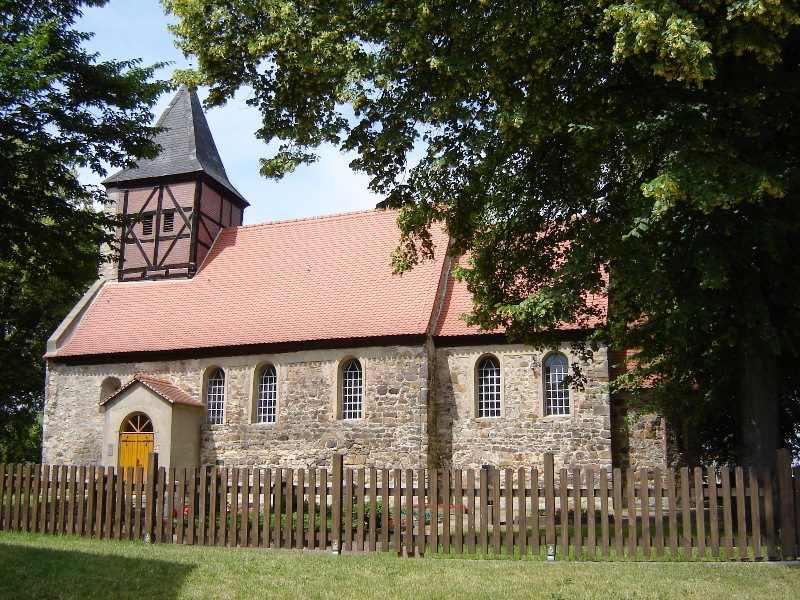
Bruchsteinkirche St.-Timothei
in Wallwitz

Nicht nur das Renaissanceschloss Wiesenburg aus der zweiten Hälfte des 16. Jahrhunderts, das Schloss Möckern oder das historische Ensemble in Zerbst zählen zu den Perlen des Flämings, sondern auch Anlagen wie das im Stil englischer Landhäuser gehaltene Schloss Wendgräben in Zeppernick, das der Mitbegründer des Deutschen Werkbundes Hermann Muthesius 1910 geplant hatte. Muthesius schien dem Bauherrn Hans Waldemar von Wulffen besonders geeignet, seine Vorstellungen eines englischen Herrenhauses umzusetzen, da sich Muthesius in seinem Hauptwerk Das englische Haus gegen den Historismus und den Jugendstil wandte. Den stilgerechten Park steuerte der Gartenarchitekt Walter von Engelhardt bei.
Der Landschaftsplaner und spätere königliche General-Gartendirektor Peter Joseph Lenné entwarf 1838 den Schlossgarten für das barocke Schloss Baruth, das spätestens 1775 fertiggestellt worden war und in dem die fürstlich-gräfliche Familie zu Solms-Baruth residierte. Von den ursprünglichen Schlossanlagen blieb lediglich das derzeit verfallende Frauenhaus erhalten, während das sogenannte Neue Schloss auf ein barockes Gartenhaus zurückgeht und der Kopfbau in den Jahren 1912/13 hinzukam. Der restaurierte Schlosspark konnte bis heute den Lennéschen Charakter bewahren.
An einem Park liegt auch das Schloss Kropstädt, das 1850 auf dem Gelände der ehemaligen Wasserburg Liesnitz gebaut wurde. Die Wasserburg war 1358 von den Wittenbergern gestürmt und zerstört worden, da ihre Raubritter die Handelsstraße Berlin-Leipzig bedrohten. Das Schloss beherbergt ein Bildungszentrum und Hotel und ist noch heute von einem Wassergraben umgeben. Es ist malerisch in die benachbarte Landschaft eines ausgedehnten Biberschutzgebietes an einem der Quellbachtäler der Zahna eingebettet. Vom Schlossturm bietet sich ein Blick über das Tal und den zur Elbaue auslaufenden Fläming. Regionalgeschichte schrieb das Gut Nudersdorf, auf dem das Schloss Nudersdorf aus dem 18. Jahrhundert steht. Denn das Gut am Rischebach nördlich von Wittenberg hatte sehr wahrscheinlich der sächsische Kanzler und Luthervertraute Gregor Brück anlegen lassen.
Von 1564 bis zur Enteignung im Jahr 1945 konnte die Familie von Münchhausen ihr Renaissanceschloss auf einem südwestlichen Hochplateau des Flämings in Leitzkau halten, das auf ein Prämonstratenserkloster aus dem 12. Jahrhundert zurückgeht. Das nach der Reformation in eine Schlossanlage verwandelte Stift bildet nach Wiederaufbauarbeiten in den 1990er Jahren ein architektonisches Gesamtensemble aus dem Hobeckschloss, dem Neuhaus und der Schlosskirche.
Rund zwei Kilometer unterhalb der westlichsten Flämingerhebung, dem 68 Meter hohen Spitzen Berg, lag in Woltersdorf bei Magdeburg das ausgedehnte Landgut Woltersdorf mit einem großzügigen Herrenhaus aus dem Jahr 1744. Das Gutshaus derer von Alvensleben ist allerdings nur noch mit einem kleinen Rest vorhanden. Ein restauriertes und denkmalgeschütztes Herrenhaus befindet sich unterhalb des Hagelbergs in Klein-Glien auf dem gleichnamigen Gut. Weitere Herrenhäuser oder repräsentative Gutshäuser gibt es beispielsweise in Hagelberg oder im Wiesenburger Ortsteil Schmerwitz. In Loburg finden sich mit dem Wulffenschen Gutshaus aus dem Jahr 1773 und dem Barbyschen Gutshaus (nach 1660) gleich zwei Landhäuser.

#### Ausgewählte Teilregionen und Ensembles

##### Ländeken Bärwalde, Dahme und Umland
Das Schloss Bärwalde im Südosten des Niederen Fläming war Zentrum des alten Herrschaftsgebiets im Ländeken Bärwalde, das heute zur Großgemeinde Niederer Fläming gehört. Das Ländeken gehörte seit dem 15. Jahrhundert als Exklave zu Brandenburg. Das Bärwalder Schloss ging aus einer umgebauten deutschen Burg hervor, eine slawische Wallburg befand sich in unmittelbarer Nähe. Das Schloss ist fast vollständig abgetragen und nur der verwitterte 700-jährige Burgturm aus Raseneisenstein auf einem Hügel über dem Schweinitzer Fließ blieb erhalten. Rund drei Kilometer nordwestlich folgt in einem Ortsteil von Schönewalde das erhaltene barocke Herrenhaus Ahlsdorf von 1709, das Lebensmittelpunkt von Georg von Siemens war. Hier liegt die Erbbegräbnisstätte derer von Siemens aus dem Jahr 1879, die in den 1990er Jahren restauriert wurde. Den Schlosspark im Stil englischer Landschaftsgärten schmückt ein reich verziertes hölzernes Teehaus.

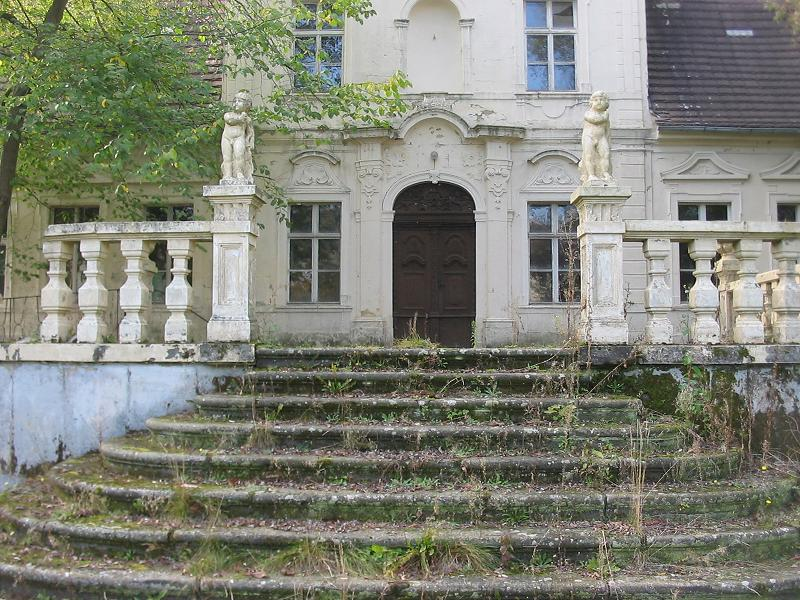
Schloss Schmerwitz bei Wiesenburg

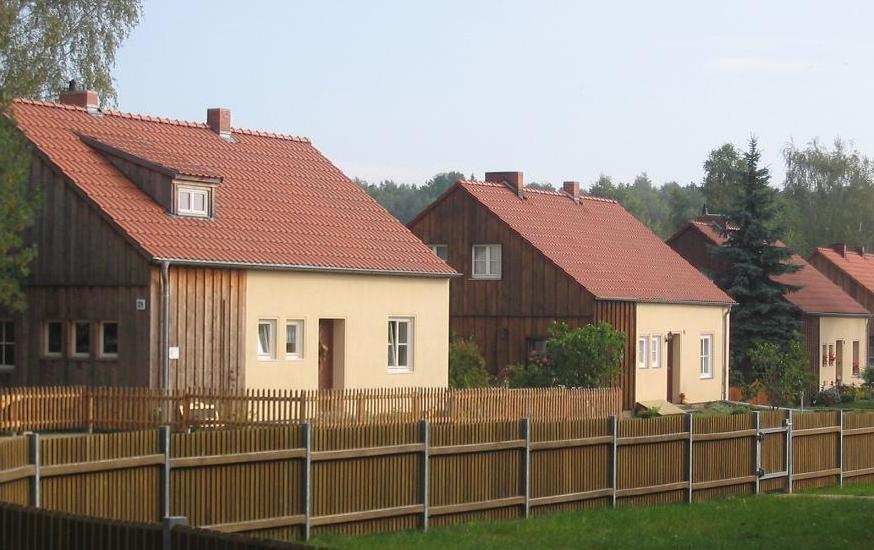
Sanierte Landarbeiterhäuser (Aktivistenhäuser) in Schmerwitz, gebaut nach 1945

Auch das literarische Zentrum des Flämings, das Schloss Wiepersdorf, gehört zum Ländeken Bärwalde (zu Wiepersdorf siehe unten). Die Stadt Dahme an der Ostgrenze des Niederen Flämings im Übergangsbereich zum Lausitzer Grenzwall war in der slawischen Zeit Mittelpunkt eines Burgwards, der einer deutschen Burg wich, die wiederum ein heute weitgehend zerfallenes Schloss ersetzte. Berühmt ist Dahme für seine gut erhaltene Stadtmauer und das repräsentative Rathaus von 1893/94 im Stil der Neorenaissance (siehe ausführlich: Dahme).

##### Gutshaus und Landarbeiterhäuser in Schmerwitz
Nahe Wiesenburg liegt das Gutshaus Schmerwitz, das Carl Friedrich Brandt von Lindau bis 1736 hatte errichten lassen. 1871/73 erfolgte eine Erweiterung mit zum Teil neobarocken Formen. Der Südflügel fehlt seit einem Brand 1892 und die aufwändige Fassadendekoration auf der Rückseite stammt aus dem frühen 20. Jahrhundert. Seit 1945 als Schulungshaus der Sowjetarmee genutzt folgten bis zu den 1980er Jahren Umbauten und Erweiterungen, die sich nicht unbedingt an der historischen Architektur orientierten. Seit der Wende ist das Haus durch Leerstand gefährdet und zerfällt – ein Investor ist dringend erforderlich. Das riesige benachbarte Landgut und der Gutshof hingegen sind erhalten und bilden, nach einem Zwischenbesitz des Drogenselbsthilfevereins Synanon, heute mit einer Nutzfläche von 1500 Hektar einen der größten Bioland-Betriebe in Deutschland.
Die Schmerwitzer Landarbeiterhäuser stellen ein einzigartiges Zeugnis der DDR-Baukultur dar. Da das Gut Schmerwitz erhalten blieb, kam das Neubauern-Siedlungsprogramm für die Flüchtlingsströme nach 1945 nicht zur Anwendung. Vielmehr gab es eine individuelle Schmerwitzer Lösung: ein in Form und Bauweise einzigartiges Ensemble von Landarbeiterhäusern aus zehn Einzel- und drei Doppelhäusern entlang des Dorfangers zur Selbstversorgung mit jeweils angegliedertem Wirtschaftsteil mit Garten und Stall. Die Häuser wurden zur Miete und gelegentlich als Anerkennung besonderer Leistungen vergeben, weshalb sie auch den Namen Aktivistenhäuser tragen. In den 1990er Jahren wurden die Häuser saniert, wobei moderne Wohnbedürfnisse berücksichtigt wurden, der Charakter der Anlage jedoch bewahrt blieb.  „Dank der Sanierungsmaßnahmen ist in seiner ganz eigenen, schlichten Ästhetik ein kulturhistorisches Phänomen deutscher Nachkriegsbaugeschichte und Lebensweise erhalten.“ Eine Besonderheit stellt die Siedlung auch insofern dar, als hier in der zweiten Hälfte des 20. Jahrhunderts ein Dorfanger neu entstand.

### Bevölkerung und Brauchtum

#### Fragmentarisches
Der berühmteste Wanderer durch die Mark Brandenburg, Theodor Fontane, streifte den Fläming allenfalls am Rand und widmete ihm auch keinen Abschnitt in seinem fünfbändigen Werk Wanderungen. Allerdings finden sich im Kapitel zu Luckenwalde Luch im Wald einige Passagen zu den Flämingern.

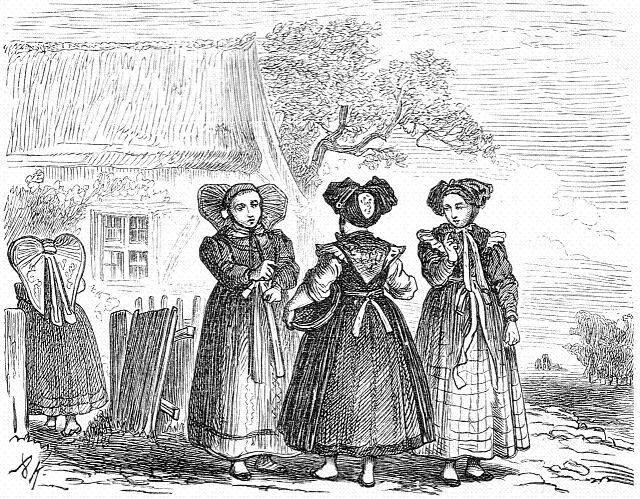
Trachten im Fläming

So gibt Fontane eine Beschreibung des „Geschichtsschreibers des Flämings (Rektor Telle zu Jüterbog) aus den 1870er Jahren wie folgt wieder: Sie halten viel auf gute Zucht, sind kirchlich, ernst in Haltung und mäßig im Genuß. Ausschweifung und Trunkenheit sind bei ihnen seltener als anderswo. Diese Charakterisierung kommentiert Fontane mit dem Satz: So sind die „eigentlichen“ Fläminger.“

#### Trachten
Laut Fontane gab es in Jüterbog „noch nachweisbar Vläminger bis ins 17. Jahrhundert hinein. So berichtet die Jüterbocker Chronik: ‚In diesem Jahre (1693) verschied allhier der Richter »Dümchen«, auf dem Neuenmarkt und ist der einzigste [sic!] und letzte gewesen, »der einen spitzigen Hut mit niedergeschlagenen Krempen« in hiesiger Gegend getragen, welche Mode beinahe 600 Jahre allhier gebräuchlich gewesen, und sah dieser Hut so aus, wie man die alten holländischen Bauern abgemalt findet.‘“ Fontane schließt daraus, dass von da ab die  „altholländische Tracht in diesen Gegenden, wenigstens in den städtischen Ortschaften [verschwand]; aber „Sprache“ und „Sitte“ überdauerten die Tracht, […].“
Oskar Schwebel berichtet allerdings 1881, dass  „sich die Karnette, d. h. die steife Haube mit den taubenflügelartig abstehenden Kopftüchern“, bei den Frauen noch zu seiner Zeit allgemeiner Beliebtheit erfreute. Und noch immer sei es der Stolz der Flämingerin,  „möglichst viele Röcke über einander zu tragen.“

#### Sprache
Die traditionelle Sprache ist das Flämingplatt, das zum Mittelmärkischen (Ostniederdeutsch) gehört aber auch deutliche niederländische Sprachreste enthält. Es ist stark bedroht, aber wird von lokalen Initiativen weiterhin gepflegt.
Fontane bemerkt in einer Fußnote:  „Wie sehr die Sprache des „hohen Vlämings“ von dem gewöhnlichen märkischen Platt abweicht, mag folgende vorzügliche Übersetzung aus dem Stabat mater zeigen. Es erscheint uns als ein Niederdeutsch, das zwischen „Holländisch“ und „Märkisch-Platt“ allenfalls die Mitte hält.“ Die erste Strophe in dieser Übersetzung des Stabat mater lautet:
By et Krüz met schreijende Ougen

Stund die Mueder diep bewoagen,

Doa de osan dorchnaegelt hing.
Un in ör verzuchend Härze,

Umgedreyt van Wei und smärte,

Een dörchborend Schlagswärt ging.

#### Küche und Feste
Als Bestandteil der Brandenburgischen und Sachsen-Anhaltischen Küche verfügt der Fläming über einige kulinarische Spezialitäten. Die bekannteste Delikatesse ist der Klemmkuchen, eine Süßspeise, die die Flamen im 12./13. Jahrhundert mitgebracht hatten. Die waffelartigen Kuchen werden noch heute bei größeren Familienfeiern und insbesondere zur Fastnacht nach traditioneller Art im reich verzierten Klemmkucheneisen auf offener Flamme gebacken. Während der ursprüngliche Teig aus Roggenmehl, Wasser, ausgelassenem Speck und Salz bestand, fallen die Zutaten heute deutlich üppiger aus. Butter und Zucker fehlen selten bei den einst platten Kuchen, die inzwischen oft zu Tüten gerollt und mit Sahne gefüllt werden. Das Heimatmuseum in Dahme zeigt neben achtzig weiteren ein Klemmeisen aus dem Jahr 1571, das das älteste bekannte Exemplar sein soll. Auch den vor allem im Wittenberger Raum verbreiteten Speckkuchen führten sehr wahrscheinlich die Flamen ein.
Zu den Spezialitäten zählen ferner die Forellen aus den Flämingfließen und Wild, Pilze und Kartoffeln. Der Tourismusverband bietet eine „Kulinarische Kartoffeltour“ an, auf der die beteiligten Gasthäuser Gerichte nach innovativen Rezepten rund um die Kartoffel servieren. In der Lutherstadt gibt es noch folgende Besonderheiten:

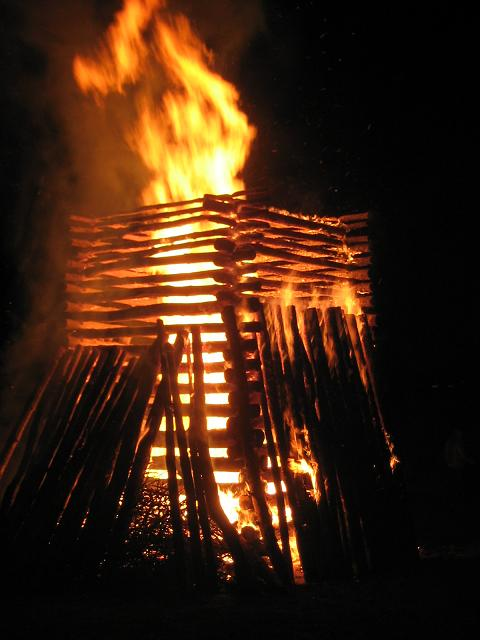
Osterfeuer im Naturpark Nuthe-Nieplitz

- Wittenberger Kuckucksbier (Dunkelbier)
- Wittenberger Quarkkrempel
- Lutherbrot – eine Gebäckspezialität der Firma Wikana

Das Aufstellen der Pfingstmaie hat eine lange Tradition und auch heute sieht man in vielen Dörfern die mit bunten Bändern geschmückte hohe Stange mit einer schlanken Birke als Krönung. Berühmt sind die Fläminger Hochzeitsrituale und Erntedankfeste. Auch alte Bräuche wie das Osterfeuer blieben erhalten. Hinzu kommen örtliche Feste (Beispiele):
- Frühlingsfest in Jüterbog
- Sommerliches Lindenfest auf dem Markt in Seyda
- Belziger Altstadtsommer als mittelalterliches Ritterspektakel in der Altstadt und der Burg Eisenhardt.
- Burgfest mehrfach im Jahr auf der Burg Rabenstein
- Mühlenfest in Marzahna (Treuenbrietzen)
- Sabinchenfestspiele in Treuenbrietzen
- Alljährliches Turmfest in Luckenwalde (siehe nächstes Kapitel)
- Reformationsfest und weitere Luther-bezogene Feiern in Wittenberg
- Skurriles Brühtrog-Rennen auf dem Niendorfer Dorfteich
- Kultiges Bettenrennen in Fredersdorf

#### Fehde Jüterbog – Luckenwalde

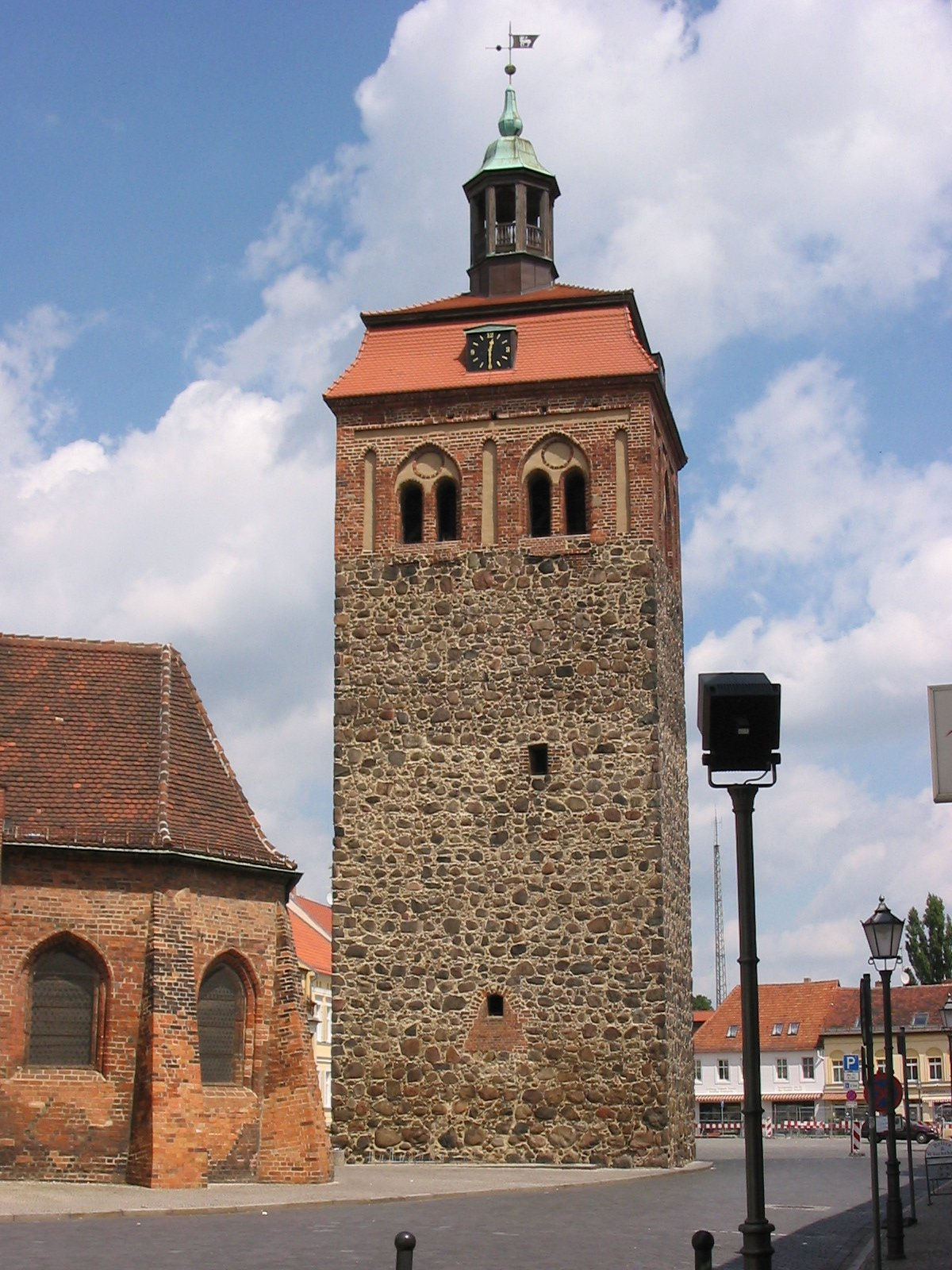
Der „von den Jüterbogern fallengelassene“ Luckenwalder Marktturm

Ähnlich wie zwischen den Zauche-Bauern und den Stoppelsachsen über die Belziger Landschaftswiesen hinweg (siehe oben) gab es laut Fontane auch zwischen den Nachbarstädten Jüterbog und dem bereits seit 1680 märkischen Luckenwalde heftige Fehden: „So entstanden endlose Streite, die am liebsten handfest auf Kirchweihen, in den Zwischenzeiten aber mit Spöttereien ausgefochten wurden. „Die Jüterbocker haben uns den Turm stehlen wollen – so sagen die Luckenwalder – aber als der Nachtwächter kam, haben sie ihn vor Schreck wieder fallen lassen; – seitdem steht er abseits.“ Die Jüterbocker rächten sich durch Spottverse und sangen: „Lieber die Rute, Als Luckenwalde an der Nuthe“; aber die Betroffenen wußten auch ihren Reim zu machen und sangen ihrerseits: „Das Mädchen ist aus Jüterbock, Das Hemd ist länger als der Rock.“ So waren die Fehden im alten Luch im Wald.“ Dabei spielt die letzte Wendung auf die traditionelle flämische Tracht an. Inzwischen (um 1880) hätten sich die Fehden, fährt Fontane fort, „[…] ausgetobt und nur bei den Wahlschlachten steigt der alte Groll noch aus dem Grabe und scheidet Jüterbog-Luckenwalde in rechts und links. Luckenwalde steht links. Schade! Luch im Wald hätte rechts gestanden.“

#### Unterschiedliche Identifikation mit dem Fläming
In der allgemeinen Wahrnehmung wird der Fläming weitgehend mit dem Bundesland Brandenburg in Verbindung gebracht und nur selten mit Sachsen-Anhalt assoziiert. Diese Wahrnehmung spiegelt sich auch in Reiseführern wider, die den Sachsen-Anhalter Teil in der Regel konsequent aussparen und allenfalls, wie in einem Fall, der Stadt Zerbst einen Abschnitt widmen. Selbst ein in Dessau erschienener Kulturführer stellt sich als Brandenburg-lastig dar.

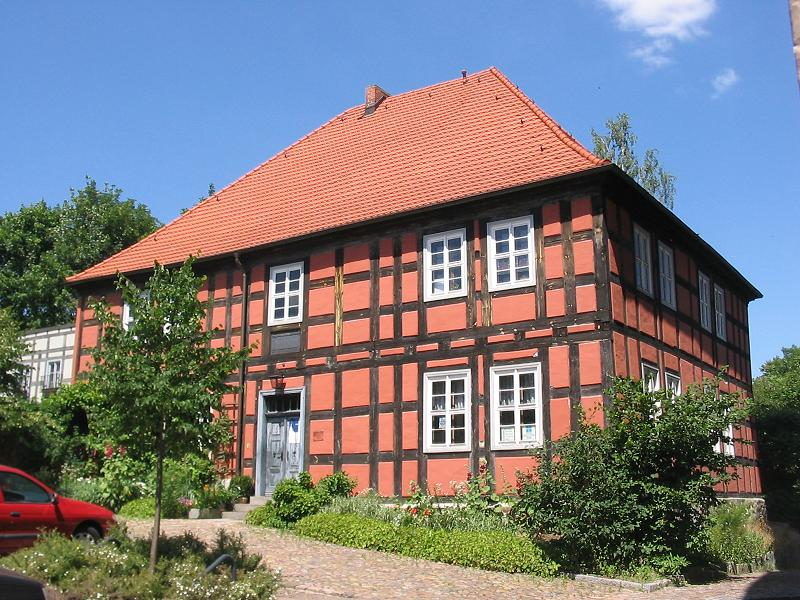
Reißiger-Haus in Bad Belzig

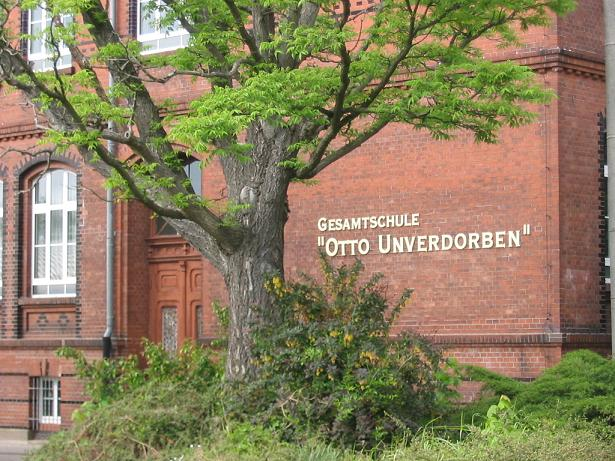
Gesamtschule Otto Unverdorben in Dahme

Dieses Phänomen entspricht der Wahrnehmung der Bewohner. Während die Brandenburger betonen, dass der 200 Meter hohe Hagelberg nicht nur den höchsten Fläminggipfel, sondern die höchste Spitze des gesamten norddeutschen Tieflandes bildet, spielen derartige Höhen im Nachbarland, in dem der fast sechsmal höhere Harzer Brocken liegt, eine untergeordnete Rolle. Der neue Naturpark Fläming/Sachsen-Anhalt beklagt: „Die regionale Identität der Bürger mit dem Fläming ist nur gering ausgeprägt.“ Das Bewusstsein für die Kultur auch nördlich von Wittenberg und Coswig zu stärken und die landschaftlichen Reize des Flämings in Sachsen-Anhalt bekannter zu machen, betrachtet die Naturparkverwaltung als eine ihrer zentralen Aufgaben. Auch die erst 2005, acht Jahre nach dem märkischen Nachbarpark Hoher Fläming erfolgte Gründung des Großschutzgebiets, ist Ausdruck dieser Länderdifferenz.

#### Persönlichkeiten

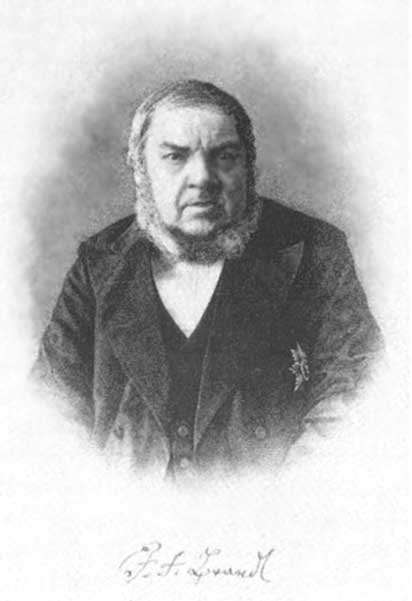
Johann Friedrich von Brandt aus Jüterbog

Nicht nur der Wiesenburger Dichter Hermann Boßdorf, dessen hohe Identifikation mit dem Landstrich sich durch sein gesamtes Werk zieht, stammt aus dem Fläming, sondern auch der Komponist Carl Gottlieb Reißiger (1798–1859) aus Belzig, der 1828 die Nachfolge Carl Maria von Webers als Hofkapellmeister in Dresden antrat. Weitere Persönlichkeiten aus dem Landstrich sind beispielsweise der Komponist und Gründer der „Singe-Academie zu Berlin“ Carl Friedrich Christian Fasch (1736–1800) aus Zerbst oder der Botaniker Gottlob Ludwig Rabenhorst (1806–1881) und der Boxolympiasieger Henry Maske (* 1964) aus Treuenbrietzen. Aus Jüterbog kommen unter anderem der Pianist und Komponist Wilhelm Kempff (1895–1991) und der Naturforscher und Zoologe Johann Friedrich von Brandt (1802–1879), der Direktor der zoologischen Abteilung an der Akademie der Wissenschaften in Sankt Petersburg wurde. Wie viele Theologen der Reformationszeit wurde auch der lutherische Reformator Georg Buchholzer (um 1503–1566) im Fläming geboren – wie sein Sohn, der Historiker Abraham Buchholzer (1529–1584), in Dahme. Aus derselben Stadt stammt der Entdecker des Anilin, der Kaufmann Otto Unverdorben (1806–1873). Die Stadt Niemegk ist stolz darauf, dass in einem erhaltenen Haus neben der Stadtkirche St. Johannis 1868/1869 für ein Jahr Robert Koch als Arzt praktizierte und erinnert mit einer Gedenktafel an diese Episode aus dem Leben des Nobelpreisträgers.

## Wirtschaft und Wirtschaftsgeschichte

### Allgemeines
„Die Wohlhabenheit dieser auf den ersten Blick so kärglich von der Natur ausgestattet erscheinenden Gegenden [… .]“ strich bereits Schwebel in seiner Flämingdarstellung 1881 heraus. Dazu trugen Handwerk und Kleinindustrie wie Mühlen, Glashütten, Hüttendörfer (Pechereien), Tuchmacher, Spinnstuben, Töpfereien und vor allem die Forst- und Landwirtschaft bei. Heute dominiert die Landwirtschaft, die von einem nachhaltigen touristischen Aufschwung ergänzt wird. Die wirtschaftliche Basis für den zu allen historischen Zeiten vergleichsweise guten Lebensstandard im Fläming hatten die Zisterzienser bereits kurz nach der Gründung der Mark Brandenburg gelegt.

### Landesaufbau der Zisterzienser
Die beiden 1170 und 1180 gegründeten Klöster Zinna und Lehnin hatten bei allen oben beschriebenen machtpolitischen Funktionen vor allem auch die Aufgabe, mit den fortgeschrittenen Techniken der Zisterzienser in der Landwirtschaft, im Handwerk oder beim Mühlenbau den Aufbau des Landes voranzubringen. Beide Klöster erlangten einen für die damalige Zeit erheblichen Reichtum. Das Flämingkloster Zinna verfügte in seiner Blütezeit über einen Besitz von 40 Dörfern und 1140 Hufen Land.

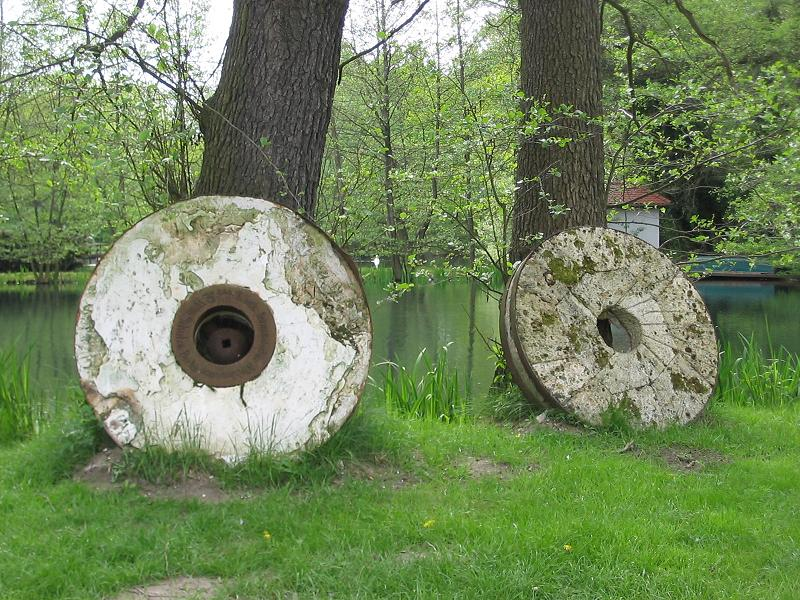
Mühlsteine am Teich der Springbachmühle

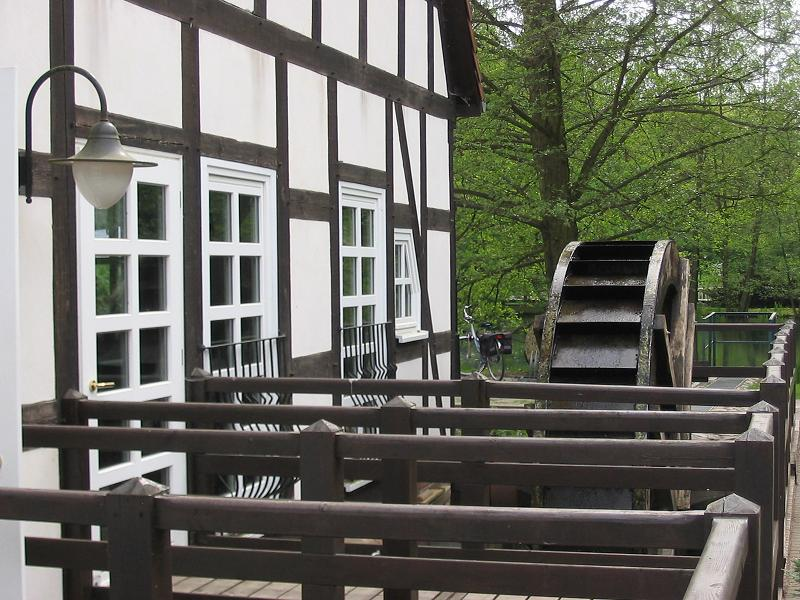
Rekonstruierte Springbachmühle in Bad Belzig

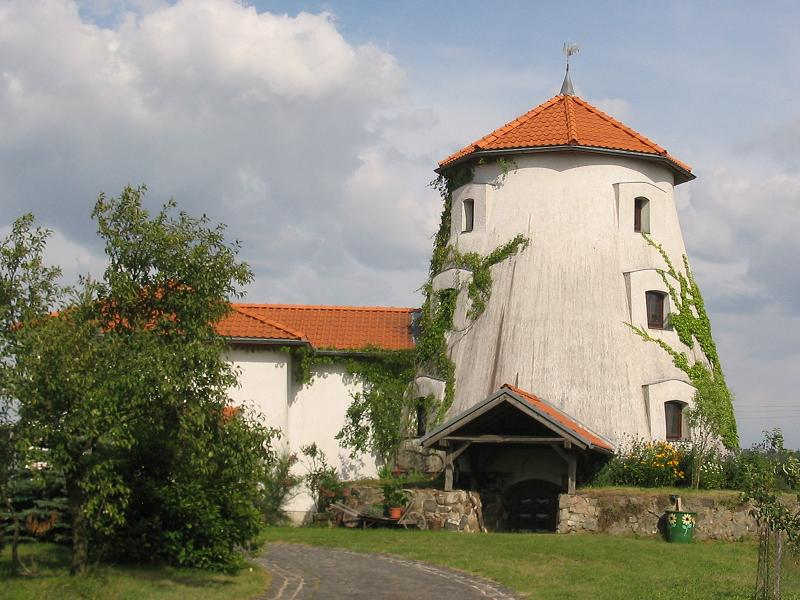
Turmholländer ohne Flügel bei Groß Marzehns

In einem angeblich zeitgenössischen Bericht aus dem 12. Jahrhundert schildert der Jüterboger Bürger A. W. Ludwig, wie die Mönche das Kloster anlegten und in dem kargen Fläming eine Wassermühle bauten: „Gewundert haben wir uns alle, denn die Mönche sahen nicht so aus, wie wir es sonst gewohnt waren. Sie hatten lange, schwarzweiße Röcke an und trugen auf der Schulter die Axt und in der Hand den Spaten. Des Staunens in der Stadt (Jüterbog) wollte kein Ende nehmen, als sie sagten, sie zögen nicht im Lande umher und predigten […]. […] Und als das Kloster fertig war, da haben sie am Fluss eine Wassermühle angelegt. […] Ihr hättet sehen sollen, was die Wenden für Gesichter gemacht, als die Mühle zum ersten Mal in Gang kam, denn sie kannten bis dahin nur Handmühlen.“

### Mühlen und Kupferhammer
Über Jahrhunderte blieben die Mühlen ein wesentlicher Wirtschaftsfaktor im Fläming, die – angesichts des eher trockenen Landes – in einer erstaunlich hohen Zahl und in dichtem Abstand entlang der Flüsse und Bäche folgten. Die Buckau und die Nuthen trieben viele Wasserräder an und am Fläminghauptfließ Plane lagen zwischen Raben und Gömnigk allein sieben Mühlen. Selbst kleinste Gewässer wie der Belziger Lumpenbach führte seine Wasser an zwei Mühlen, der Obermühle und der Kleesen Mühle, vorbei, bevor er in den Belziger/Fredersdorfer Bach mündete. Am Belziger Bach standen 5 Mühlen die Schlossmühle, (Engemanns) Mittelmühle, Jaegers Hintermühle (in der Nähe des Mühlenhölzchens), Oelschlaegers Mühle und hinter dem Turnplatz Rieslers Mühle (heute Finsterwalder). Der noch kleinere parallel fließende Springbach hatte seit 1749 die Springbachmühle ehemals Hannemanns Mühle, die 1998 nach altem Vorbild restauriert wurde und heute mit dem ebenfalls wiederhergestellten Gelände und Mühlteich ein sehenswertes Ensemble mit einem Restaurant bildet.
Elf Wassermühlen standen an der Rossel, die über ein mittelschlächtiges Wasserrad zudem die hölzerne Welle des Kupferhammers Thießen bewegte. Die im Originalzustand wiederhergestellte und denkmalgeschützte technische Schauanlage vermittelt einen Einblick in das handwerkliche Können vor 400 Jahren.

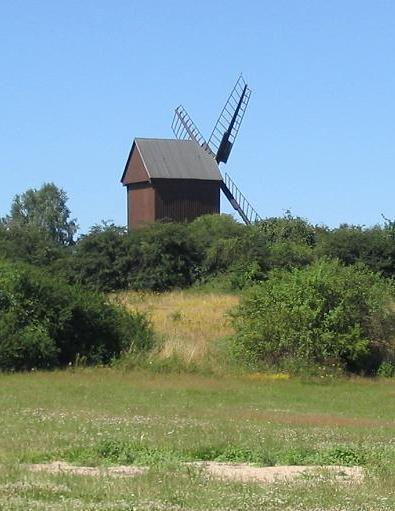
Bockwindmühle von 1803 in Borne, 1994 restauriert, auf einem 156 Meter hohen Berg

Auf den zugigen Fläminghöhen und insbesondere im Niederen Fläming drehten sich viele Windmühlen – viele Hügel, wie auch der zweithöchste Fläminggipfel, der 191 Meter hohe Mühlenberg bei Wiesenburg, zeugen mit ihren Namen von der Mühlenzeit. Die meisten der noch erhaltenen Bauten sind heute technische Denkmäler und zum Teil voll funktionstüchtig. Über eine komplette technische Ausstattung verfügt die Paltrockmühle in Schönewalde, die letzte von einst sieben Mühlen bei der Kleinstadt. Die Paltrockmühle im Baruther Ortsteil Petkus erhielt 1995 und der seltene Turmholländer in Naundorf bei Seyda 2001 ein neues Flügelkreuz. Die Hochzeitsmühle in Dennewitz, die zuvor in Kaltenborn stand, wird ihrem Namen noch heute gerecht, denn hier können sich Paare den Traum einer Hochzeit Ganz in Weiß in einer Bockwindmühle erfüllen.

### Hütten, Töpfereien und Ziegeleien

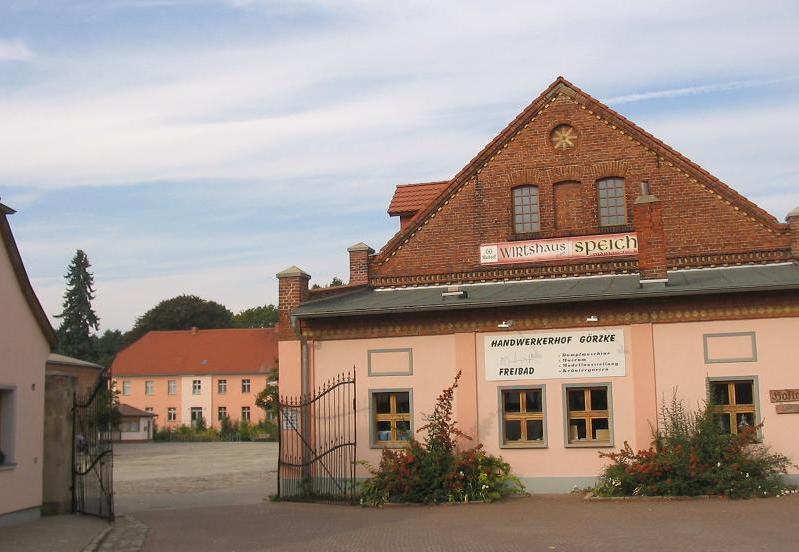
Handwerkerhof Görzke

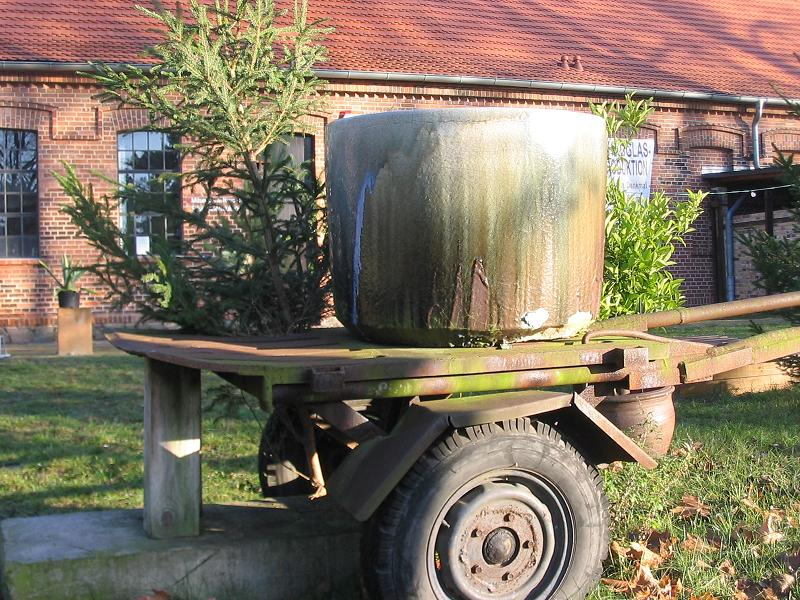
Glashütte Baruth, saniertes Hüttengebäude von 1861, heute Museum

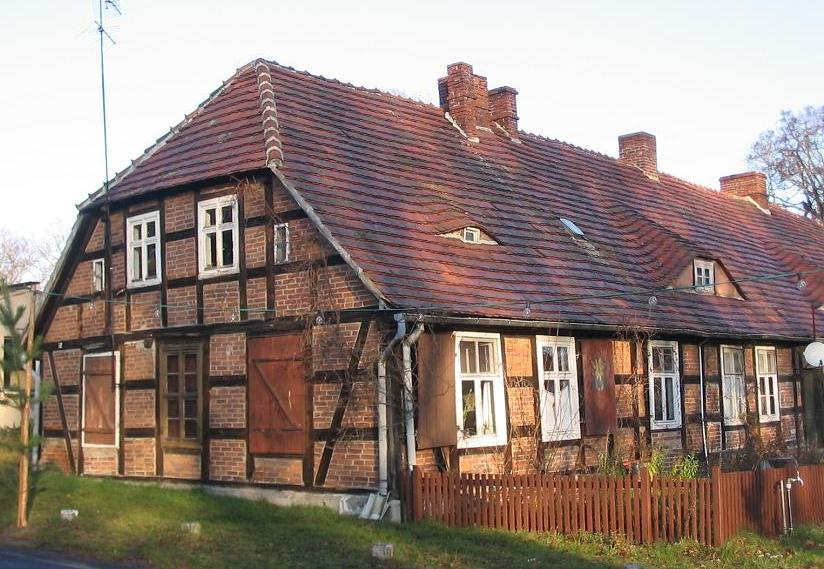
Arbeiterwohnhaus aus dem 18. Jahrhundert

Die hohen Lehmvorkommen im Fläming dienten Töpfereien und Ziegeleien als Material und die weißen, sandigen Böden waren ein idealer Rohstoff für Glashütten. Für den hohen Holzbedarf dieser Betriebe sorgten die Wälder, die beispielsweise in der ausgedehnten Waldlandschaft Brandtsheide im Hohen Fläming ganze Hüttendörfer zur Teer- und Holzkohlegewinnung hervorbrachten. Die Wiesenburger Ortsteile Jeserigerhütten, Neuehütten, Reetzerhütten und Medewitzerhütten oder auch die Schweinitzer Hütten erinnern mit ihren Namen an die kirchenlosen Hüttensiedlungen. Im 19. Jahrhundert kam zudem das reinste deutsche Wachs aus der Brandtsheide und noch zur DDR-Zeit deckte der Wald 95 % des Bedarfs an Mittelwänden für die Imker ab. Die Buchal Kerzenzieherei in Reetzerhütten ist heute die einzige Kerzenmanufaktur in Brandenburg.
Nördlich der Hüttendörfer bildete sich in Görzke eine besondere Töpfertradition heraus, die 1706 ihren Ausgangspunkt genommen hatte, als sich die Handwerker zur Innung der Bouteillenmacher zusammenschlossen. Noch heute arbeiten in der Kleinstadt vier Töpfereien und der restaurierte Töpfermarkt bietet mit einem angeschlossenen Handwerkerhof traditionell gefertigte Produkte an. Töpferscheiben drehten sich in vielen weiteren Flämingorten wie in Dahme. Überliefert ist, dass am 20. Juli 1563 die Niemegker Töpferordnung eine neue Fassung erhielt. Ziegeleien produzierten in Niemegk wie auch in Reetz bis in das Jahr 1990.
„Die bemerkenswertheste der industriellen Anlagen auf dem östlichen Fläming ist die Glashütte des an seinem nördlichen Abhange liegenden Städtchens Baruth, […].“ schrieb Oskar Schwebel 1881. Die Graf Solmsche Hütte im heutigen Baruther Ortsteil Glashütte hatte 1716 die Arbeit aufgenommen und nahm einen „[…]ungeahnten Aufschwung. Schon 1844 konnte ein besonderer Ofen für Milchglas mit sechs Häfen gebaut werden., schon damals wurden monatlich gegen 50.000 Stück Lampenglocken hergestellt.“
Die auch heute noch berühmteste aller Glasmanufakturen im Fläming präsentierte 1851 auf der Londoner Weltausstellung mit Erfolg ihre Baruther Lampenschirme. Die Vertragsabschlüsse führten zu Milchglasexporten bis nach England und Amerika. In nur 60 Jahren, von 1815 bis 1875, war die Zahl von 24 auf 440 Einwohner gestiegen, wovon 218 in der Glashütte beschäftigt waren. 1793, vier Jahre nach dem Beginn der Französischen Revolution, „wurden 15 Glasmacher wegen „Führens aufrührerischer Reden“ aus der Herrschaft Baruth ausgewiesen.“
Das denkmalgeschützte Hüttenensemble mit der fast unberührten Glasmachersiedlung hat sich zu einem vielbesuchten Museumsdorf entwickelt, das als der besterhaltene Glasmacherort Deutschlands gilt. Nach der Stilllegung der Glashütte im Jahr 1980 arbeiten seit 1998 wieder Glasbläser für die Schauproduktion.

### Leineweber, Kleinindustrie, Garnisonen
, hieß es in einem Fläming-Bericht um 1900, „sind längst dahin […]. Dazu ist der Flachsbau auf dem Fläming bedeutend zurückgegangen. Die Flachsmärkte in Wittenberg und Jüterbog, die ehemals die Bauern aus allen Flämingsdörfern zusammenführten und Berge von Flachs aufzuweisen hatten, sind fast vergessen und werden heut kaum noch besucht.“
Insbesondere Jüterbog, das schon um 1200 als Fernhandelszentrum prosperierte, entwickelte sich im Mittelalter zum Zentrum der Tuchmacher und Gewandschneider. Auch in Belzig blühte das Leinewebergewerbe und Dahme war bekannt für seine Tuche – 1813 gab es 130 Tuchmacher in der Stadt.
Dahme war ferner berühmt für seine Schuhmanufakturen und vor allem für die Zigarrenproduktion, die 1840 mit der Gründung der ersten Tabakfabrik durch Otto Unverdorben begonnen hatte. Noch 1928 produzierten knapp 40 Betriebe Zigarren. Nach dem Zweiten Weltkrieg ging die Produktion deutlich zurück und die letzte Fabrik schloss 1968. Zu den heutigen kleinindustriellen Betrieben im Fläming zählt beispielsweise die Fläminger Spirituosen GmbH in Zahna, die ihren Vorläufer in einer Marmeladen- und Fruchtsaftpresserei aus dem letzten Drittel des 19. Jahrhunderts hatte.
Während sich Luckenwalde nach dem Siebenjährigen Krieg zum Industriestandort entwickelt hatte, brach im handwerklich orientierten Jüterbog die Wirtschaft erst einmal zusammen. Erholung brachte neben der Weberei die Entwicklung zum Garnisonsstandort mit großen Kasernenbereichen im damaligen Ortsteil Altes Lager. Mit der Wiederaufrüstung 1934/1935 entstanden zahlreiche weitere Militärbauten und in der Folge Wohnsiedlungen, die zur DDR-Zeit von der Sowjetarmee genutzt wurden. Das Museum des Garnisonsgeschichtsvereins Altes Lager dokumentiert diese Zeit.

### Alternative Lebens- und Wirtschaftsformen
Im Hohen Fläming gibt es eine Reihe von Gruppen und Einzelpersonen, die alternative Lebensformen erproben. Im Jahr 1991 hat eine Gruppe die ZEGG GmbH gegründet und ein bis zur Wende vom DDR-Ministerium für Staatssicherheit genutztes Gelände in Belzig gekauft. Das ZEGG ist ein esoterisches Kollektiv von etwa 80 Personen, das neue Formen des Zusammenlebens erprobt.
Ebenfalls im Jahr 1991 hat die Berliner Suchthilfeorganisation Synanon das Gut Schmerwitz erworben und dort eine große Suchthilfeeinrichtung gegründet. Wegen wirtschaftlicher Schwierigkeiten gegen Ende der 1990er Jahre hat Synanon das Gut im Jahr 2000 verkauft. Der überwiegende Teil mit der Landwirtschaft wurde von der Familie Schoonhoven übernommen, die dort einen großen Bioland-Betrieb betreibt. Der Suchthilfeverein „Scarabäus Hoher Fläming e. V.“ hat ebenfalls einen Teil des Gutes Schmerwitz übernommen und betreibt dort eine Suchthilfeeinrichtung.
In diesem Umfeld haben sich mehrere Initiativen entwickelt, die in verschiedenen Bereichen alternative Lebens- und Wirtschaftsformen umsetzen.

### Tourismus
Für das Tourismus-Marketing im Land Brandenburg umfasst der Fläming ein größeres Gebiet als die geografische Region. Unter dem Markenzeichen Fläming vermarkten sich Orte bis an die Landesgrenze zu Berlin, wie das in dessen „Speckgürtel“ liegende Teltow und die Industriestadt Ludwigsfelde. Die zum Land Sachsen-Anhalt gehörigen Bereiche des Fläming vermarkten sich dagegen mit der „Reiseregion Anhalt-Wittenberg“. Darüber hinaus gibt es seit 2004 den einheitlichen länder- und kreisübergreifenden Tourismusverband Fläming e. V. mit Sitz in Beelitz.
Eine herausragende Investition zur Ankurbelung des Tourismus war die Anlage des 230 km langen Skater- und Fahrradparcours Flaeming-Skate.
Außer mit sportlichen Angeboten wirbt man mit den historischen Sehenswürdigkeiten der Region und mit der »Steintherme« in Bad Belzig.
Da mehrere Orte im Fläming von Berlin aus leicht mit öffentlichen wie privaten Verkehrsmitteln zu erreichen sind, tauchen viele Besucher der Region nicht in den Übernachtungsstatistiken auf.
| Statistische Daten zur Reiseregion Fläming in Brandenburg | 2001      | 2002      | 2003      | 2004    | 2005      | 2006      | 2007      | 2008      |
| --------------------------------------------------------- | --------- | --------- | --------- | ------- | --------- | --------- | --------- | --------- |
| Übernachtungen                                            | 1.177.400 | 1.108.700 | 1.063.600 | 999.200 | 1.058.500 | 1.066.300 | 1.038.000 | 1.022.500 |
| Bettenangebot                                             | 9.261     | 9.721     | 9.535     | 8.600   | 8.424     | 8.180     | 8.215     | 8.067     |
| Bettenauslastung                                          | 34,8 %    | 31,5 %    | 30,0 %    | 31,7 %  | 34,1 %    | 35,1 %    | 34,9 %    | 34,0 %    |

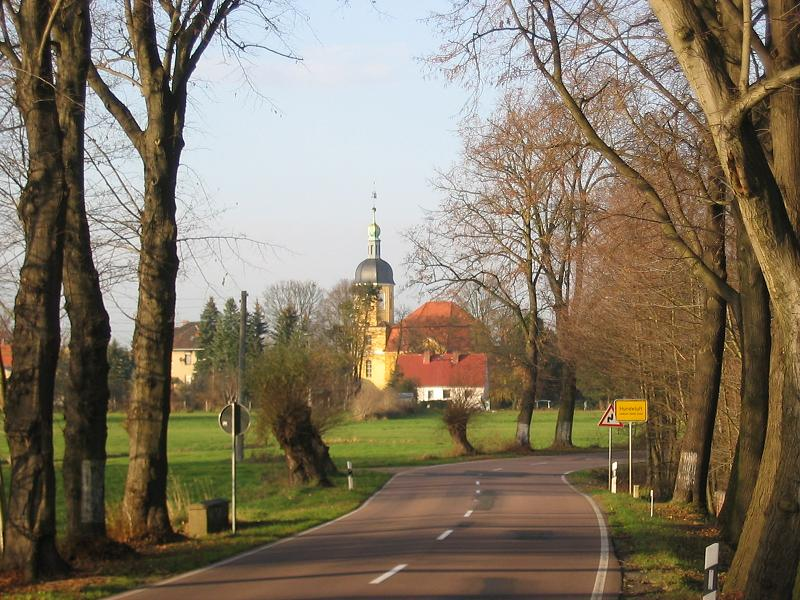
L 121 vor Hundeluft

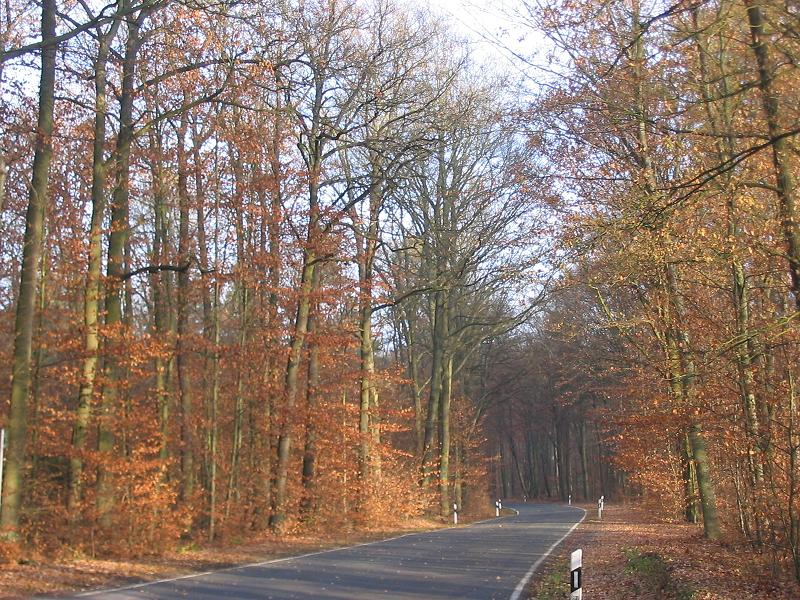
Landstraße zwischen Medewitz und Stackelitz im zentralen Hohen Fläming

Damit lag der Fläming bei der Bettenauslastung im Mittelfeld.

### Verkehrswege

#### Überblick
Flughäfen gibt es in näherer Umgebung des Flämings nicht. Am nächsten liegen die Verkehrsflughäfen Berlin Brandenburg und Leipzig/Halle. Im ausgedehnten Busnetz bildet Bad Belzig einen Knotenpunkt mit einem Busbahnhof. Durch den Höhenzug verlaufen der Europäische Fernwanderweg E11 (Niederlande – Masuren) und der Europaradweg R1 (Calais – Sankt Petersburg).

#### Straße
Zwei Autobahnen berühren den Fläming. Die A 2 Berliner Ring – Oberhausen führt am nordwestlichen Flämingrand vorbei und hat mit Wollin, Ziesar und Theeßen drei Anschlussstellen am Höhenzug. Die A 9 Berlin – München durchschneidet den Fläming ungefähr in der Mitte von Nordosten nach Südwesten und weist mit Niemegk, Klein Marzehns und Köselitz gleichfalls drei Anschlussstellen auf. Einige Kilometer vom östlichen Flämingrand entfernt führt die A 13 Berliner Ring – Dresden vorbei, die von den Anschlussstellen Baruth und Staakow schnelle Verbindungen zum Fläming bietet.
Das trapezförmige, im Süden breitere Flämingsegment zwischen den Autobahnen 9 und 13 wird von den, ebenfalls in der Hauptsache von Norden nach Süden verlaufenden, nachfolgend von West nach Ost geordneten Bundesstraßen 2, 101 und 96 weiter segmentiert, wobei bereits die B 96 außerhalb des Flämings verläuft. Größtenteils westlich der A9 verläuft die B 107, die diese im Süden des Höhenzuges kreuzt; noch westlicher verläuft die B 184, die in der Hauptsache südöstlich gerichtet ist.

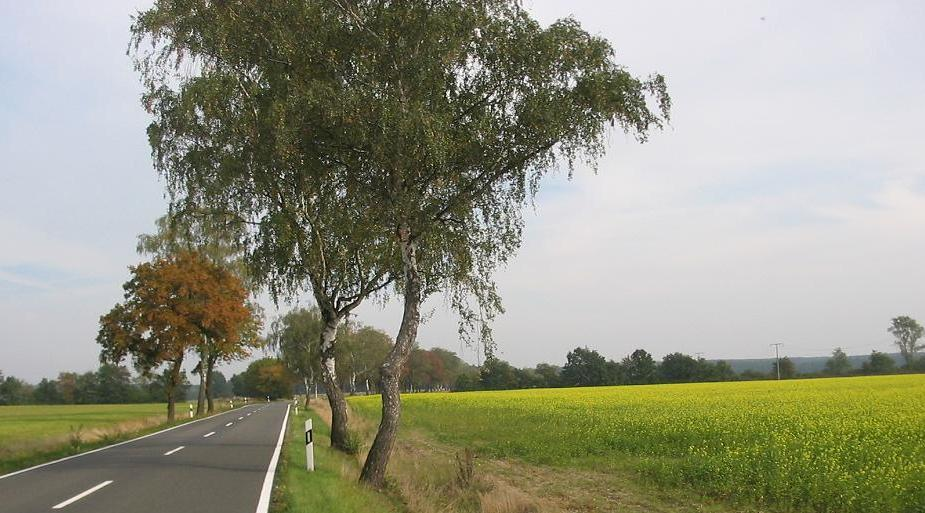
Landstraße 95 zwischen Görzke und Dangelsdorf

Quer von Westen nach Osten verbindet die B 246 Möckern und Bad Belzig, die bei Bad Belzig einen Teil der Deutschen Alleenstraße bildet. Die Alleenstraße geht ab Bad Belzig auf einer Landstraße über Wiesenburg weiter nach Wittenberg und vorbei an der Burg Rabenstein, die die traditionsreiche mittelalterliche Handelsstraße bewachte. Von Bad Belzig führt die B 102 über Treuenbrietzen und Jüterbog nach Dahme, deren Verlauf der alten Salzstraße, der die Stadt ihre Entstehung verdankt, entspricht. In Jüterbog beginnt ferner die B 115, die die Hauptstadt des Niederen Flämings mit Baruth und Golßen verbindet. Die B 101 verläuft etwa ab Kloster Zinna südlich bis zum Elbe-Elster-Land, verteilt über drei Landkreise und zwei Bundesländer durch den Niederen Fläming. Südlich von Jüterbog verläuft die Strecke zunächst über den Hauptkamm des westlichen Niederen Flämings, danach folgt noch eine Passage durch den hier stark bewaldeten südlichen Vorfläming. Im Sachsen-Anhalter Teil verläuft zwischen Zerbst und Coswig die B 187a über Hundeluft durch den Hohen Fläming. Landstraßen und viele alte Kopfsteinpflasteralleen ergänzen das überregionale Straßennetz, das seit der Wende saniert und ausgebaut wird.

#### Schiene

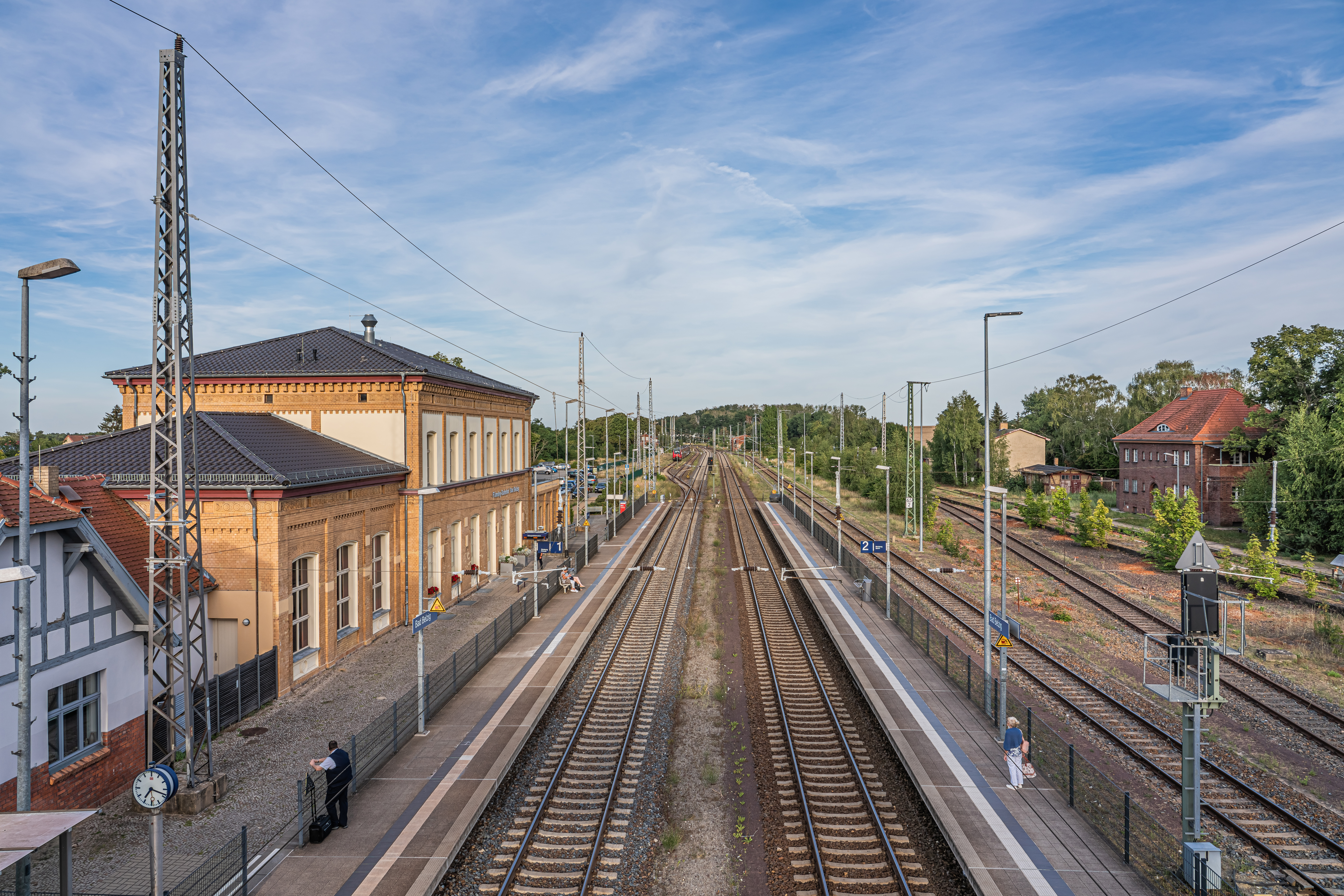
Bahnhof in Bad Belzig

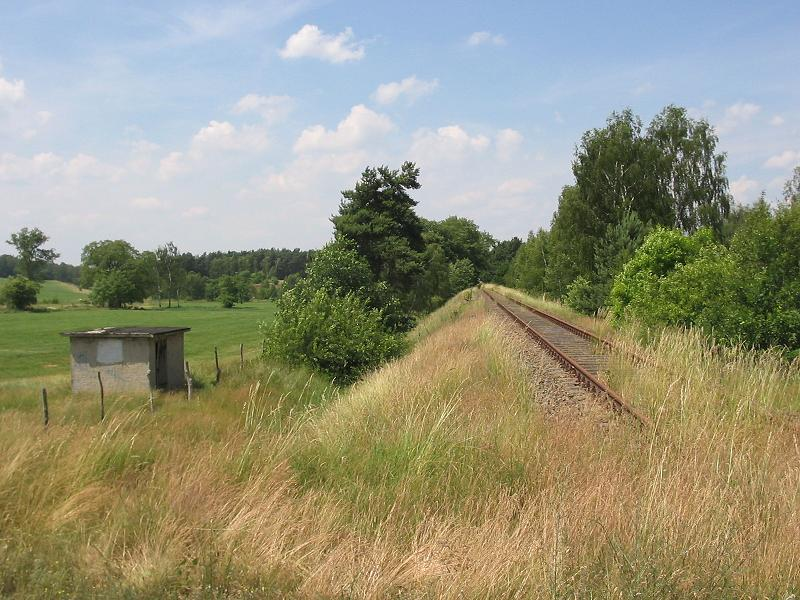
Stillgelegte Brandenburgische Städtebahn bei Preußnitz

Bad Belzig, Wiesenburg, Medewitz, Jeber-Bergfrieden und Thießen sind Haltepunkte der Wetzlarer Bahn, der Eisenbahnstrecke zwischen Berlin und Dessau. Stündlich verkehrt der Regional-Express (RE 7) von Berlin bis Bad Belzig und zweistündlich weiter nach Dessau. Ein Teilstück dieser sogenannten Kanonenbahn zwischen Bad Belzig und Calbe wurde im Dezember 2004 stillgelegt. Zwischen Berlin und Jüterbog fährt die RB 33, die in Treuenbrietzen und Altes Lager hält. Der RE 4 verbindet Berlin und Jüterbog auf der Strecke der Anhalter Bahn über Luckenwalde und verkehrt als RE 5 über die Bahnhöfe Niedergörsdorf, Blönsdorf, Klebitz, Zahna und Bülzig weiter nach Wittenberg. Auf der Trasse der Berlin-Dresdner Eisenbahn verläuft der RE 3 zwischen Berlin und Elsterwerda teilweise durch den Fläming und hält in Baruth.
Daneben durchlaufen den Fläming einige Schienenstränge stillgelegter Bahnen. Die Dahme-Uckroer Eisenbahn verband seit 1884 Dahme durch den niederen Fläming mit Berlin. Der Personenverkehr ruht seit 1968 und 1993 endete auch der Güterverkehr. Zwischen 1899 und 1965 hatte Dahme auch über die Jüterbog-Luckenwalder Kreiskleinbahnen Anschluss an das Schienennetz. Die 2003 stillgelegte Brandenburgische Städtebahn verband Treuenbrietzen mit Neustadt (Dosse) und hatte neben Bad Belzig verschiedene weitere Bahnhöfe im Fläming.

## Der Fläming in Literatur, Musik und Kunst
Im Jahr 1881 stellte Oskar Schwebel in seiner Beschreibung des Landstrichs fest: Die Landschaft des Flämings ist zwar eintönig, entbehrt aber keineswegs eines poetischen Reizes.

### Poesie, Märchen und das Lied für Sachsen-Anhalt

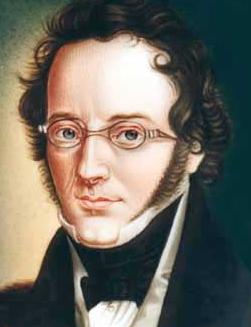
Ludwig Bechstein, Schöpfer des Schmieds von Jüterbog

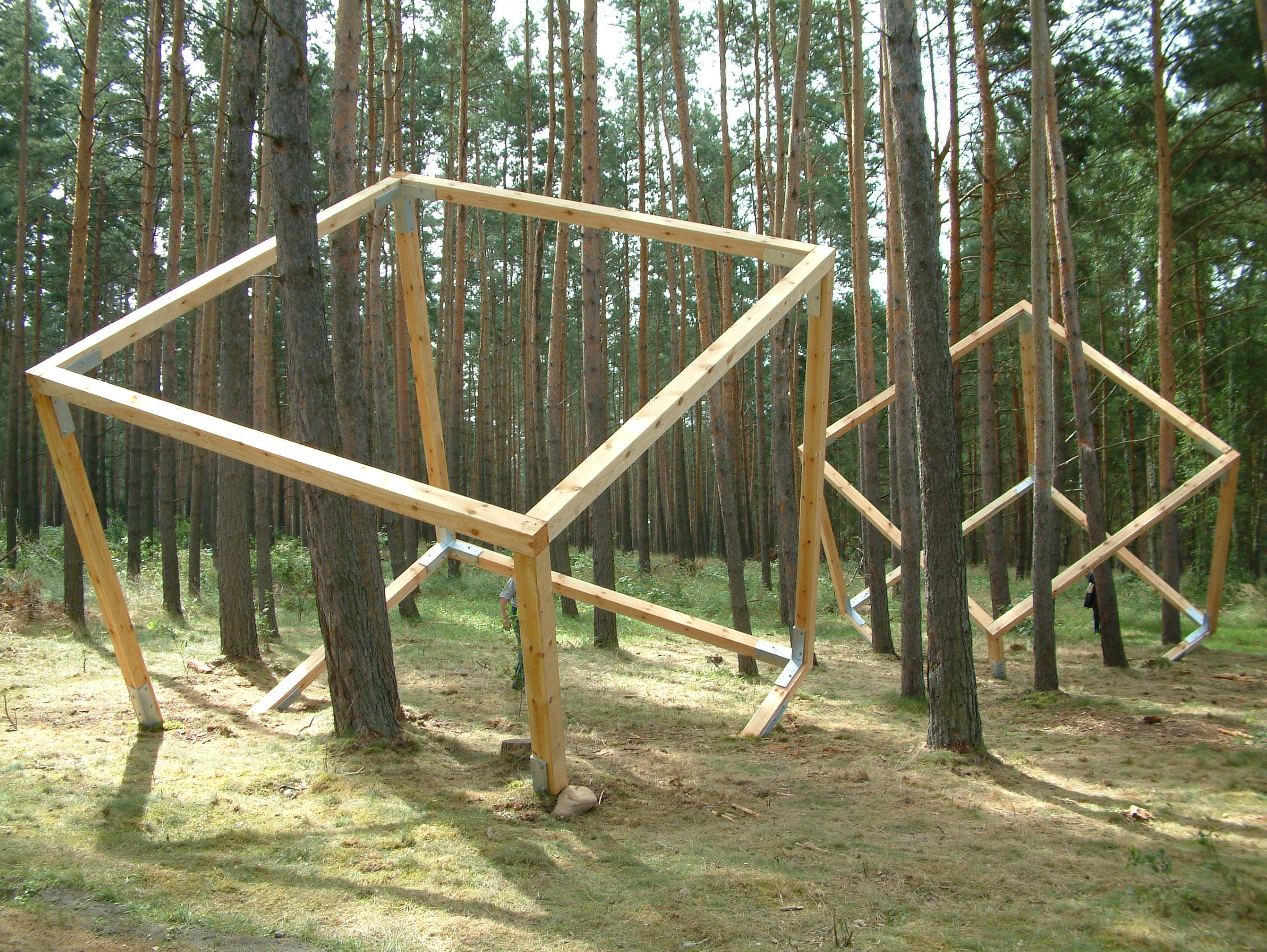
„Unter Kiefern“ von Susken Rosenthal

Diesen poetischen Reiz einzufangen, gelang nicht nur dem oben erwähnten Mundartlyriker Hermann Boßdorf aus Wiesenburg, sondern in jüngerer Zeit auch vielen Dichtern und Schriftstellern im literarischen Zentrum des Flämings, dem Schloss Wiepersdorf im Ländeken Bärwalde. Und in noch jüngerer Zeit bemühen sich die Naturparkverbände um künstlerische Impulse, die den Höhenzug in den Mittelpunkt der Werke stellen.
Im Mittelpunkt alter Sagen und Geschichten standen Personen wie Der Schmied von Jüterbog. Das gleichnamige Volksmärchen veröffentlichte 1845 der Schriftsteller Ludwig Bechstein in seinem Deutschen Märchenbuch. Die heute fast vergessene Geschichte besaß für Oskar Schwebel noch 1881 einen hohen Stellenwert und dessen listige Hauptperson zählte seinerzeit zu den volkstümlichsten Gestalten des deutschen Märchens. Besonderen poetischen Reiz strahlt das Lied für Sachsen-Anhalt aus, das 1991 siegreich aus einem Landeswettbewerb hervorging, mit dem Sachsen-Anhalt eine Landeshymne suchte. Das Lied fand bei der Bevölkerung bislang allerdings kaum Akzeptanz und erfüllt auch keine offizielle Funktion. In der ersten Strophe heißt es:
Dieses Lied geh allen Herzen ein,
die für Harz und Fläming glühn,
auch die Elbe soll uns Heimat sein,
Sachsen-Anhalt stolz und kühn.

### Kunst Land Hoher Fläming
Seit 2004 gibt es im Naturpark Hoher Fläming unter der Dachmarke „kunst land hoher fläming“ eine Initiative von Künstlern und anderen Akteuren aus der Region, im Fläming künstlerische Projekte durchzuführen. Im Jahr 2004 wurde im Schlosspark Wiesenburg ein Skulpturengarten eingerichtet. 2006 gestalteten Künstler aus der Region die Kunstspur Hoher Fläming, ein 2,5 Kilometer langer Rundwanderweg bei Hagelberg mit acht Installationen aus den natürlichen Materialien der Umgebung wie Leben nach der Eiszeit, Spur der Steine, Weidendurchblick, Wald- und Wiesensofa oder Steinschlange. Zwischen Wiesenburg und Bad Belzig wurde im August 2007 der Kunstwanderweg Hoher Fläming eröffnet, in diesem Fall mit zehn Werken von Künstlern aus dem gesamten Bundesgebiet, die im Rahmen eines Kunstwettbewerbs ermittelt wurden. Sieger des Wettbewerbs waren Susken Rosenthal aus Baitz im Hohen Fläming („Unter Kiefern“), Susanne Ruoff aus Berlin („Intermezzo“) und Joerg Schlinke aus Lühburg bei Potsdam („Die Jagd“). Wolfgang Buntrock und Frank Schulze aus Hannover erhielten einen Anerkennungspreis der Jury für ihr Werk „Wasserfall für den Fläming“.
F

### Hamlet und Faust in Wittenberg

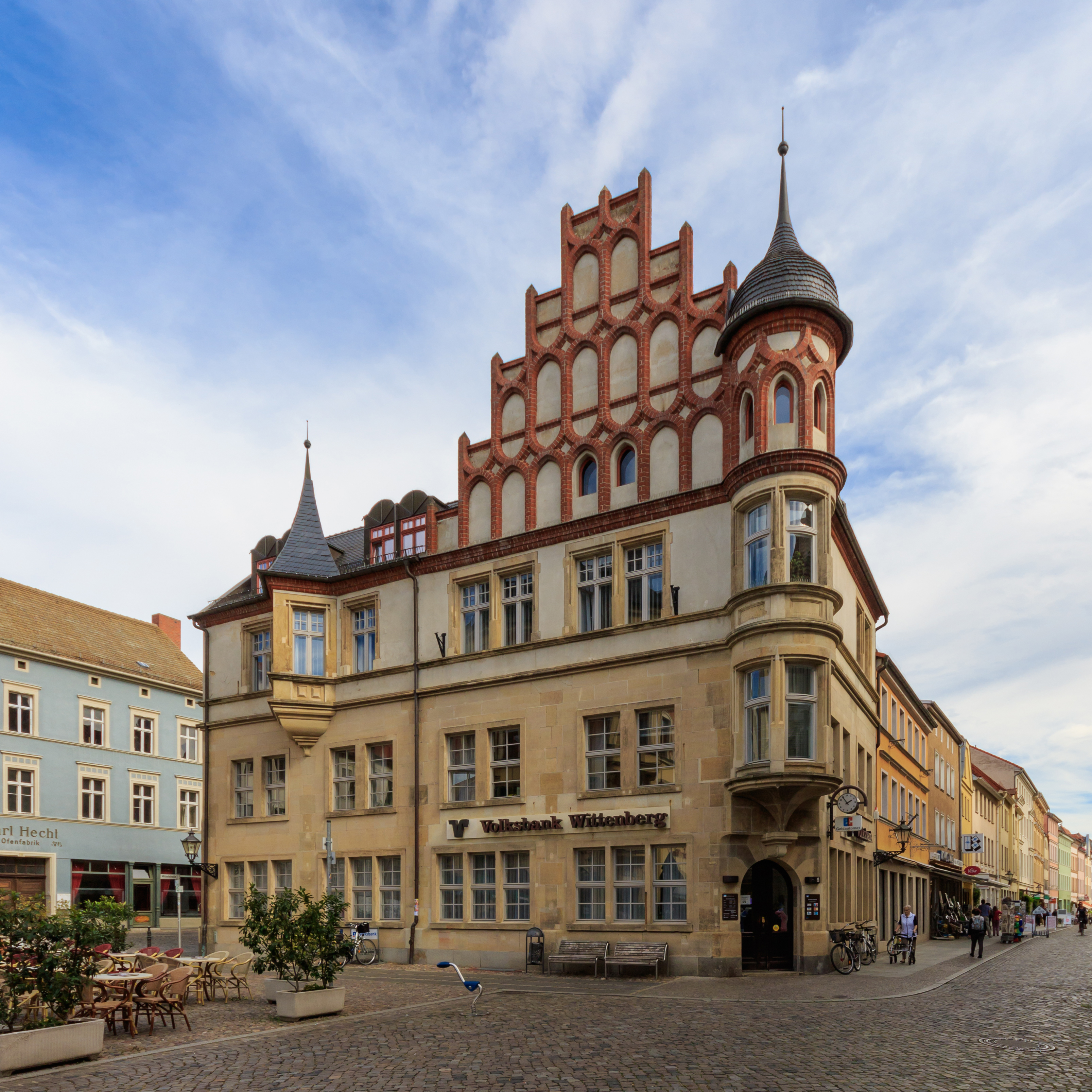
Das Hamlethaus in Wittenberg

Die kulturhistorische Bedeutung der Region und der Stellenwert der Wittenberger Universität im Mittelalter spiegeln sich darin wider, dass zwei der berühmtesten Personen der Literatur mit Wittenberg in Verbindung stehen, die eine real, die andere fiktiv. Shakespeare ließ seinen Prinzen von Dänemark an der Leucorea studieren, wo Hamlet, Laertes, Rosenkranz und Güldenstern die weltberühmten vier Wittenberger Studenten der Shakespearschen Tragödie bildeten. Das Hamlethaus in der Lutherstadt dürfte dem realen Hamlet, der um 1200 lebte, allerdings kaum Studienstätte gewesen sein, da die Gründung der Leucorea erst 1502 erfolgte.
Der historische Magier, Astrologe und Wahrsager Johann Georg Faust, dessen Leben die Grundlage für die Faust-Literatur, -Theaterstücke und -Kompositionen wie auch für Goethes Faust bildete, soll in Wittenberg Theologie studiert und sich dort mit Melanchthon auseinandergesetzt haben. Am 30. Dezember 2004 fand in der Bühne Wittenberg die Premiere Johannes Faust – Leben und Tod eines Wittenbergers statt, die der italienische Regisseur Fernando Scarpa ebenso inszenierte wie die Reise mit Faust auf historischen Pflastern für den Landkreis Wittenberg am 19. Juni 2005.

### Wo der Park mit dem Wald schläft – Wiepersdorf
Literarisches Zentrum des Fläming war und ist das Schloss Wiepersdorf im Niederen Fläming, das da liegt, wo der Park mit dem Wald schläft, wie die Lyrikerin Sarah Kirsch in ihrem elfteiligen Wiepersdorf-Zyklus 1976 dichtete. Der ehemalige Wohnsitz des romantischen Dichterpaars Bettina und Achim von Arnim diente zur DDR-Zeit als Arbeits- und Erholungsheim für verdiente Schriftsteller und Künstler. Nach der Wende knüpfte das Schloss an die literarische Tradition an und bietet auch heute als Künstlerhaus Stipendiaten eine Heimstatt.

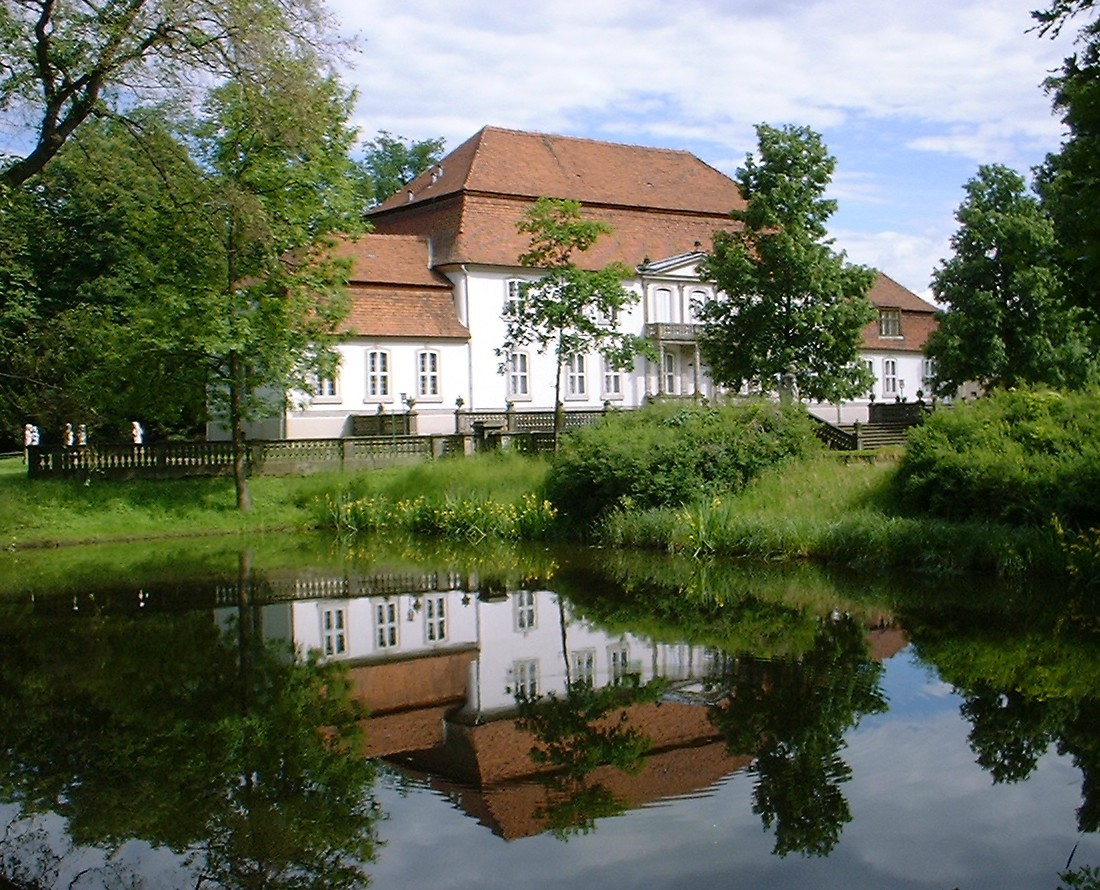
Teich und Callot-Figuren am Schloss Wiepersdorf

In Wiepersdorf waren neben Sarah Kirsch weitere namhafte DDR-Schriftsteller wie Anna Seghers, Christa Wolf, Peter Hacks, Arnold Zweig, Karl Mickel, Thomas Rosenlöcher oder Peter Huchel zu Gast. Der Fläming fließt in viele Erzählungen und Gedichte ein, die den Charakter der Landschaft und seiner Menschen zu Tage fördern. Huchel widmete den stillen Landstraßen mit ihrem Kopfsteinpflaster 1963 den Gedichtband Chausseen, Chausseen und schrieb über Wiepersdorf: Dann ist es still. Der Teich der Unken, das schuppiggrüne Algenglimmen tönt klagend nur und dünn und hohl, metallner Hall in Nacht versunken. Der Wiepersdorf-Zyklus von Sarah Kirsch enthält auch folgende Zeilen:

„Ich sah in Wiepersdorf alte Frauen
Pfingstrosen über den Kirchhof tragen
Die roten Blätter fielen schon ab
Und blieben auf den Steinplatten liegen.“

## Geografische Statistik
Der Fläming stellt nach der naturräumlichen Gliederung im Handbuch der naturräumlichen Gliederung Deutschlands die naturräumliche Haupteinheitengruppe 85 dar und wird in 9 Haupteinheiten unterteilt.

### Geologie, Hydrografie und Namenkunde
- Werner Stackebrandt, Volker Manhenke (Hrsg.): Atlas zur Geologie von Brandenburg. 2. Auflage. Landesamt für Geowissenschaften und Rohstoffe Brandenburg (heute Landesamt für Bergbau, Geologie und Rohstoffe Brandenburg, LBGR), 2002, ISBN 3-9808157-0-6.
- Reinhard E. Fischer, Jürgen Neuendorf, Joachim Reso: Rund um Belzig. Orts- und Flurnamen, Findlinge und Bäume, Bäche und Teiche. (= Jubiläumsreihe zur Belziger Stadtgeschichte. Buch 4). Herausgeber: Förderkreis Museum Burg Eisenhardt Belzig e. V., das Vorwort ist von 1997. DNB 964455366. Zum Hagelberg, S. 19 f.
- Reinhard E. Fischer: Die Ortsnamen der Länder Brandenburg und Berlin. (= Brandenburgischen Historischen Studien. Band 13). be.bra wissenschaft verlag, Berlin 2005, ISBN 3-937233-30-X, Zum Hagelberg S. 73.
- L. Lippstreu, N. Hermsdorf, A. Sonntag: Geologische Übersichtskarte des Landes Brandenburg 1 : 300.000 – Erläuterungen. Potsdam 1997, ISBN 3-7490-4576-3.

### Geschichtliche Fachliteratur und historische Darstellungen
- Theodor Fontane: Wanderungen durch die Mark Brandenburg. Teil 4: Spreeland. Zitate nach der Ausgabe Ullstein, Frankfurt am Main / Berlin 1998, ISBN 3-548-24381-9. Die Angaben stehen im Kapitel: Luch im Wald (Luckenwalde) S. 527–534, das in der Erstausgabe 1882 und verschiedenen späteren Ausgaben nicht enthalten ist und in der benutzten Ullstein-Ausgabe als Anhang unter der Überschrift Aufsätze aus dem thematischen Umfeld der „Wanderungen“ wiedergegeben ist.
- A. Mariaschk: Der Fläming. In: Pestalozzi-Verein der Provinz Brandenburg (Hrsg.): Die Provinz Brandenburg in Wort und Bild. Julius Klinkhardt, Berlin 1900, S. 421–425.
- A. Mariaschk: Kloster Zinna. In: Pestalozzi-Verein der Provinz Brandenburg (Hrsg.): Die Provinz Brandenburg in Wort und Bild. Julius Klinkhardt, Berlin 1900, S. 433–436.
- Helga Kästner (Hrsg.): Die kurzgefasste Geschichte des Hohen Flämings, der Dörfer Raben, Rädigke, Wulkow (wüst) sowie der Burg Rabenstein, erzählt von Martin Opitz, erstellt unter Mitarbeit von Stefan Pirnack, Treibgut Verlag Berlin, 2022
- Lutz Partenheimer: Albrecht der Bär. 2. Auflage. Böhlau, Köln 2003, ISBN 3-412-16302-3.
- Lutz Partenheimer: Deutsche Herrschaftsbildung im Fläming während des 12. und 13. Jahrhunderts. Dissertation. Universität Potsdam, 1988. (Volltext)
- Lutz Partenheimer: Die Entstehung der Mark Brandenburg. Mit einem lateinisch-deutschen Quellenanhang. 1. und 2. Auflage, Köln/Weimar/Wien 2007.
- Oskar Schwebel: Wanderungen in der Mark Brandenburg. Der südliche Landrücken des Tieflandes mit dem Fläming. In: Ernst Friedel, Oskar Schwebel: Bilder aus der Mark Brandenburg. Otto Spamer, Leipzig 1881, S. 415–446.
- Stephan Warnatsch, Geschichte des Klosters Lehnin 1180–1542. (= Studien zur Geschichte, Kunst und Kultur der Zisterzienser. Band 12.1). Lukas, Berlin 2000 (Zugleich: Berlin, Freie Universität, Dissertation, 1999), ISBN 3-931836-45-2.
- Heinrich Glöß: Titanen-Tour – Wie der Fläming immer wieder neu entdeckt wird. In: Die Mark Brandenburg. Heft 75, Berlin 2009, ISBN 978-3-910134-11-9.

### Reise- und Kulturführer
- Jan Feustel: Zwischen Wassermühlen und Sumpfwäldern, Ein Reise- und Erlebnisführer in das Baruther Urstromtal. Hendrik Bäßler Verlag, Berlin 1999, ISBN 3-930388-11-1.
- Hillert Ibbeken: Die mittelalterlichen Feld- und Bruchsteinkirchen des Fläming. Berliner Wissenschafts-Verlag, Berlin 1999, ISBN 3-8305-0039-4.
- Christa und Johannes Jankowiak:
  - Unterwegs an Nuthe und Nieplitz. Porträt einer märkischen Landschaft. Auf alten Spuren und neuen Wegen. Stapp Verlag, Berlin 1995, ISBN 3-87776-061-9.
  - Wanderungen durch den Fläming. Militzke 1992, 63 S., ISBN 3-86189-024-0.
- Andreas Jüttemann: Hoher Fläming und Anhalt. Auf dem Europäischen Fernwanderweg E11 von Berlin durch das Dessau-Wörlitzer Gartenreich in den Harz. Pharus-Plan-Verlag, Berlin 2022, ISBN 3-8651-4238-9.
- Heinz G. Nitschke, Jan Feustel: Entdeckungen im Fläming. Hendrik Bäßler Verlag, Berlin 2006, ISBN 3-930388-35-9.
- Viola Pfeifer: Feldsteinkirchen im Fläming. Ein kunsthistorischer Führer. Berlin 1997, ISBN 3-930541-18-1.
- Carsten Rasmus, Bettina Rasmus: Der Fläming, Erlebnisführer. KlaRas Verlag, Berlin 2004, ISBN 3-933135-14-1.
- Bernd G. Ulbrich: Der Fläming. Ein Führer durch seine Kultur. edition RK, Dessau 2002, ISBN 3-934388-02-7.